# 2020年のラジオ (日本)
2020年のラジオ (日本)では、2020年のラジオ分野(主に日本国内)における動向について記す。

## 主な番組関連の出来事

### 1月
- 2日
  - ニッポン放送
    - 【関東広域圏】ニッポン放送開局65周年記念『岸惠子 小林麻美 ボナネ・ジャポン』を放送（13時 - 15時）。岸惠子（女優）と小林麻美がフリートークを展開した[1]。
    - 2014年から開始された新春恒例特番『田中将大のオールナイトニッポンNY』を7年連続で放送（22時 - 翌3日0時）。今回はお笑いコンビ・サンドウィッチマンをゲストに迎えて放送した[2]。
- 3日 - 【関東広域圏】TBSラジオで1981年から2009年にかけて、小堺一機と関根勤（コサキン）がパーソナリティを務めた『コサキンDEワァオ!』[注 1] の約11年ぶりの復活特番として、『令和に復活♡ぼくたち『コサキンDEワァオ!』です、ワァオ!』を放送（23時 - 翌4日0時）。小堺と関根が揃って出演した[3][4]。
- 4日
  - TBSラジオ
    - 早朝枠番組『土曜朝6時 木梨の会。』は、昨年末に番組を降板した古谷有美（TBSテレビアナウンサー）に替わるアシスタントについて当面の間は固定せずに週替り体制とすることになり、この日の放送は2019年入社の近藤夏子（同）が出演した[5]。
    - ファッションモデルでタレントの藤田ニコルがパーソナリティを務める『アットホームpresents 藤田ニコルのあしたはにちようび』が放送開始[6]。
- 5日 - 【東京都】J-WAVE『SAUDE!SAUDADE!』のこの日の放送から産休中の滝川クリステル（フリーアナウンサー）に代わって小野リサ（ボサノヴァ歌手）がパーソナリティに就任。小野は3月29日までの限定登板で、同番組には10年ぶりの復帰となる[7]。
- 7日（6日深夜） - ニッポン放送はこの日、M-1グランプリ2019で優勝したお笑いコンビ・ミルクボーイがパーソナリティを務める特別番組『ミルクボーイのオールナイトニッポン』を放送[8]。
- 9日 - NHK-FM放送で放送中の『ミューズノート』の5代目DJを女性5人組コーラスグループのLittle Glee Monsterがこの日より務める[9]。
- 13日 - NHKラジオ第1放送平日午前枠の『すっぴん!』は、この日の8時から正午までみんなの広場ふれあいホール（東京都渋谷区）で開催した「すっぴん!ファン感謝祭スペシャル」を同時公開生放送。当日はメインアンカーの藤井彩子（NHKアナウンサー）と、曜日別パーソナリティの5人（川島明（麒麟）、高橋源一郎（小説家）、能町みね子（エッセイスト）ら）が一堂に会して感謝祭の模様を放送した[10]。
- 17日 - 【兵庫県】ラジオ関西で1991年10月から2015年3月まで24年間にわたって放送された[注 2]『林原めぐみのHeartful Station』を阪神・淡路大震災から25年目の節目であるこの日に1日限りの特別番組として放送した（13時30分 - 15時）[11]。パーソナリティは林原めぐみと保志総一朗。
- 18日・25日 - 【近畿広域圏】朝日放送ラジオ（ABCラジオ）『土曜スペシャル』にて漫才コンビ・ミルクボーイ（吉本興業所属）が出演する特別番組『ミルクボーイの煩悩のカタマリ』を放送（21時30分 - 22時）[12]。
- 19日（18日深夜） - ニッポン放送はこの日、女優の伊藤沙莉がパーソナリティを務める特番『伊藤沙莉のオールナイトニッポン0(ZERO)』を放送[13]。

### 2月
- 5日 - ニッポン放送『オールナイトニッポン MUSIC10』で水曜日のパーソナリティを務める女優の鈴木杏樹が、体調不良のため、この日の出演を欠席し、同局アナウンサーのひろたみゆ紀が鈴木の代役を務めた[14]。その後も鈴木の休演は続き、1か月後の3月4日の放送で復帰した[15]。
- 7日 - ニッポン放送『鈴木杏樹のいってらっしゃい』（月 - 金曜 7時37分 - 7時41分）のパーソナリティを務める女優の鈴木杏樹が前日（6日）の放送を最後に番組を降板したため、この日の放送より同局アナウンサーの新行市佳がパーソナリティとして登板[16]。
- 8日 - 【関東広域圏】文化放送はお笑いコンビ・宮下草薙のレギュラー番組『宮下草薙の15分』が好評を博していることを受けて、特別番組『宮下草薙の60分』を生放送した[17]。
- 11日 - 【ラジオドラマ・関東広域圏】この日より、TBSラジオで『半沢直樹』（TBSテレビ系日曜劇場枠、7月19日 - 9月27日[注 3]）のオリジナルオーディオドラマ『半沢直樹 敗れし者の物語』を2ヶ月に渡って、『ACTION』火曜日の中で放送[19][20][注 4]。併せてAudioMovieで音声ストリーミング配信も実施した[19][20]。
- 14日
  - 【追悼】NHKラジオ第1『増田明美のキキスギ?』はこの日、11日に死去した元プロ野球選手・監督・野球解説者の野村克也（84歳没）を追悼し、2019年6月21日に野村がゲスト出演した回を再放送した[21]。
  - 【不祥事・千葉県】bayfmは、シンガーソングライターのMが前日に覚醒剤取締法違反などで警視庁に逮捕されたことを受け、日曜夕方に放送していた出演番組『Who cares?』（2015年10月4日 - ）の以後の放送を取りやめると発表した[22]。
- 17日（16日深夜） - 【関東広域圏】文化放送では2019年末の放送で反響を博した『たき火特番』の第2弾となる『たき火特番〜意外にも好評だったので第2弾やってみた。今回は最後の方に少しだけ芋煮の音も入れてみた。本当はマシュマロにしたかったけど音にならないので芋煮にしてみた件〜』を放送、文化放送史上最長の番組タイトルを更新する[23]。この番組も好評を博したことから、3月9日より第1弾とあわせてYouTubeの文化放送公式チャンネルやSpotifyなどで配信を開始している[24]。
- 18日 - 21日 - 【関東広域圏】ニッポン放送ではこの4日間、20時 - 21時50分にテレビ東京プロデューサーの佐久間宣行の冠特番『佐久間宣行の東京ドリームエンターテインメント』を放送[25]。
- 20日 - 【特番】ニッポン放送系『オールナイトニッポンGOLD』ではこの日、上沼恵美子（タレント・司会者）がパーソナリティを務める『上沼恵美子のオールナイトニッポンGOLD』を約5年ぶりに放送（22時 - 24時）。共演は上沼司会のテレビ番組『快傑えみちゃんねる』（関西テレビ、同年7月終了）でも共演のナジャ・グランディーバ[26]。
- 22日 - いずれも【特番・関東広域圏】
  - 【スポーツ・追悼】ニッポン放送で、11日に死去した野村克也の追悼特別番組『ニッポン放送ショウアップナイタースペシャル 追悼 野村克也〜あのボヤキをもう一度…〜』を生放送（15時 - 16時30分）。進行を松本秀夫（フリーアナウンサー・元同局アナウンサー）が務め、江本孟紀（元プロ野球選手・同局プロ野球解説者）らが出演した[27]。
  - 文化放送で、女優・歌手の中山美穂の芸能生活35周年を記念した特番『中山美穂 "Neuf Neuf"（ヌフヌフ）ラジオ〜中山美穂35周年の軌跡〜』を放送（18時 - 18時57分）。共演者として中山のデビュー当時交換日記をしていたという吉田照美（フリーアナウンサー・元同局アナウンサー）も出演した[28][29]。
- 25日 - 【不祥事・神奈川県】鎌倉エフエム放送はこの日、自社制作番組のパーソナリティ2名がSNS上で著名フィギュアスケート選手やそのファンに不適切な発言・発信をしたとして謝罪を行うと共に、この2名について自社番組から降板させ、さらに担当番組を打ち切ることを決定したことを発表した[30][31]。

### 3月

#### 上期
- 7日 - 【京都府】昨年秋に自身の申告漏れ問題により芸能活動を自粛していたお笑いコンビ・チュートリアルの徳井義実がこの日放送のKBS京都ラジオ『キョートリアル!コンニチ的チュートリアル』で活動を再開（前日の6日に東京都内で事前収録）。番組冒頭、相方の福田充徳に促される形で謝罪した[32][33]。
- 8日 - 【スポーツ・中京広域圏】東海ラジオはこの日開催される名古屋ウィメンズマラソンの模様を生中継（9時 - 12時）。当日の中継では実況を森貴俊と大澤広樹（共に東海ラジオアナウンサー）が務め、コースリポートは前野沙織（同）、解説は長沼祥吾（ユニクロ女子陸上競技部監督）と松尾和美（元天満屋陸上競技部選手、マラソン解説者）が担当した[34]。
- 9日 - ニッポン放送は4月からの『オールナイトニッポン』の改編を発表。第1部は現行パーソナリティがそのまま続投、『オールナイトニッポン0(ZERO)』は月曜深夜（火曜未明、3月31日（30日深夜） - ）をファーストサマーウイカ（女優・タレント・歌手）が、木曜深夜（金曜未明、4月3日（2日深夜） - ）を水溜りボンド（YouTuber）がそれぞれ担当する[35]。
- 11日
  - ニッポン放送
    - 【スポーツ】この日神宮球場で行われた東京ヤクルトスワローズ対阪神タイガースのオープン戦（13時開始）を『ショウアップナイタースペシャル』として実況生中継し、インターネットで無料配信を実施。「無観客で開催されているオープン戦を全国の野球ファンへ届けたい」との意図で行う物で、同局としては初の試みとしてアイ・オー・データ機器の配信システム「PlatCast」を使用して行った。当日は大泉健斗（ニッポン放送アナウンサー）が実況を担当、試合内容やチームに関する情報だけでなく、ファンからのメッセージも取り上げた[36][37]。
    - 同局社長の檜原麻希がこの日開いた定例会見で、3月末でジャニーズ事務所を退所し独立する中居正広（元SMAP）がパーソナリティを務める『中居正広 ON&ON AIR』を4月以降も継続すると発表した[38]。またナイター中継番組『ニッポン放送ショウアップナイター』については、20日に予定されていたプロ野球の開幕が新型コロナウイルスの感染拡大で延期になったのを受けて、3月中はレギュラー番組を継続しつつ必要に応じて特番を組むなど、臨機応変な編成で対応する方向であることも明らかにした[39]。
- 13日 - NHKラジオ第1放送午前枠番組『すっぴん!』（2012年4月開始）が、この日をもって終了、8年間の歴史に幕[40]。

#### 下期
- 19日〜4月3日 - NHKラジオ第1放送にて『子ども科学電話相談 春スペシャル』を放送。これは、第92回選抜高等学校野球大会の開催が中止になったのを受け、中継放送の代替として連日放送するものである[41]。
- 20日〜22日 - 全国民放ラジオ101局統一キャンペーン「WE LOVE RADIO」の特別番組として、キャンペーンソング「SMILE〜晴れ渡る空のように〜」を手がけた桑田佳祐による『WE LOVE RADIO, WE LOVE MUSIC 桑田佳祐のお家（うち）でRADIO〜こんな時こそラジオでSMILE!〜 supported by SUUMO』を各放送局で順次放送。これは本来東北地方で桑田が出演するライブイベントを実施し、その模様を特番として放送する予定であったが、新型コロナ感染拡大に伴いイベントが中止されたため、その代替として企画されたもので、桑田本人もプライベート空間を模したスタジオからテレワーク風に出演した[42][43]。
- 20日
  - NHKラジオ第1でこの日『NHKのど自慢チャンピオン大会2020』（総合テレビと同時放送）を19時30分 - 20時55分に生放送する予定であったが、コロナ感染拡大防止の観点から中止[注 5] となったため、『きょうのニュースぷらす』（19時20分 - 19時55分）などに差し替えた。
  - 【関東広域圏】TBSラジオでお笑いコンビ・爆笑問題がメインパーソナリティを務める特別番組『ラジコフェス2020〜私のミュージックプレゼント』を前年に引き続き春分の日のこの日に放送（11時 - 15時30分）。この年はIPサイマルラジオ「radiko」のサービス開始10周年にあたることからそれを記念して放送するもので、番組内では同局の長寿公開生中継番組『毒蝮三太夫のミュージックプレゼント』も放送、さらに同時間帯に放送されている他局や地方局の生放送番組との同時生放送も行った[44][45][46]。
  - 【スポーツ・関東広域圏】文化放送では新型コロナの影響で大規模イベント自粛という状況により日本プロ野球の開幕が延期されたことを受けて、開幕戦として開催される予定であった埼玉西武ライオンズ 対 北海道日本ハムファイターズ（メットライフドーム）の中継放送に替わり、『文化放送スポーツスペシャル 開幕までもうちょっと。春よ来い!』（13時55分 - 15時30分）を放送。スタジオ進行は高橋将市（文化放送アナウンサー）が担当、ゲストに東尾修（野球解説者）とえのきどいちろう（コラムニスト）を招いて今シーズンのプロ野球などについてリスナーの意見も募集しながら語り合った[47]。
  - 【音楽・東京都】J-WAVEではこの日に9時間にわたる生ライブ特番『J-WAVE HOLIDAY SPECIAL TOKYO GUITAR JAMBOREE 2020 〜ROPPONGI BASHO』を放送（9時 - 17時55分）。これは3月7日・8日に両国国技館で開催予定だった弾き語りライブイベント「J-WAVE TOKYO GUITAR JAMBOREE 2020 SPECIAL」が新型コロナウイルスの感染拡大に伴い開催が中止されたのを受けてその代替として企画され、同イベントに出演予定だったアーティストが出演、東京・六本木ヒルズのJ-WAVE本社の各所から弾き語りの生ライブを披露した。ナビゲーターは各日の司会として出演予定だったクリス・ペプラーとグローバーが担当[48]。
- 21日 - 【中京広域圏】東海ラジオの土曜午前枠番組『アンダーポイントのまっぴるま!』（2017年10月 - 、パーソナリティ：アンダーポイント）は、この日の放送をもって終了、2年半の歴史に幕[49][50]。
- 22日
  - TBSラジオ
    - 【関東広域圏】1964年7月から2008年9月にかけて放送された[注 6]『全国こども電話相談室』がこの日11年半ぶりとなる1日限りの復活特番を放送。回答者として伊集院光（タレント）、赤江珠緒（フリーアナウンサー）、小林よしひさ（タレント、体操インストラクター）が、電話のお姉さんは番組終了時に担当していた7代目の近堂かおりが出演した[51]。
    - 日曜午後枠の『爆笑問題の日曜サンデー』のアシスタントを2010年4月より務めてきた江藤愛（TBSアナウンサー）が、3月第4週のこの日の放送を以て10年出演した同番組を勇退した[52]。

  - エフエム東京
    - 【イベント】この日、幕張メッセで開催予定だった『SCHOOL OF LOCK! キズナ感謝祭 supported by 親子のワイモバ学割』は、新型コロナの影響で開催が中止されたが、その代替として、同じタイトルで、ネット生配信を中心としたオンラインイベントとして行われた[53][54][55]。
- 25日
  - 文化放送『レコメン!』で2017年4月から3年間水曜パーソナリティを担当してきた堀未央奈（当時乃木坂46）がこの日の放送をもって番組を卒業[56]。
  - 【千葉県】ベイエフエム『The BAY☆LINE』の水曜を担当したバズーカ山寺が、この日を以て『BAY LINEシリーズ』のパーソナリティを勇退した。山寺は1993年4月以来、同局の16時 - 19時の生ワイド枠[注 7] の水曜日を27年にわたり担当していた[注 8][57]。
- 27日
  - （26日深夜）ニッポン放送『King Gnu 井口理のオールナイトニッポン0(ZERO)』がこの日の放送をもって終了。終了の理由についてパーソナリティの井口理（King Gnu、俳優）は2月28日（27日深夜）の放送の中で「自分の活動を一度見直したい」としている[58]。
  - 【神奈川県】マット安川がパーソナリティを務めたアール・エフ・ラジオ日本『マット安川のずばり勝負』がこの日をもって終了。これにより、マットの父であるミッキー安川が1981年に立ち上げ、約40年に亘り放送された『「勝負」シリーズ』は幕を閉じる事となった。
  - 【北海道】HBCラジオ（北海道放送）で2010年4月より放送された『夕刊おがわR』（メインパーソナリティ：小川和幸〈北海道放送アナウンサー〉）[注 9]が、この日の放送をもって10年間の歴史[注 10]に幕[59]。
- 28日
  - （27日深夜）エフエム東京『JET STREAM』で2009年4月より11年間、5代目機長を務めた大沢たかおがこの日をもって退任した[60]。
  - 文化放送
    - 【報道・ドキュメンタリー・関東広域圏】第二次世界大戦終戦75年となる本年、『文化放送終戦75年企画 シリーズ〜封印された真実』と題する戦争回顧番組を4回に分けて放送。第1回目としてこの日の18時 - 18時57分に『文化放送終戦75年企画 シリーズ〜封印された真実 BC級戦犯〜翻弄された人生』を放送。B級・C級戦争犯罪者に焦点を当て、時代に翻弄された彼らの人生を追った[61]。
    - 『A&G TRIBAL RADIO エジソン』で2018年4月から2年間2代目女性パーソナリティを務めた大西沙織（声優）がこの日をもって番組を卒業[62]。
    - 1984年10月から放送されていた川中美幸の冠番組『川中美幸 人・うた・心』（帯番組としては2012年3月まで）がこの日をもって終了。35年半の歴史に幕。

  - ニッポン放送『オールナイトニッポンサタデースペシャル 大倉くんと高橋くん』は、この日の放送をもって終了。5年間の歴史に幕[63]。
- 29日
  - NHKラジオ第1で放送されている『音楽の泉』で1988年10月から31年半にわたって案内役を務めていた、皆川達夫がこの日をもって勇退。
  - TBSラジオで2003年10月から放送されていた美輪明宏の冠番組『美輪明宏 薔薇色の日曜日』がこの日をもって終了。16年半の歴史に幕。
- 30日
  - NHKラジオ第1放送
    - 午前枠ワイド新番組として『らじるラボ』を放送開始[40][64]。パーソナリティは吾妻謙（NHKアナウンサー）が担当する[65]。
    - 午後枠のワイド番組『武内陶子のごごラジ!』は、この日の放送よりタイトルを『武内陶子のごごカフェ』と改め、リニューアルを実施[64][65]。

  - この日より、NHKラジオ第2放送の語学番組『ボキャブライダー』の3代目ボキャブライダー役を女優の桜田ひよりが担当する[66]。
  - 文化放送『レコメン!』はこの日より半年間限定で放送時間を1時間拡大（月 - 木曜22時 - 翌2時）、4時間生ワイドとなる[67]。
  - ニッポン放送『オールナイトニッポン MUSIC10』がリニューアルを実施。水曜担当だった鈴木杏樹が火曜に移動し、水曜は週替わりパーソナリティとして火曜担当だった名取裕子（女優）が1・3週目を担当、2週目に森高千里、4週目に岸谷香（いずれも歌手）が加わる[68]。鈴木の続投について、同社社長の檜原麻希が3月11日の定例会見で「不倫報道はあったものの、リスナーからは9割方応援のメールが寄せられていた」と、リスナーからの応援の声を元に復帰をサポートする意味を含めて継続を決めたと説明している[69]。
  - 【報道・東京都】エフエム東京（TOKYO FM）月 - 木曜20時枠にて、ライター・編集者の速水健朗がメインパーソナリティを務める報道番組『TOKYO SLOW NEWS』を開始[70]。
  - 【北海道】HBCラジオ（北海道放送）は、平日夕方に新ワイド番組『After Beat 〜アフタービート〜』（16時 - 17時30分）を放送開始。メインパーソナリティとして金子智也（シンガーソングライター、月 - 木曜）、アキオカマサコ（同、金曜）を起用、アシスタントは日替わりで月曜・日下怜奈、火曜・室谷香菜子、水曜・大堀結衣、木曜・堰八紗也佳、金曜・波多野裕太と全て同局アナウンサーが担当する[59]。
  - 【愛媛県】南海放送ラジオ（RNB）は、月曜21時 - 21時30分に愛媛を本拠地に活動するガールズバンド：トライシグナルがDJを務める新番組『トライシグナルの#月曜日からご褒美』をこの日より放送開始[71]。
- 31日
  - エフエム東京
    - （30日深夜）この日より『JET STREAM』の6代目機長（パーソナリティ）に、福山雅治（シンガーソングライター・俳優）が就任した[60][72]。
    - 『SCHOOL OF LOCK!』で、2010年4月5日から、10年間にわたり校長（メインパーソナリティ）を務めてきた、とーやま校長は、この日をもって退任した[73][74][75][76]。

  - 【兵庫県】ラジオ関西の平日午後ワイド『時間です!林編集長』（パーソナリティ：林真一郎）が、この日の放送をもって終了、11年間の歴史に幕。
- 31日〜4月2日 - 【特番・大阪府】エフエム大阪が開局50周年記念として、延べ50時間の大型特別番組『LAUGH & MUSIC RADIO』（31日9時 - 4月2日11時）を放送。本特番は同局ステーションネームを「FM OH!」から開局時の「FM大阪」に再度改め、キャッチコピーを「LAUGH & MUSIC! 851」とするのを記念して、延べ50時間・11部からなる特別番組を編成。特命プロデューサーにケンドーコバヤシ（お笑いタレント）を迎え、小倉智昭（フリーアナウンサー）や漫才コンビの笑い飯、ミルクボーイらをゲストDJに迎えて様々な番組を放送した[77][78]。
- 月内
  - 【改編・中京広域圏】東海ラジオは、3月20日のプロ野球シーズン開幕に合わせてオフィシャルパートナー契約を結んだ中日ドラゴンズを応援する番組企画を開始予定。平日夕方枠の『ドラゴンズステーション』はパーソナリティを一新し、2019年シーズンオフのDJを務めた森貴俊（東海ラジオアナウンサー）から月曜は井田勝也（同）、火 - 金曜は村上和宏（同）に交代し、『○○のドラゴンズステーション』[注 11]としてリニューアルする[49]。また午後ワイド番組『山浦!深谷!イチヂカラ!』は、改編を機にパーソナリティの山浦ひさし（タレント）をメインにして『山浦ひさし!イチヂカラ!』とタイトルを変更すると共に、同番組金曜パートナーに4月よりフリーアナウンサーに転身する市野瀬瞳[注 12]を起用する[49][79]。

### 4月
- 1日
  - 文化放送『レコメン!』の水曜のパーソナリティとして田村真佑（乃木坂46）が就任[80]。
  - ニッポン放送『テレフォン人生相談』のパーソナリティとして、3月で降板したドリアン助川に代わり、看護師・僧侶の玉置妙憂が新たに加わる[81]。
  - TOKYO FM『SCHOOL OF LOCK!』がリニューアルを実施、新パーソナリティとしてさかた校長（お笑いコンビ・サンシャインの坂田光）とこもり教頭（GENERATIONS from EXILE TRIBE・小森隼）が着任、また曜日別講師として新たにOfficial髭男dismが水曜 23時13分 - 23時30分枠に、豆柴の大群が月 - 木曜 22時55分 - 23時枠に就任[82][83]。
  - 【東京都】J-WAVEにて、後述の「Takanawa Gateway Fest」で展開する「J-WAVE NIHONMONO LOUNGE」と連動した番組として『YEBISU BEER BEGINNINGS〜FROM TAKANAWA GATEWAY』を開始（ - 9月4日、月 - 金曜 12時30分 - 13時）。イベント開幕前はJ-WAVE本社スタジオから、開幕後は会場特設ステージから生放送する。ナビゲーターは月・火曜がレイチェル・チャン、水・木曜はシシド・カフカ、金曜はJ-WAVEの他番組のナビゲーターが週替わりで担当。なお、本番組開始に伴い、放送期間中月 - 木曜の『STEP ONE』は30分短縮、金曜の『ALL GOOD FRIDAY』は本番組を内包する形となる[84]。
  - 【千葉県】この日より、ベイエフエム『The BAY☆LINE』の水曜DJとして、前身の番組を含めて27年間担当したバズーカ山寺に代わり、林家たま平が担当する[85]。
  - 【愛媛県】南海放送の平日午後枠ワイド番組『Tips』は、この日より水曜担当のプレゼンター（DJ）として、俳優の中村茂昭が登場する[86]。
- 3日 - 【神奈川県】アール・エフ・ラジオ日本は前月までの『勝負シリーズ』に代わる金曜昼の3時間生ワイド番組として、『Happy Voice! from YOKOHAMA』を放送開始。パーソナリティはタレント・声優の杜野まこが担当[87]。
- 4日
  - 文化放送はこの日より18時45分 - 19時に日本の郷土料理を紹介する『のんのにっぽんのごはん』を放送開始。パーソナリティはのん（能年玲奈）と岬まきが務める[88]。
  - ニッポン放送はこの日よりジャニーズ事務所の若手グループであるSixTONESがパーソナリティを務める『SixTONESのオールナイトニッポンサタデースペシャル』を放送開始[63]。
  - 【中京広域圏】東海ラジオはこの日よりお笑いタレント大前りょうすけがパーソナリティを務める『OH! MY CHANNEL!』（土曜11時 - 12時）を放送開始[49]。
  - 【愛媛県】南海放送は前年秋から放送開始した『坂の上のラジオ』を、日曜から土曜昼枠にこの日から放送時間を移動（12時 - 13時）した[86]。
- 5日
  - 文化放送
    - 【関東広域圏】日曜10時 - 13時に3時間ワイド番組『Society5.0 香格里拉（シャングリラ）』を放送開始。パーソナリティには柴田阿弥（フリーアナウンサー・元SKE48）を起用[89]。
    - 日曜16時 - 16時55分に『アインシュタイン・山崎紘菜 Heat&Heart!』を放送開始。パーソナリティはお笑いコンビのアインシュタインと山﨑紘菜（女優）が務める[90]。
    - 日曜18時30分 - 19時に日向坂46（アイドルグループ）の新番組『日向坂46の「ひ」』を放送開始。パーソナリティは同グループのメンバーが週替りで数人が担当するスタイルを採用する[91]。
    - 日曜20時 - 20時30分にバーチャルライバーグループ『にじさんじ』メンバーのリゼ・ヘルエスタと鈴原るるがパーソナリティを務める『にじさんじpresents リゼるるListen』を放送開始[92]。

  - TOKYO FMにて、UUUMとコラボレーションした『うむラジ』を放送開始（日曜23時30分 - 23時55分、JFN系全国ネット）。従来のメールやハガキ、SNSに加え、音声配信ソーシャルアプリ「REC.」を用いたリスナーからの音声投稿による番組参加を受け付ける。パーソナリティはUUUM専属クリエイターのぁぃぁぃ（元私立恵比寿中学・廣田あいか）が担当[93]。
  - TBSラジオ『爆笑問題の日曜サンデー』は、新アシスタントとして良原安美（TBSテレビアナウンサー）がこの日の放送から就任[94]。
  - 【中京広域圏】東海ラジオ
    - （4日深夜）この日よりアイドルグループBEYOOOOONDSがパーソナリティを務める『BEYOOOOONDSのビヨ〜〜〜〜〜ンっと飛び越えナイト!』（日曜未明（土曜深夜）1時30分 - 2時）を放送開始[49]。
    - この日より男性アイドルグループHi☆Fiveの『放課後Hi☆Five』（日曜21時30分 - 22時）を放送開始[49]。

  - 【愛媛県】南海放送は、日曜21時30分 - 22時に新番組『松本隆博の人生遊歩道』をこの日より放送開始。番組DJを担当するのは有名お笑い芸人の実兄として知られるシンガー・ソングライターの松本隆博、アシスタントを寺尾英子（南海放送アナウンサー）が務める[86]。
- 6日
  - （5日深夜）【京都府】KBS京都ラジオにてこの日より、吉本興業ホールディングスの会長、大﨑洋がパーソナリティを務める『らぶゆ〜きょうと』を放送開始[95]。ゲストとして田村亮（ロンドンブーツ1号2号）が出演した。[注 13]。
  - ニッポン放送『SUZUKIハッピーモーニング・いってらっしゃいシリーズ』は、2月7日から一時的に担当した新行市佳（ニッポン放送アナウンサー）（前述）に替わって、女優の羽田美智子がこの日からパーソナリティになり、タイトルも『羽田美智子のいってらっしゃい』となった[98]。
- 7日
  - （6日深夜）TOKYO FMにて、音楽プロデューサー・作詞家の秋元康がホストを務めるトーク番組『TOKYO SPEAKEASY』を放送開始（火 - 金曜（月 - 木曜深夜）1時 - 2時、一部を除くJFN全国ネット）。秋元と日替わりで出演する各界からのゲストの2人だけでの生トーク番組となる[99]。
  - 【徳島県】四国放送（JRT）は、この日より火曜23時 - 23時40分に隔週交代で同局女性アナウンサーがDJを務める番組2本を開始。内訳は『あゆみの歩み』（DJ：戸田あゆみ）と『大坪奈津子の脳内アドベンチャー』（DJ：大坪奈津子）の2本[100]。
- 11日 - NHKラジオ第1にて、3月29日昼にNHK総合テレビで放送された特別番組のラジオ版として、泉谷しげる（シンガーソングライター、俳優）とさだまさし（シンガーソングライター）がパーソナリティを務める『緊急企画 泉谷・さだの“ふんばれ!ニッポン” ラジオでも!』（14時5分 - 16時55分、ニュースによる中断あり）を放送[101][102]。
- 12日 - TOKYO FM『山下達郎の楽天カード サンデー・ソングブック』は、新型コロナによる緊急事態宣言を受け、この日放送分の収録を山下の自宅で行ったほか、編集作業をディレクターの自宅で行うなど、“完全テレワーク”で番組を放送した。この試みは事態が落ち着くまで当面継続する[103]。
- 13日
  - 【健康問題・関東広域圏】TBSラジオ『たまむすび』パーソナリティの赤江珠緒（フリーアナウンサー）は、テレビ朝日に勤務する赤江の夫が高熱を発し軽症肺炎の症状が認められたために急遽新型コロナを診断するためのPCR検査を受けることになり、その影響を考慮して番組への出演を見合わせ（冒頭で事情説明のため電話にて出演）、この日は赤江の代理として外山惠理（TBSアナウンサー）が急遽登板した[104]。なお赤江の説明によれば2歳の長女がいることを考え、育児にも気を配らなければならないことから「しばらくは（番組への）出演を休み、参加できる時に参加する形になる」という[104]。その後、4月18日に赤江自身がコロナ陽性と判明したことがTBSラジオから発表された[105]。その後赤江は6月8日の放送から復帰した。
  - 【近畿広域圏】朝日放送ラジオ『上沼恵美子のこころ晴天』は、新型コロナによる緊急事態宣言を受け、事態が落ち着くまで、上沼恵美子、キングコング梶原（隔週）、シャンプーハットてつじ（隔週）の休演を発表。その期間は北村真平（朝日放送テレビアナウンサー）が単独で担当[106]。その後上沼は5月11日の放送で自宅から電話出演の形で5週間ぶりに番組に復帰した[107]。
- 15日 - 【健康問題・関東広域圏】文化放送『斉藤一美 ニュースワイドSAKIDORI!』の木曜のコメンテーターを務めていた俳優のIが新型コロナに感染したことがこの日判明し、これによりメインパーソナリティーを務める斉藤一美（同局アナウンサー）とサブパーソナリティーの永野景子（同局報道記者、木曜担当）が濃厚接触者と見なされこの日の放送から当面の間番組を休むこととなり[108][109]、16日からは西川文野（同局アナウンサー）が斉藤の代理でメインパーソナリティーを務めることとなった[109]。その後17日に20日の放送から斉藤が自宅から中継機材を用いて出演することが明らかにされた。17日時点で斉藤の体調には問題はないという[110]。
- 18日
  - 文化放送『A&G TRIBAL RADIO エジソン』でこの日より3代目女性パーソナリティとして声優の高橋未奈美が就任[62]。
  - 【関東広域圏】ニッポン放送ではこの日、新型コロナの感染拡大で甚大な影響を受けているエンタメ、音楽業界について、当事者の立場から発信、提言する特別番組『いま、音楽にできること』を緊急編成して放送[111][112][113]。
  - 【近畿広域圏】朝日放送ラジオの土曜午前枠番組『征平・吉弥の土曜も全開!!』は、この週の放送よりコロナ対応のためパーソナリティの桑原征平（フリーアナウンサー、元関西テレビアナウンサー）が自宅から在宅放送の形で出演する[114]。
- 20日
  - （19日深夜）【関東広域圏】文化放送は過去2回放送して好評を博した「たき火特番」に続く形で、チャーハンなどを作る音のみを2時間にわたって放送する『チャーハン特番〜チャーハンが鍋の上でパラパラ舞うその姿は美しい。まるで桜の花びらが踊っているよう。本当の春がくることを願ってSP〜』を放送（1時30分 - 3時30分）。これは新型コロナによる緊急事態宣言を受けて急遽組まれたキャンペーン「気持ちで負けない!きいて、たべて、乗り越えよう」を13日から26日にかけて展開するのにあわせて、その柱として制作された[115]。
  - 【東京都】エフエム東京（TOKYO FM）の平日午前枠番組『Blue Ocean』のパーソナリティを担当している住吉美紀（フリーアナウンサー）は、後述の体調不良などによりこの日からの同番組について当面休養となり[116]、代役として同局で『THE TRAD』を担当している吉田明世（フリーアナウンサー）が急遽担当した[117]。
  - 【近畿広域圏】朝日放送ラジオの午前枠番組『おはようパーソナリティ道上洋三です』は、この週の放送よりコロナ対応のためパーソナリティの道上洋三（朝日放送テレビ常勤顧問）が自宅から在宅放送の形で出演する[114]。
- 21日・22日 - 【スポーツ・関東広域圏】文化放送で、今年埼玉西武ライオンズに14年ぶりに復帰した松坂大輔の1999年の入団当時の登板試合を当時の実況音声そのままで約3時間にわたり再放送（放送時間は両日共に17時55分 - ）。21日は4月7日にプロ初登板で8回2失点の好投を演じ勝利投手となった対日本ハム戦、翌22日は5月16日にイチローとの初対戦で3打席連続三振を奪った対オリックス戦を放送した[118]。
- 21日 - 【健康問題・関東広域圏】文化放送『大竹まこと ゴールデンラジオ!』のメインパーソナリティーである大竹まこと（タレント）が喉の痛みを訴えてこの日の放送を欠席し、代役としてコーナーレギュラーである武田砂鉄（フリーライター）が務めた。一方同局アナウンサーの太田英明は大竹が1か月ほど前から喉の不調を訴えていることを明かした[119]。大竹は翌22日に番組に復帰した[120]。
- 22日 - 【関東広域圏】TBSラジオ『ジェーン・スー 生活は踊る』に出演中の小倉弘子（TBSテレビアナウンサー）が風邪に似た症状によりこの日の番組を欠席[119]。その後小倉は5月6日の放送より復帰した。
- 22日・23日 - 【近畿広域圏】朝日放送ラジオの「ABCパワフルアフタヌーン」枠で水・木曜放送の『桑原征平粋も甘いも』は、この週の放送よりコロナ対応のためパーソナリティの桑原征平が自宅から在宅放送の形で出演する[114]。
- 24日・25日 - 三代目 J SOUL BROTHERS from EXILE TRIBEの今市隆二と山下健二郎は、この両日、局の垣根を越えて、お互いが担当する番組同士でコラボレーションする特別企画『SPARK×ZEROBASE #三代目ラジオコラボ』を実施。24日（23日深夜）は、今市がナビゲーターを務めるJ-WAVE『SPARK』に山下がゲスト出演。25日（24日深夜）は、山下がパーソナリティを務めるニッポン放送『三代目 J SOUL BROTHERS 山下健二郎のZERO BASE』に今市がゲスト出演。いずれもリモートで出演した[121][122]。
- 25日
  - 【関東広域圏】TBSラジオは、毒蝮三太夫（タレント）がパーソナリティを務め、1969年から放送中の長寿公開生中継番組『毒蝮三太夫のミュージックプレゼント』が、この日より『土曜ワイドラジオTOKYO ナイツのちゃきちゃき大放送』の1コーナーとして月1回の放送に変更する[123]。
  - 文化放送『ロンドンブーツ1号2号 田村淳のNewsCLUB』に田村亮が生出演。相方の田村淳とは、闇営業問題を受けての吉本興業解雇以来初の生出演での共演となった[124][125]
- 26日 - 【近畿広域圏】毎日放送『ヤングタウン日曜日』のレギュラーメンバーである三遊亭とむ（落語家）がこの日から毎月最終日曜のメインパーソナリティーを担当する[126]。
- 27日 - ニッポン放送は、4月24日未明（23日深夜）に放送した『ナインティナイン岡村隆史のオールナイトニッポン』でパーソナリティーの岡村隆史が番組内で女性の尊厳と職業への配慮に欠ける不適切な発言があったとして番組公式サイトで謝罪。その上で岡村本人が5月1日未明（4月30日深夜）で当該発言について直接説明すると発表[127]。一方岡村も4月29日に所属する吉本興業の公式サイトを通じて当該発言を謝罪すると共に放送の中で改めて謝罪することを表明[128]。そして5月1日未明（4月30日深夜）の番組冒頭で改めて謝罪。さらに相方の矢部浩之も番組に登場して約1時間20分にわたって岡村を「公開説教」した[129][130]。
- 28日 - 【近畿広域圏】毎日放送の朝の長寿番組『ありがとう浜村淳です』は、この日の放送よりコロナ対応のため、パーソナリティーの浜村淳（タレント、司会者、映画評論家）が自宅からの在宅放送の形で出演する[131]。
- 29日 - 【東京都】エフエム東京（TOKYO FM）はこの日、開局50周年を記念し、9時 - 21時（途中レギュラー番組挿入による中断を含む）の12時間にわたる特別番組『LIFE TIME MUSIC 80〜こんな時こそ音楽のチカラ〜』を放送。レギュラーワイド番組のパーソナリティーが番組の枠を超えてシャッフルを行い、3時間ずつ4組がリレーで出演し、今こそ聴きたい曲80曲をオンエアした[132]。
- 30日 - 【関東広域圏】在京民放ラジオ5社[注 14] はこの日、「新型コロナウイルスと戦う医療現場の支援」に繋がる情報発信を推進すべく、東京都病院協会を中心とする医療関係者と連携する共同プロジェクト『#医療現場を応援』の開始を発表した[133]。

### 5月
- 5日 - 【栃木県】競泳選手の萩野公介が自らパーソナリティーを務めるRADIO BERRY『萩野公介 JUST DO IT!』に2019年3月以来約1年1か月ぶりに番組に復帰。モチベーションの低下などを理由に競技活動を中断したことにより番組出演を休止していた[134]。
- 9日 - 【関東広域圏】ニッポン放送では文化勲章受章など数々の業績を持ち、“日本のお母さん”と親しまれた女優・森光子（2012年没）が今年生誕100年となることを記念し、「母の日」前日のこの日に『今日で生誕100年!森光子さんへのオマージュ』（15時 - 16時20分）を放送。番組パーソナリティは上柳昌彦（元ニッポン放送アナウンサー）が担当、ゲストに川良浩和（ノンフィクション作家）を迎えた[135]。
- 11日 - 【関東広域圏】新型コロナの影響の中、リスナーからのメッセージやエールを、ラジオを通じて届ける企画『エールを届けるラジオ便』を、TOKYO FM、TBSラジオ、文化放送、ニッポン放送の4社が合同で開始した[注 15][136]。
- 11日 - 14日 - 文化放送『レコメン!』ではこの期間、新型コロナウイルスについて10代20代の目線で真面目に考える特集企画を放送。オテンキのりが担当する11日 - 13日は、外出自粛で親子関係の悪化や虐待に苦しむ子どもたちに向けた『逃げ場のない君へ。オテンキのりのレコメン!特別企画』を、ジャニーズWESTの桐山照史、中間淳太が担当する14日は『医療スタッフにエール!ジャニーズWESTのレコメン!』をそれぞれ放送した[137][138]。
- 15日（14日深夜） - ニッポン放送『ナインティナイン岡村隆史のオールナイトニッポン』に岡村の相方である矢部浩之が3週連続で登場し、番組内でレギュラーに復帰することを発表。タイトルも2014年9月以来5年8か月ぶりに『ナインティナインのオールナイトニッポン』として復活した[139]。→4月27日の出来事も参照
- 22日 - エフエム東京（TOKYO FM）を始めとするJFN系列38局ネットで、作家・村上春樹がDJを務める特別番組『村上RADIOステイホームスペシャル〜明るいあしたを迎えるための音楽』を22時から2時間枠で放送[140]。
- 24日 - 【北海道】俳優・タレントの大泉洋がメインパーソナリティーを務め、HBCラジオで2002年4月 - 2013年12月末まで11年余りにわたって放送された『大泉洋のサンサンサンデー』がこの日約6年半ぶりに2時間生放送の特別番組として復活（15時 - 17時）。当時のレギュラーだったお笑いコンビ・オクラホマも出演した[141]。
- 25日（24日深夜） - 【関東広域圏】TBSラジオでアンタッチャブル (お笑いコンビ)がパーソナリティを務めた『アンタッチャブルのシカゴマンゴ』の復活特番として『JUNK アンタッチャブルのシカゴマンゴ 最終回スペシャル』を放送（1時 - 3時）。2010年に柴田英嗣が活動自粛に入り、同年4月1日に山崎弘也単独で最終回を迎えて以来11年越しの放送となり、コンビ揃っての真の最終回を放送することになった[142]。
- 29日 - ニッポン放送はこの日、開局65周年記念特別番組として渡辺謙（俳優）をパーソナリティとして迎え、『渡辺謙のオールナイトニッポンGOLD〜世界は君を待っている〜』（22時 - 翌30日0時）を放送。当日の番組では山中伸弥（細胞医学者）をゲストに迎え、リスナーの質問にも応じながら世界を知る2人が大いに語りつくした[143]。なお当初は生放送で山中と対談する予定だったが、コロナの影響を考慮して事前収録に変更された[144]。

### 6月
- 8日（7日深夜） - 【特番・関東広域圏】文化放送はこの日、音にこだわり、過去に『焚き火』『炒飯』の音を放送した‟ASMR"特番シリーズ第4弾として“花火”にとことんこだわった『文化放送 花火大会 〜打ち上げ花火、下から聴くか? 横から聴くか? いやいや! 上からの音、中の音だって聴けちゃうスペシャル〜』を1時30分 - 3時30分に放送した[145]。
- 12日 - 【東京都】J-WAVE『GOLD RUSH』（金曜16時30分 - 20時）は、ナビゲーターのW（お笑いコンビ・アンジャッシュ）の活動自粛を受けて、この日の放送は相方の児嶋一哉が代演した[146]。
- 15日 - 【関東広域圏】千葉県民の日のこの日、ニッポン放送では『上柳昌彦 あさぼらけ』『飯田浩司のOK! Cozy up!』『垣花正 あなたとハッピー!』『高田文夫のラジオビバリー昼ズ』『安東弘樹 DAYS』『草野満代 夕暮れWONDER4』のワイド6番組連動で、千葉県に関する特別企画を実施。千葉県にゆかりのあるゲスト（『OK! Cozy up!』・石井裕（南房総市市長）、『あなたとハッピー!』・田中美和子、『ラジオビバリー昼ズ』・杏子、『DAYS』・綾小路翔（氣志團））が出演したほか、千葉県にゆかりのあるニッポン放送のレギュラーパーソナリティ（安東弘樹（安東弘樹 DAYS）、春風亭一之輔（春風亭一之輔 あなたとハッピー!）、小島瑠璃子（さまぁ〜ず三村マサカズと小島瑠璃子の「みむこじラジオ!」））が当日の番宣スポットで登場した[147]。
- 24日 - 【近畿広域圏】毎日放送（MBS）の『テゴマスのらじお』（一部JRN系列局でネット放送あり[注 16]）は、増田貴久（NEWS）と共にパーソナリティを務めていた手越祐也がジャニーズ事務所を退所したことによるテゴマスの事実上の活動終了を受け、この日の放送で増田が「今後は（アシスタントの）宮島咲良さんと共に番組を頑張ります」と急きょ収録したコメントを放送。また局側では同番組について、手越の正式な番組降板を認めると同時に、2011年10月から始まったこの番組は終了。8年8ヶ月の放送に幕を降ろし、番組名が変更となり、増田と宮島の二人で続投となる[148]。
- 27日
  - 2006年10月7日からTBSラジオで放送が開始されたフリーアナウンサーの久米宏の唯一のレギュラー番組だった『久米宏 ラジオなんですけど』がこの日の放送をもって終了。約13年9か月の歴史に幕を下ろした。終了は6月6日の番組内にて発表され[149][150][151]、終了の理由について久米は「5年くらい前から自分でも気付くくらいに言い間違いが多くなった」「集中力や根気などが明らかに衰えてきた」など肉体的に厳しくなったことを挙げた[152]。これについて8日放送の文化放送『大竹まこと ゴールデンラジオ!』では経済評論家の森永卓郎とメインパーソナリティーの大竹まことが「久米さんは全然衰えていない。他に別の理由があるのではないか」と指摘した[153]。
  - ニッポン放送『SixTONESのオールナイトニッポンサタデースペシャル』のこの日の放送にて、SixTONESメンバーの田中樹によるオリジナル企画「田中樹全国ラジオ34局ラップチャレンジ」を始動することを発表。これはSixTONESの新曲「NAVIGATOR」のリリースを控え、同番組をネットする全国34局（ニッポン放送含む）を盛り上げるべく、田中自らラップ企画を実施。全国各地にリスナーからフレーズを募集し、それを取り入れたご当地CMを制作し、各局で放送する[154]。
- 29日 - 7月3日 - 【兵庫県】ラジオ関西の長寿音楽帯番組『歌声は風にのって』（神姫バスグループ一社提供）が、1960年（昭和35年）の放送開始から7月1日で60周年を迎えるのを記念して、放送時間を1時間枠に拡大しての特別番組『歌声は風にのって 60周年スペシャル』（16時 - 17時）を1週間にわたって放送した[155]。

### 7月
- 1日
  - 【埼玉県】この日より、エフエムナックファイブで放送中の『Nutty Radio Show THE魂』を産休のため卒業したかえひろみに代わって、水曜パーソナリティをYouTuberのねおが古坂大魔王とともに担当することとなった[156]。
  - 【近畿広域圏】
    - MBSラジオは前月まで放送していた『テゴマスのらじお』の番組タイトルをこの日の放送から『ますますらじお』に変更。パーソナリティは増田貴久を引き続きメインとし、アシスタントの宮島咲良（フリーアナウンサー）も続投する[157]。→6月24日の出来事も参照
    - 朝日放送ラジオ『上沼恵美子のこころ晴天』に2015年から隔週でレギュラーを務めていた梶原雄太（お笑いコンビ・キングコング）が6月一杯で同番組を降板したことを同局が明らかにした。降板について上沼は6月29日の放送で「東京から大阪に来るのがしんどい」と説明したが、梶原はこの日更新した自身のTwitterでそれを否定した[158]。
- 4日 - TBSラジオはこの日より、『久米宏 ラジオなんですけど』に替わる新番組『週末ノオト』の放送を開始。パーソナリティをお笑いコンビフォーリンラブのバービーが初めて担当する[159][160][161]。
- 4日・11日 - 【関東広域圏】ニッポン放送『LOVE&MELODY』でこの両日のパーソナリティを鷲見玲奈（元テレビ東京アナウンサー）が担当した。鷲見にとっては初のラジオパーソナリティとなった[162][163]。
- 6日 - 【関東広域圏】ニッポン放送でこの日より月 - 木曜15時30分 - 17時30分に『辛坊治郎ズーム そこまで言うか!』を放送開始。当番組はジャーナリストの辛坊治郎が2012年4月から2017年9月まで毎週土曜に放送していた番組で、一時木曜午後に期間限定で放送していたことがあったが、今回、装いも新たに平日帯番組としてリニューアルする形で放送を開始した[164]。
- 9日 - いずれも【関東広域圏】
  - ニッポン放送でこの日、竹内由恵（元テレビ朝日アナウンサー）がメインパーソナリティ、上柳昌彦がパートナーをそれぞれ担当の特別番組『竹内由恵 WITH!』を13時 - 15時30分に生放送した[165]。
  - TBSラジオではこの日、田中みな実をメインパーソナリティーに、後藤輝基（フットボールアワー）をゲストにそれぞれ迎え、特別番組『キリン一番搾り presents 田中みな実とみんなで乾杯!』を、ラジオ（関東ローカル）と、Twitterのペリスコープとの同時生放送・生配信を実施した[166]。
- 10日 - 【関東広域圏】ニッポン放送でこの日より金曜15時30分 - 17時10分に『うどうのらじお』を放送開始。自身初となるラジオ番組となる有働由美子（元NHKアナウンサー、フリーアナウンサー）がパーソナリティを担当[164]。
- 12日 - 【関東広域圏】TBSラジオでこの日、作家・燃え殻のエッセイ『すべて忘れてしまうから』の刊行を記念した特別番組『すべて忘れてしまうから、今夜一緒に語りませんか?』を放送[167][168]。
- 13日
  - ニッポン放送はこの日、開局65周年記念特別番組として倉本聰（脚本家）がパーソナリティを務める、『倉本聰・古木巡礼〜森のささやきが聞こえますか』を放送（22時 - 翌0時）[169][170]。当初は5月5日に放送予定だったが、都合上により延期されていた。
  - 【東京都】J-WAVEの午前枠番組『STEP ONE』は、メインナビゲーターを務めるタレントが新型コロナに感染したことが判明したため、この日の放送から当面の間はDJ TAROが代役を務める[171][172]。
- 19日 - 【関東広域圏】TBSラジオでこの日、THE RAMPAGE from EXILE TRIBEの山本彰吾と吉野北人が初めてラジオパーソナリティーを務める、夏メシをテーマにした生放送特番『THE RAMPAGEのランペメシ』を放送[173][174]。
- 21日 - 【スポーツ・関東広域圏】『ニッポン放送ショウアップナイター』はこの日の中継カードをリスナー投票で決定する企画を実施。投票の結果、DeNA対ヤクルト（横浜スタジアム）を中継した[175]。
- 22日 - 【近畿広域圏】ラジオ大阪ではこの日、開局62周年記念として、平日昼前から夕方にかけての生ワイド番組[注 17] を連動しての特別番組『ラジオ大阪開局62周年スペシャル 元気やで!大阪・関西』を放送[176][177]。
- 23日・24日
  - NHKラジオ第1ではこの両日、“ひきこもり”をテーマにしたラジオ番組『みんなでひきこもりラジオ』（両日とも22時5分 - 22時55分）を放送。司会は栗原望（NHKアナウンサー）が担当した[178]。
  - 【関東広域圏】TBSラジオ『たまむすび』はこの両日、Zoomを利用したオンラインでの公開生放送『たまむすびオンライン公開放送 〜ここにいるよ!』を実施した[179][180][181]。
- 23日 - 【関東広域圏】ニッポン放送ではこの日、スターダストプロモーションのアイドルセレクション「スターダストプラネット」のアイドル全12組が出演する特別番組『太田胃散プレゼンツ スタプラアイドルラジオ』を放送[182]。
- 24日 - いずれも【東京都】
  - J-WAVEが毎年夏に開催の音楽ライブイベント『J-WAVE LIVE』を、この年は開催形態を史上初となるオンエア開催に変え、特別番組『J-WAVE HOLIDAY SPECIAL Takanawa Gateway Fest presents J-WAVE LIVE 2020 〜#音楽を止めるな〜』として放送した。当日は有明ガーデンシアターと『Takanawa Gateway Fest』内の「J-WAVE NIHONMONO LOUNGE」からライブ中継を行った（「NIHONMONO LOUNGE」では事前収録あり）ほか、過去の『J-WAVE LIVE』のライブ音源も放送した[183]。
  - InterFM897ではこの日、音楽への感謝をテーマにした8時間の特別番組『謝音祭』を放送[184][185][186]。
  - エフエム東京（TOKYO FM）では、4月26日の開局50周年を記念し、『TOKYO FM開局50周年 メモリアルシリーズ』をこの日より全4回にわたり放送。その第1弾としてこの日、『アイ・ラブ・ユー〜僕はきみのラジオ〜』を放送。1990年から8年間にわたり、午前の生ワイド番組『FMソフィア』を担当、その後も同局の生ワイド番組のパーソナリティーを担当してきた坂上みきと、2012年から現在まで、同じく午前の生ワイド番組『Blue Oceanを担当している住吉美紀が、総合司会を務めた[187]。
- 27日〜8月22日 - 【近畿広域圏】朝日放送ラジオでは、新型コロナの影響により中止となった『第102回全国高等学校野球選手権大会』の近畿地区の代替大会と、甲子園球場で開催される『2020年甲子園高校野球交流試合』の模様を伝える特別番組『大栄環境グループプレゼンツ 高校野球スペシャル 届け!この夏の想い』をこの期間、随時放送。特に『2020年甲子園高校野球交流試合』は例年の夏の高校野球同様、全試合生中継[188]。
- 29日 - 【近畿広域圏】MBSラジオ『アッパレやってまーす!』水曜レギュラーを務める小倉優香（タレント）がこの日放送の番組最後にて「番組を降板したい」と突如発言した。これを受けてMBS側では「小倉の今後の出演は未定」とし、関係各方面で協議に入るとの立場を示した[189]。
- 31日 - 【大阪府】FM802『ROCK KIDS 802 -YUME GO AROUND-』のDJを務める鬼頭由芽が産休のため、同番組から卒業した[190]。

### 8月
- 3日
  - （2日深夜）【近畿広域圏】毎日放送にて薮下楓（STU48のメンバー）がパーソナリティを務める『STU48薮下楓の楓のショー』（月曜（日曜深夜）0時30分 - ）をこの日より放送開始[191]。
  - 【関東広域圏】TBSラジオ、文化放送、ニッポン放送、TOKYO FM、J-WAVEの在京民放ラジオ5局では、コロナ禍の新しい生活様式の中、ラジオを通じて各局のパーソナリティーとリスナーが一緒にビールで楽しい時間を過ごす、5局横断特別企画『ラジオ5局オンライン飲み会〜みんなで飲もう一番搾り〜』を実施。18時 - 19時の時間帯は各局のレギュラー番組（通常同時間に放送されている番組とは限らない。）[注 18] が一斉に特番を放送。各局同士の電話中継などのコラボを実施。その後21時からは、各パーソナリティーをZoomで繋ぎオンライン飲み会を開催。その模様をネットで生配信した[192][193][194][195]。
- 4日 -【賞】第46回放送文化基金賞がこの日発表され、ラジオ番組部門では、エフエム東京（TOKYO FM）の特別番組『ねじれちまった悲しみに』（2019年8月18日放送）が最優秀賞を受賞した[196][197]。
- 10日 - NHK-FMでコロナの影響で中止になった『2020年NHK全国学校音楽コンクール』に参加予定だった全国の少年少女を激励すべく、この日の12時15分 - 18時50分に『今日は一日Little Glee Monsterと合唱三昧』を放送。出演はLittle Glee Monster（女性コーラスグループ）ら、司会を赤木野々花（NHKアナウンサー）が務めた[198]。
- 13日
  - （12日深夜） - 【近畿広域圏】MBSラジオの音楽番組『ザ・ヒットスタジオ（水）』はレギュラー出演者の1人が交代となり、高山一実（乃木坂46）に替わり早川聖来（同）がこの日より出演[199]。
  - NHKはこの日、NHK総合テレビと同時放送で、コロナの影響により3月から放送を休止しているラジオ第1放送『NHKのど自慢』について、当初発表していた9月13日の宮崎県高千穂町からの公開生放送の再開[200]、またこれに先立って8月23日にNHK大阪ホール（8月30日放送予定）及び翌週8月30日に岩手県陸前高田市（9月6日放送予定）で実際に観客を入れて収録[200][201] する予定だった回を同ウイルスの感染拡大の影響により中止することを発表した[202]。
- 14日（13日深夜） - お笑いコンビ・おぎやはぎの小木博明が、この日放送のTBSラジオ『木曜JUNK・おぎやはぎのメガネびいき』の中で「初期の腎細胞がんの治療のため17日からしばらくの間休養する」ことを発表。さらに所属事務所の公式サイトでも発表された[203][204]。
- 15日 - いずれも【報道・ドキュメンタリー・関東広域圏】
  - 文化放送はこの日、第二次世界大戦終結75年特別番組を2本放送した。
    - 11時 - 13時枠では昭和20年8月15日の玉音放送に焦点を当て、その真実に迫る『戦後75年スペシャル アーサー・ビナード 玉音放送を探して』をこの日放送。パーソナリティはアーサー・ビナード（在日米国人詩人）を起用、アシスタントは水谷加奈（同局アナウンサー）が務めた[205][206]。
    - 18時 - 18時57分には、戦争中の米軍によるサイパン島発対日プロパガンダ放送とそれを妨害せんとする日本側のジャミング放送（防圧放送）に焦点を当てた『戦後75年スペシャル 封印された真実〜軍属ラジオ』を放送。番組では米軍の対日放送及び日本側のジャミング放送について現存する資料を基に再現する。パーソナリティはアーサー・ビナードを起用、アシスタントは鈴木純子（同局アナウンサー）が務めた[207]。

  - またニッポン放送でも終戦記念特番『戦後75年『私の八月十五日』〜俳優・高倉健の想いがつないだ人々の証言』を放送（6時30分 - 7時30分）。2014年11月に83歳で死去した高倉健にゆかりのある人々の戦争体験談を上柳昌彦（フリーアナウンサー）が朗読する他にインタビューも放送。また高倉が亡くなる3か月前に録音された朗読音声もノーカットで放送された[208][209]。
- 16日 - 【ラジオドラマ・関東広域圏】TBSラジオではこの日の20時 - 20時55分に、第二次世界大戦終結75年特別番組としてラジオドラマ『日能研presents 青空』を放送。樫田正剛原作の反戦劇をラジオドラマ化したもので、同局アナウンサーの国山ハセン、宇内梨沙、高畑百合子、向井政生の4名が出演した[210]。
- 26日
  - （25日深夜） - 【健康問題】TBSラジオ「火曜JUNK」『爆笑問題カーボーイ』は、パーソナリティの田中裕二（爆笑問題）の妻が25日に新型コロナに感染していたことが判明し、田中はその濃厚接触者に当たることから急遽この日の番組を休演して2週間の活動自粛となった。このため、当日の同番組は事務所の後輩であるお笑いコンビのウエストランドが田中の代わりに出演し、田中の相方の太田光と共に番組を進行した[注 19][211]。
  - 【近畿広域圏】この日書面で行われた毎日放送社長（当時）三村景一の夏季社長会見で、7月29日放送の『アッパレやってまーす!』の番組の最後で降板を直訴した小倉優香（女優・モデル）について「ご本人の希望通り降板していただきます」と回答。さらにこの日の同番組内でも共演者であるケンドーコバヤシ（お笑い芸人）から降板が正式発表された。小倉は降板直訴後3週間番組を欠席していた。代役は立てない方針[212][213]。→7月29日の出来事も参照
- 30日 - 【健康問題】TBSラジオ日曜午後ワイド『爆笑問題の日曜サンデー』は、コロナで休養中の田中裕二（爆笑問題）のパーソナリティ代理として中山秀征（タレント、司会者）がこの日の放送に出演した[214]。

### 9月
- 1日 - 【騒動】8月28日に放送したニッポン放送『松任谷由実のオールナイトニッポンGOLD』で、メインパーソナリティーである松任谷由実（歌手）が辞任を表明した内閣総理大臣（当時）安倍晋三についての発言を巡り、京都精華大学専任講師で政治学者の白井聡が自身のFacebookにおいて松任谷に対し「早く死んだ方がいい」と罵倒する書き込みを行い騒動になっていることがこの日判明。白井はこの日「つい乱暴な言葉を口走ってしまいました」と謝罪したうえで当該書き込みを削除したが、白井及び同大学に対して批判が強まっており、また弁護士で大阪府知事や大阪市長を歴任した橋下徹も自身のTwitterで白井を非難した[215][216]。
- 2日 - 【関東広域圏】ニッポン放送の午後枠ワイド番組『DAYS』（月 - 水曜、2019年4月 - ）は、この日の放送をもって1年5ヶ月（約1年半）の放送に幕を下ろした[217]。
- 3日 - 【スポーツ・関東広域圏】ニッポン放送ではこの日、佐々木主浩（同局野球解説者）が、親友の清原和博とともにスペシャルパーソナリティを務める特別番組『ニッポン放送 ショウアップナイタースペシャル 佐々木主浩と清原和博の みんなのプロ野球!』を放送。松本秀夫アナウンサーがアシスタントを担当。コロナ禍の中で行われている「プロ野球の今」を語り合った[218]。
- 4日 - 【関東広域圏】ニッポン放送の金曜午後枠ワイド番組『大橋未歩 金曜ブラボー』（2018年10月 - ）は、この日の放送をもって1年11か月（約2年）（前身の『金曜ブラボー』〈2015年4月 - 〉時代を含めると5年5か月（約5年半））の放送に幕を下ろした[217]。
- 7日
  - いずれも【関東広域圏】
    - （6日深夜） 文化放送ではこの日、ASMR特番の第5弾『ハイボール特番〜田舎に帰省する想像してみた。暇を持て余した。酒でも飲もうと思った。どうせなら近くの清流から氷を作ろうと思った。おいしかった。来年はリアルにやってみようと思ったSP〜』を放送（2時 - 3時30分）[219][220]。あわせて同日より、“懐かしい夏の音”や“ふるさとの県の音”をたっぷり聴かせるスペシャルウィーク『ふるさと47オト祭り 本当は聴きたかった夏の音week』を展開した[221]。
    - ニッポン放送はこの日より午後枠番組を改編。月 - 木曜には漫才コンビのナイツがパーソナリティを務める『ナイツ ザ・ラジオショー』を放送開始。当番組では日替わりパートナー制を採用し、月曜：平野ノラ、火曜：山﨑ケイ（相席スタート）、水曜：安藤なつ（メイプル超合金）、木曜：箕輪はるか（ハリセンボン）の4人を起用[217][222]。また金曜には『中川家 ザ・ラジオショー』を放送開始、パーソナリティを務める中川家（漫才コンビ）は前番組『DAYS』（火曜）からの続投で、パートナーも東島衣里（同局アナウンサー）がそのままスライドする[217][222]。
- 9日（8日深夜） - 【健康問題】TBSラジオ「火曜JUNK」『爆笑問題カーボーイ』は、療養中の田中裕二（爆笑問題）のパーソナリティ代理として伊集院光が生出演した。伊集院は通常「月曜JUNK」『伊集院光 深夜の馬鹿力』を担当しているため、この週に限り2日連続で担当したことになる[223]。
- 17日 -【賞】「2020年日本民間放送連盟賞」の受賞作品がこの日発表され、ラジオ番組の各部門では、報道は南海放送ラジオ報道特別番組『「感染」-正義とは何か-』、教養は『J-WAVE SELECTION GENERATION TO GENERATION〜STORIES OF OKINAWA〜』（2019年6月23日放送）、エンターテイメントはエフエム東京『村上RADIOステイホームスペシャル〜明るいあしたを迎えるための音楽〜』（5月22日放送）、生ワイド番組は広島エフエム放送『大窪シゲキの9ジラジ〜9ジラジ卒業式生放送スペシャル』（3月24日放送）[224]、ラジオCM部門では第1種：北日本放送のリペイル企業CM「鶴の恩返し」篇（20秒）、第2種：朝日放送ラジオの伊藤ハム「ポールウインナー」CM「ロングセラー」篇（90秒）がそれぞれ最優秀賞を受賞した[225]。→11月11日も参照
- 22日（21日深夜） - 28日（27日深夜） - ニッポン放送はこの期間、『オールナイトニッポン』と『オールナイトニッポン0(ZERO)』の全ての番組のパーソナリティをお笑い芸人（レギュラーパーソナリティを含む）が担当する『オールナイトニッポン お笑いラジオスターウィーク』を約2年ぶりに放送[注 20][226]。
- 24日 - 【活動進退・関東広域圏】この日放送された文化放送『大竹まこと ゴールデンラジオ!』に同局社長（当時）の上口宏が登場し、2007年5月の番組開始からメインパーソナリティーの大竹まことの相棒を務めていた太田英明（同局アナウンス部長）が10月1日付で編成局長に就任することを発表した[227]。
- 25日
  - 【関東広域圏】
    - TBSラジオ
      - 2016年4月15日から毎週金曜日に放送されていた『有馬隼人とらじおと山瀬まみと』がこの日の放送をもって終了。4年半の歴史に幕。終了は8月28日の番組冒頭にてメインパーソナリティーである有馬隼人（フリーアナウンサー・元TBSアナウンサー、元アメリカンフットボール選手）により発表された[228]。
      - 2019年4月1日から放送されていた平日夕方枠のワイド番組『ACTION』がこの日をもって終了。1年半の歴史に幕。終了は8月31日のエンディングで月曜パーソナリティである宮藤官九郎より発表された[229]。

  - 【東京都】J-WAVEで2012年10月5日から金曜16:30 - 20:00枠で放送されていた生ワイド番組『GOLD RUSH』はこの日をもって終了。第1回から担当し、現在活動自粛中のナビゲーターが不在のまま、8年間の歴史に幕。終了は9月18日のエンディングで、7月から代演している小宮山雄飛（ホフディラン）から発表された[230]。
- 28日
  - いずれも【関東広域圏】
    - TBSラジオ
      - 2013年4月1日から放送されていた『荻上チキ・Session-22』を、9月25日までの平日夜枠（22時 - 23時55分）から放送時間を移動、平日夕方枠（15時30分 - 17時50分）のワイド番組にリニューアル。番組タイトルも『荻上チキ・Session』に変更。8月31日の番組内で発表された[231]。
      - 前述の『荻上チキ・Session-22』に変わる平日夜枠の新番組として、“学び”×“エンターテインメント”をテーマにしたワイド番組『アシタノカレッジ』が放送開始。パーソナリティーはキニマンス塚本ニキ（月 - 木曜）、武田砂鉄（金曜）が担当する[232][233]。

  - 【北海道】- いずれもSTVラジオ
    - 早朝枠ワイド番組『オハヨー!ほっかいどう』は、この日より月 - 水曜担当パーソナリティの和久井薫（札幌映像プロダクション所属）とコンビを組む新アシスタントに新人の兼子真衣（札幌テレビアナウンサー、2020年入社）を起用[234]。
    - 午後枠ワイド番組『まるごと!エンタメ〜ション』はこの日より月 - 水曜担当新レギュラーに谷口いくみを起用する[234]。

  - いずれも【中京広域圏】
    - 東海ラジオ
      - 午後枠をこの日より改編。9月まで土曜午後枠に放送していた『OH! MY CHANNEL!』を月 - 金曜12時25分 - 15時枠に移動して放送開始。パーソナリティは引き続き大前りょうすけ（プリンセス金魚）が務める[235]。また15時 - 17時台には『源石和輝! 抽斗!』を新設放送開始。パーソナリティは源石和輝（東海ラジオアナウンサー）が担当する[235]。
      - 夜の19時45分 - 20時枠には『ヒョクの韓国耳旅RADIO』を放送開始。パーソナリティは韓国出身のマルチタレント・イ・ミンヒョクが務める[235]。
- 29日
  - 【関東広域圏】文化放送
    - （28日深夜） - Z世代をメインターゲットにした2時間枠の深夜生ワイド番組『CultureZ』をこの日より放送開始[236][237]。
    - 平日15時30分 - 17時50分枠で放送されている生ワイド番組『斉藤一美 ニュースワイドSAKIDORI!』を、この日から来年3月まで（予定）の火 - 金曜限定で、『SDGs Voice』（17時50分 - 17時55分）を挿み、放送時間を18時45分まで拡大、拡大枠（17時55分 - 18時45分）を『斉藤一美 ニュースワイドSAKIDORI! OVERTIME』と題して放送[237]。

  - 【関東広域圏】TBSラジオはこの日より毎週火曜21時30分 - 22時にお笑いコンビ「ラランド」の新番組を放送開始。初回は生放送で、タイトルや内容なども未定の状況で開始される予定であったが、9月27日12時に番組タイトルが『ラランド・ツキの兎』になると発表された[238][239]。
  - ニッポン放送はこの日より、毎週火曜19時 - 21時（地域によって放送時間は異なる）に『本田圭佑 「NowVoice」』を開始。パーソナリティはプロサッカー選手の本田圭佑（ボタフォゴFR所属）が務める。なお本田は現在ブラジル在住のため、番組ではリモート出演の形を取る。ただし、コロナ禍によるプロ野球シーズンの遅れに伴い、ネット局への裏送りでの放送となり、制作局のニッポン放送では、11月10日放送開始[240]。
- 30日
  - 【東京都】エフエム東京（TOKYO FM）で2016年4月4日から放送されていた『高橋みなみの これから、何する?』がこの日をもって終了。4年半の歴史に幕。終了は9月3日の番組内でパーソナリティーの高橋みなみより発表された[241]。
  - ニッポン放送はこの日より、SHOWROOM社長・前田裕二がパーソナリティーを務めるナイターオフ番組『前田裕二のゼロイチ』が放送開始（水曜 19時 - 21時。地域によって放送時間は異なる）。ただし、コロナ禍によるプロ野球シーズンの遅れに伴い、ネット局への裏送りでの放送となり、制作局のニッポン放送では、11月11日放送開始[240][242]。

### 10月
- 1日
  - ニッポン放送はこの日より、毎週木曜19時 - 21時（地域によって放送時間は異なる）枠に『ゲッターズ飯田 ラジオで占いまSHOW』を開始。パーソナリティは占い師でタレントのゲッターズ飯田が務める。ただし、コロナ禍によるプロ野球シーズンの遅れに伴い、ネット局への裏送りでの放送となり、制作局のニッポン放送では、11月12日放送開始[240]。
  - 【東京都】エフエム東京（TOKYO FM）は前日（9月30日）まで放送されていた『高橋みなみの これから、何する?』に変わる平日午後の生ワイド番組として、『山崎怜奈の誰かに話したかったこと。』（月 - 木曜 13時 - 14時55分）をこの日より放送開始。パーソナリティの山崎怜奈（乃木坂46）としては初の冠レギュラー番組となり、同グループのメンバーとしても初めて帯番組を担当する[243][244][245]。
  - 【近畿広域圏】朝日放送ラジオ『武田和歌子のぴたっと。』がこの日をもって終了。10年の歴史に幕[246]。
  - 【関東広域圏】ブシロードは、DJをテーマに展開するメディアミックスコンテンツ『D4DJプロジェクト』の一環として、この日のTBSラジオを皮切りに、エフエムナックファイブ（NACK5）、横浜エフエム放送（Fm yokohama）、ベイエフエム（bayFM）、エフエム東京（TOKYO FM）、ニッポン放送の関東地区民放ラジオ6局で、プロジェクトに登場するユニット6組が各局ごとにそれぞれパーソナリティを務める新番組を開始[247][248]。
- 2日
  - （1日深夜）【中京広域圏】東海ラジオ『クリエイターズ』はこの日より金曜（木曜深夜）パーソナリティにななこ（Youtuber）を起用する[235]。
  - 【関東広域圏】
    - TBSラジオ
      - 9月25日までの『有馬隼人とらじおと山瀬まみと』と、『ジェーン・スー 生活は踊る』（金曜のみ。月 - 木曜は継続）に変わる新番組として、「あなたのレビューがラジオになる」をモットーにする4時間30分の超ワイド番組『金曜ボイスログ』を開始。パーソナリティーはミュージシャンであり、カメラ・眼鏡コレクターの臼井ミトンが担当[232]。
      - 9月まで放送の『ACTION』の月曜日の人気コーナー『宮藤さんに言ってもしょうがないんですけど』が、この日より新番組としてスタート、パーソナリティは引き続き宮藤官九郎が担当する[249]。

  - ニッポン放送はこの日より毎週金曜17時30分 - 20時（地域によって放送時間は異なる）枠に『安東弘樹 Let’s Go Friday』を開始。パーソナリティはフリーアナウンサー（元TBSアナウンサー）の安東弘樹が務める。ただし、コロナ禍によるプロ野球シーズンの遅れに伴い、ネット局への裏送りでの放送となり、制作局のニッポン放送では、11月13日放送開始[240]。
  - 【東京都】J-WAVEでは、9月25日までの『GOLD RUSH』に代わる、金曜16時30分 - 20時枠の生ワイド番組として『START LINE』を開始。ナビゲーターはモデルの長谷川ミラが担当する[230][250]。
- 3日
  - 【関東広域圏】昨年末から線維筋痛症を患い休養していた八木亜希子（フリーアナウンサー）が、この日放送の自身の冠番組であるニッポン放送『八木亜希子 LOVE&MELODY』で復帰。復帰は9月9日に行われた同局の定例会見で発表され[251]、当日は同局スタジオから10か月振りの生放送となった[252]。
  - 【北海道】HBCラジオではこの日より午前枠に新ワイド番組『美香と香菜子のおさんぽ土曜日』（土曜 8時 - 13時）を放送開始。パーソナリティには田村美香（HBC専属パーソナリティ）と室谷香菜子（同局アナウンサー）を起用[253]。
  - 【中京広域圏】東海ラジオは土曜の生番組をリニューアル。9時台の『きくち教児の楽気!DAY』の新アシスタントとしてこの日よりフリーアナウンサーの市野瀬瞳（元新潟総合テレビ・中京テレビアナウンサー）を起用する[235]。また11時 - 12時25分にはお笑いコンビのアンダーポイントがパーソナリティを務める『アンダーポイントのまっぴるま!』が半年間の中断を経て放送を再開した[235]。
- 4日
  - （3日深夜）
    - エフエム東京（TOKYO FM）にて、声優の高槻かなこが初めて冠番組のパーソナリティを務める『高槻かなこのROYAL Night』が放送開始（2時30分 - 3時、FM大阪にもネット）[254]。
    - 【中京広域圏】東海ラジオの深夜（未明）3時 - 4時45分に『前野沙織 & you radio』を放送開始。パーソナリティは同局アナウンサーの前野沙織が務める[235]。
    - 【近畿広域圏】朝日放送ラジオの『澤田有也佳のこっそりラジオ』のこの日の放送は、「禁断の女子会ラジオ」と題して2時30分 - 3時30分の1時間拡大で放送。番組ではメインパーソナリティの澤田有也佳（ABCアナウンサー）と後輩アナウンサーの津田理帆、増田紗織の3人で深夜の井戸端会議という形で放送した[255]。

  - 【北海道】STVラジオにて毎週日曜12時 - 12時30分に『加藤さんと山口くん』を放送開始。パーソナリティは共に北海道小樽市出身の加藤浩次（タレント、極楽とんぼ）と山口一郎（歌手、サカナクション）が務める[234]。
- 5日
  - 【関東広域圏】TBSラジオは、同年3月と8月に12年ぶりに特番として放送された『全国こども電話相談室 supported by 郵便局』をレギュラー化し、この日の『伊集院光とらじおと』内より、『こどもでんわそうだんしつと郵便局と』がコーナーとして放送開始。メインパーソナリティの伊集院光と月曜アシスタントの新井麻希が進行役を務め、リスナーからは、はがきまたは手紙にて質問を受け付ける[256]。
  - 【中京広域圏】
    - 東海ラジオ
      - （4日深夜）毎週日曜深夜（月曜未明）0時 - 0時30分にヴァーチャル・リアリティトーク番組『絵夢アリスと稲川英里のライバーシティへようこそ!』を放送開始。パーソナリティはVライバーの絵夢アリスと稲川英里（声優）が務める[235]。
      - 月曜19時 - 19時15分に大相撲の第72代横綱稀勢の里寛（年寄・荒磯）がパーソナリティを務めるラジオ番組『荒磯親方 横綱人生道』を放送開始[235]。

  - 【近畿広域圏】
    - 朝日放送ラジオ
      - 平日帯早朝枠の老舗ワイド番組『おはようパーソナリティ道上洋三です』は、前週までアシスタントを務めた野村朋未（フリーアナウンサー）に替わりこの日より13代目となる新アシスタントにいがらしあみ（同）が登板[257]。
      - 月 - 木曜の午後枠帯新番組『ウラのウラまで浦川です』（月曜：15時 - 17時25分、火 - 木曜：15時 - 17時55分）を放送開始。パーソナリティは朝日放送入社26年目にして初のラジオ帯レギュラーを担当する浦川泰幸（朝日放送テレビアナウンサー）が務める[257][258]。

  - 【ラジオドラマ・福岡県】九州朝日放送（KBC）は池井戸潤の小説でテレビドラマ化されたこともある『下町ロケット』をラジオドラマ化し、4年間という長期間ドラマとしてこの日より毎週月曜18時30分 - 18時45分に『ミヤリサン製薬 ラジオ劇場 下町ロケット』として放送開始。脚本は田中摂、源祥子、大森信幸が担当し、主演の佃航平役は黒木啓司（EXILE）が務める。なお、本番組はラジオ日本やSTVラジオなどで時差遅れネット放送される[259]。
- 6日
  - 【関東広域圏】
    - InterFM897
      - 火曜22時枠で、人気コスプレイヤーの伊織もえがパーソナリティーを務める60分の生放送番組『伊織もえのCHUCHUチューズデイ〜夜ふかしラジオ〜』を放送開始。なお同番組の放送中の様子をYouTube Liveで配信する[260]。
      - 続く火曜23時枠で、女性アイドルグループ・＃ババババンビの初冠番組となる『＃ババババンビって言えると!?RADIO 日本一まとまらないアイドルのドタバタラジオ!』を放送開始[261]。

  - 【兵庫県】Kiss FM KOBEではこの日、2017年1月から3か月間レギュラー放送され、その後何度か復活回が放送された、あいみょん初のラジオレギュラー番組『あいみょんのPM4:30』を、開局30周年記念として1か月限定で『ひょうごe-県民 presents 『あいみょんのPM4:30〜ひみつのレシピ〜』』のタイトルで放送[262]。
- 9日
  - 【近畿広域圏】
    - 朝日放送ラジオ
      - 金曜午前枠にて、前週までの『喜多・西森のゆかいな金曜日!』に代わる新番組『横山太一のピカイチ☆ブランチ!』を放送開始。パーソナリティは横山太一（朝日放送テレビアナウンサー）と小原正子（クワバタオハラ）が担当する[257][258]。
      - 金曜夕方枠にて、前週までの『浦川泰幸の金曜はウラから失礼』に代わる新番組『柴田・西森のぼちぼち金曜日』を放送開始。パーソナリティは柴田博（朝日放送テレビアナウンサー）と西森洋一（モンスターエンジン）が担当する。
- 16日 - 【大阪府】FM COCOLOは、開局25周年を迎えたこの日、開局記念特別番組『FM COCOLO 25/10 THE ENCOUNTER SPECIAL - THIS IS COCOLO』（6時 - 18時30分）を12時間30分にわたって生放送。メインDJは池田なみ子、山添まり、加美幸伸が務め、マーキー、野村雅夫、カマサミ・コングなどのCOCOLOのレギュラーDJもゲスト出演した[263]。
- 19日（18日深夜） - 【関東広域圏】文化放送は、深夜のASMR特番第6弾を放送。今回は政府の観光支援事業「GoToトラベルキャンペーン」にちなみ、『湯けむり特番〜失恋OL一人旅、殺人事件はないので安心して寝落ちして下さいSP〜』と題し、「温泉の音」が放送された[264]。
- 21日 - NHK-FMの夕方枠番組『ゆうがたパラダイス』（月 - 木曜 16時40分 - 18時）の水曜日「津野米咲のKOIKIなPOP・ROCKパラダイス」パーソナリティを務めていた津野米咲（赤い公園）が18日に急逝したことを受け、NHKはこの日の放送を急遽休止することを発表[265]。同番組水曜の今後の扱いについては現時点で未定。なお同日の代替番組として矢井田瞳（歌手）がパーソナリティを務めた『RADIO1990』（16時40分 - 17時30分）を急遽放送した[266]。
- 23日（22日深夜） - この日放送のニッポン放送『ナインティナインのオールナイトニッポン』にて、パーソナリティの岡村隆史（ナインティナイン）が30代の一般女性と結婚したことを発表[267][268]。このことを受けて裏番組のTBSラジオ「水曜JUNK」『おぎやはぎのメガネびいき』でパーソナリティのおぎやはぎが「このことについて話したい」という意向を受ける形で、生放送中に生電話出演した[269][268]
- 24日 - 【音楽・関東広域圏】ニッポン放送ではこの日、天野ひろゆき（キャイ〜ン）がパーソナリティを務める音楽バラエティ番組『サタデーミュージックバトル 天野ひろゆき ルート930』のスペシャル版として、矢沢永吉をゲストパーソナリティに迎え、『サタデーミュージックスペシャル 矢沢永吉・天野ひろゆき ルート830』を放送[270]。
- 26日 - 【関東広域圏】文化放送『大竹まこと ゴールデンラジオ!』で、これまでアシスタントを務めてきた太田英明が編成局長に就任したことに伴い、この日より月 - 木曜の2代目アシスタントとして砂山圭大郎（同局アナウンサー）が就任した。金曜は太田が引き続きアシスタントを務める[271]。
- 29日 - 【関東広域圏】TBSラジオはこの日、ヒロミが発起人の、八王子出身者や縁のある人たちで発足された「八王子会」のメンバーが出演する特別番組『きぬた歯科 presents 八王子会で八王子を語ろう!』を放送[272]。

### 11月
- 3日
  - 【関東広域圏】文化放送
    - 毎年11月3日近辺に、文化放送がある浜松町・大門エリアで開催されている『浜松町ハーベストフェスタ-浜祭-』は、新型コロナの感染拡大防止のため、この年の開催を中止した。その代替としてこの日、9時間35分にわたる特別番組『new noraml文化祭〜音楽で日本をアゲる!SP』（9時 - 18時35分）を放送。メインMCは前半（9時 - 13時）は『くにまるジャパン 極』のパーソナリティの野村邦丸（フリーアナウンサー）と、同番組の月 - 水曜アシスタントの西川文野（文化放送アナウンサー）が、後半（13時 - 18時35分）は、『大竹まこと ゴールデンラジオ!』の月 - 木曜アシスタントの砂山圭大郎（文化放送アナウンサー）と、『斉藤一美 ニュースワイドSAKIDORI!』の火曜サブキャスターの松井佐祐里（文化放送アナウンサー）がそれぞれ担当した[273][274]。
    - この日よりナイターオフの平日夜ワイド番組（火 - 金曜 19時 - 21時）として『卒業アルバムに1人はいそうな人を探すラジオ』を放送開始。パーソナリティは秋元真夏（乃木坂46、火曜）、徳井健太（平成ノブシコブシ、水曜）、山﨑ケイ（相席スタート、木曜）、サーヤ（ラランド、金曜）が担当する[275][237]。

  - 【音楽・特番】全国FM放送協議会（JFN）加盟38社ではこの日、毎年恒例の『FMフェスティバル』を放送。本年は、民放FMラジオ誕生50周年[注 21]を記念して、『楽天カードpresents FM FESTIVAL 2020 MUSIC CHRONICLE 〜竹内まりやと辿る音楽の50年』を放送（16時 - 19時）。竹内まりやがメインパーソナリティを務め、進行役に坂上みき、ゲストに山下達郎を迎えた[276][277]。
- 4日（3日深夜） - ニッポン放送『星野源のオールナイトニッポン』は、この日の放送が始まる直前までNHK総合テレビで生放送されていた『おげんさんといっしょ』第4弾（11月3日 22時 - 23時25分）とのスペシャルコラボ企画を実施した。冒頭は渋谷のNHK放送センターから星野、高畑充希、三浦大知、松重豊が出演。途中から星野と松重がニッポン放送のラジオカーに乗って、有楽町のニッポン放送まで移動。その最中も車内から生中継が行われた[278]。
- 6日 - 【関東広域圏】文化放送は平日朝の生ワイド番組『なな→きゅう』で金曜パーソナリティの鈴木あきえが今月より産前産後休業に入ったのに伴い、この日より高橋みなみが期間限定で金曜パーソナリティを務める[279][280]。
- 7日
  - 【北海道】STVラジオはこの日より土曜午後枠の新ワイド番組『明石のいんでしょ大作戦!』を放送開始（14時 - 17時）。パーソナリティは明石英一郎（STVゼネラルマネージャー）と高山幸代（札幌テレビアナウンサー）の2名が担当。また月1回、新人の兼子真衣（同）が登場する[234]。
  - 【中京広域圏】東海ラジオはこの日より土曜午後枠のワイド番組『ぜんじろう Radio Show!』を放送開始（14時 - 17時）。パーソナリティはぜんじろう（タレント）が務め、アシスタントは深谷里奈（フリーアナウンサー）が務める[235]。
- 8日
  - 【北海道】STVラジオはこの日より日曜午後枠のワイド番組『村岡啓介 フリースタイルサンデー』を放送開始（14時 - 17時）。パーソナリティはFMおたるの顔として知られる村岡啓介が担当する[234]。
  - 【中京広域圏】東海ラジオはこの日より日曜午後枠の音楽ワイド番組『オールタイムリクエストTRI-ON』を放送開始（14時 - 17時）。パーソナリティは東海地区を本拠地として活動するタレントが週替りで務める[235]。
  - 【福岡県】福岡県の民放FM3社（FM福岡、CROSS FM、LOVE FM）はこの日、同県出身のバンド、yonawoの特別番組『仮初（かりそめ）』を、同時放送した（22時 - 22時55分）[281]
- 10日
  - 【賞】「2020年日本民間放送連盟賞」グランプリがこの日発表され、J-WAVEの特別番組『J-WAVE SELECTION GENERATION TO GENERATION 〜STORIES OF OKINAWA〜』（2019年6月23日放送）に決定[282]。準グランプリはラジオ大阪の『山下純一とアルミカンの今夜もバリアフリーFUNK』が選ばれた[283][284][285]。→9月17日も参照
  - 【関東広域圏】ニッポン放送はこの日より火 - 木曜の17時30分 - 19時枠に『鶴光の噂のゴールデンリクエスト』を放送開始。パーソナリティは落語家の笑福亭鶴光が務める。なお鶴光が同局でパーソナリティを務めるのは『鶴光 セブンミニッツ』（2009年）以来となる[240]。
- 14日 - 【関東広域圏】ニッポン放送毎週土曜17時40分 - 19時枠に元同局アナウンサーの高嶋ひでたけの新番組『高嶋ひでたけ・森田耕次のキニナル・サタデー』を放送開始[240]。
- 17日
  - 【関東広域圏】文化放送は火曜21時30分 - 22時に放送している『近藤真彦 くるくるマッチ箱』について、この日未明にパーソナリティの近藤真彦が自身の私生活上の問題で所属事務所より無期限芸能活動停止処分の裁定を受けたことから当日の同番組を中止し、『“New Normal” HIT SONG COLLECTION』に差し替えた[286][287]。
  - 【大阪府】FM COCOLOも上述の近藤の活動自粛を受け、近藤がパーソナリティを務める日曜夕方の『COME ON! ROCKIN' ROAD』の22日の本放送、及び20日放送予定だった15日放送分の再放送を取りやめ、別番組に差し替えることを発表。29日以降については事務所と相談のうえで放送の可否を決定するとした[288][289]。
- 17日 - 20日 - 【近畿広域圏】毎日放送ではこの4日間の夜枠に、お笑い・音楽・サッカー・eスポーツ・YouTubeなど、普段とは違った個性あふれる企画とパーソナリティーによる特別番組『MBSラジオ ナイトポケット』を編成。1日2番組、合計8番組を放送した[290][291]。
- 19日（18日深夜） - 文化放送（ラジオ大阪、中国放送など数局ネットあり）の老舗深夜ラジオ番組『日野ミッドナイトグラフィティ 走れ!歌謡曲』（1968年11月19日開始、火 - 土曜 3時 - 5時）は、この日の放送の中で「2021年3月27日（26日深夜）の放送をもって番組を終了する」ことを発表[292][293]。また同番組では11月下旬より過去の担当パーソナリティによる復活放送やリスナーからの番組への想い出メッセージの募集などといったスペシャル企画を実施することも併せて発表している[292]。
- 23日 - ニッポン放送『MISIAのオールナイトニッポンGOLD』（22時 - 24時）は、パーソナリティを務めるMISIAが過日のテレビ番組収録の際の落馬事故により重傷を負い療養中であることから、この日の放送では清水ミチコ（タレント）を代理に起用し、坂本梨紗（フリーアナウンサー）と共に番組を放送[294]。MISIA自身も番組中に自宅からリモート出演した[295]。
- 26日 - 【中京広域圏】東海ラジオではこの日より新企画として「東海ラジオ マイタウンプロジェクト 1DAYスペシャル!」と題して、同社のパーソナリティらが“マイタウン”を訪問して旬な情報を伝えるプロジェクトを開始。第1回となるこの日は7時 - 19時の12時間、大前りょうすけ（タレント）と源石和輝（同局アナウンサー）が名古屋市の今池から生放送を行った[296]。
- 29日・30日 - 【栃木県・岐阜県・山口県・香川県・長崎県・佐賀県】11月28日に演歌歌手のKが酒気帯び運転の上で追突事故を起こし警視庁に逮捕された[注 22]ことを受け、栃木放送、山口放送及び西日本放送は29日放送予定だったK出演のラジオ番組を別番組に差し替えた一方、長崎放送（NBCラジオ佐賀も含む）は差し替えが間に合わず、当該番組を通常通り放送した。また30日に放送を予定していた岐阜放送は別番組に差し替えた上で当該番組の放送打ち切りを決定した[299][300][301][302]。最終的に番組自体が打ち切りとなり、番組の末期アシスタントを務めていた水城なつみによる『水城なつみのなつみ館』が12月にスタートした。

### 12月
- 3日 - 【近畿広域圏】毎日放送で、元読売テレビアナウンサーの森たけしが初のラジオパーソナリティーを務める『森たけしのスカタンラジオ』（20時 - 21時）を放送開始[303][304]。
- 7日 - 13日 - 【ラジオドラマ・特番】民放連・radiko共同キャンペーン企画「TOMORROW PROJECT『ラジオっていいね』」の一環として、高崎卓馬の同名小説を原作としたラジオドラマ『オートリバース』を民放ラジオ99局で順次放送。キャンペーンアンバサダーを務めるHiHi Jetsが主題歌を担当し、同グループメンバーの猪狩蒼弥と作間龍斗が主演を務めた。また放送版とは別にradikoでは20日までの間にオリジナルコンテンツ版も配信された[305]。
- 7日 - 20日 - 【近畿広域圏】朝日放送ラジオでは毎年11月に実施している公開イベント『ABCラジオまつり』が、本年は新型コロナ流行の影響で中止となりその代替として、『リスナーの皆さんに感謝を示したい』との思いから12月7日から20日まで“ABCラジオ リスナー大感謝まつり!”と題し、12月14日には午前枠の長寿番組『おはようパーソナリティ道上洋三です』に昼枠の『上沼恵美子のこころ晴天』を担当する上沼恵美子がスペシャルゲストとして登場するなど、『普段はあり得ないパーソナリティのコラボレーション』を同社の各番組にて展開、様々なスペシャル企画を盛り込んだ放送を行った[306]。
- 14日（13日深夜） - 【関東広域圏】文化放送ではこの日、2020年最後のASMR特番として、『笑い屋さん特番〜プロの笑い屋さんが生放送に登場。2020年を笑い飛ばしたいSP〜』を放送。同局のASMR特番第7弾にして初の生放送を実施。昭和のテレビバラエティ番組でおなじみだった「笑い屋おばちゃん」と、伝統芸能研究家で笑い屋の重藤暁が生出演し、リスナーからの「笑い飛ばしてほしいこと」のツイートに対して、生で笑い飛ばした[307]。
- 18日 - 【中京広域圏】東海ラジオで1986年10月 - 1993年7月に放送されていた深夜番組『SF Rock Station』が『TM NETWORK SF Rock Station 2020』として一夜限りの復活特番をこの日放送（19時 - 21時）。パーソナリティはTM NETWORKの小室哲哉・宇都宮隆・木根尚登が務めた[308]。
- 24日・25日 - 【特番】NRN系のAMラジオ局11局（ニッポン放送、STVラジオ、青森放送、IBC岩手放送、ラジオ福島、大ラジオ大阪、和歌山放送、中国放送、西日本放送、九州朝日放送、ラジオ沖縄）において、クリスマス恒例の24時間チャリティ特番『ラジオ・チャリティー・ミュージックソン』（24日正午 - 25日正午）を放送。
  - 【関東広域圏】このうちキー局のニッポン放送では、メインパーソナリティを、ジャニーズ事務所所属のアイドルグループ・Kis-My-Ft2とSixTONESが務めた。キスマイは2018年から3年連続のパーソナリティ起用、SixTONESは初登板となった[309][310]。
- 30日 - 【音楽・特番】TBSラジオと一部JRN系列局（TBSテレビ系列全国ネットでも同時放送）にて年末恒例の『第62回 輝く!日本レコード大賞』（18時[注 23] - 22時）を東京・新国立劇場中劇場より生放送[311][312]。今回は新型コロナ感染拡大防止のため無観客での開催となる。各賞ノミネートは11月20日に発表[312]。また総合司会は安住紳一郎（TBSアナウンサー）[注 24] と吉岡里帆（女優）が[313]、ラジオ中継進行は駒田健吾（TBSアナウンサー）[311]がそれぞれ務めた。大賞はLiSAの「炎」が受賞した[314]。
- 31日 - 【音楽・特番】NHKラジオ第1（総合テレビ・BS4K・8Kでも同時放送）にて恒例の『第71回NHK紅白歌合戦』（19時30分 - 23時45分）を渋谷・NHKホールから生放送。今回は改修工事[注 25] 前最後となる同ホールでの開催であるが、コロナの影響により史上初[注 26]の無観客で開催となる[315]。総合司会は4年連続となる内村光良（ウッチャンナンチャン）[316]と桑子真帆（NHKアナウンサー）が務め、また白組司会は大泉洋（俳優・タレント）、紅組司会は二階堂ふみ（女優）がともに初めて担当した[317]。出場歌手は11月16日に発表[318][319]。

## 主なその他ラジオ関連の出来事

### 1月
- 1日 - 【CI・ロゴ・東京都】J-WAVEが2020年になったのを機にCIロゴを刷新した[320]。

東北放送（TBC）の新CIロゴ

- 6日 - 【CI・ロゴ・宮城県】東北放送（TBC）が後述の新社屋完成に先立ち、新たなブランド戦略として、新CIならびにスローガンとロゴを制定。新スローガンは「はやく、ただしく、おもしろく。」で、新CIロゴは略称の小文字表記「tbc」に同局のテレビ放送のリモコンキーID「1」を組み合わせたものを採用[321]。
- 17日 - 【訃報】中日ドラゴンズで昭和の日本プロ野球を代表する名二塁手として知られ、後にドラゴンズの監督を務めた後にCBCラジオで解説者として野球中継に出演していた野球解説者の高木守道がこの日、急性心不全のため死去（78歳没）[322]。同月12日に同局で放送された『板東サンデー』が最後のラジオ出演となった[323]。
- 20日 - 【訃報】1954年に当時のラジオ東京に入社し、主に経理・管理畑を歩み、東京放送（現在のTBSHD）社長を1989年から2年間務めた田中和泉がこの日、心不全のため死去（88歳没）[324]。
- 21日 - 【訃報】日活映画専属時代に“エースのジョー”と異名を取り、映画・テレビドラマやテレビのバラエティ番組の司会などで活躍し、ラジオの世界では1968年に東京放送（現・TBSラジオ）で『ヤングパンチシリーズ』[325]のディスクジョッキーを務めた俳優の宍戸錠がこの日、東京都内の自宅にて亡くなっていたところを発見されたことが明らかにされた（86歳没）[326]。その後、23日に日活より死亡日が1月18日であり、死因が虚血性心疾患であったと判明したことなどが発表された[327]。
- 29日 - 【表彰】昨年12月までTBSラジオで放送されていた『サンドウィッチマンのWe Love Rugby』が「これまでにないユニークな形でラグビーの魅力を伝えて頂いた」ことが評価され、日本ラグビー協会からこの日東京都内で感謝状が贈呈された[328]。

- 31日

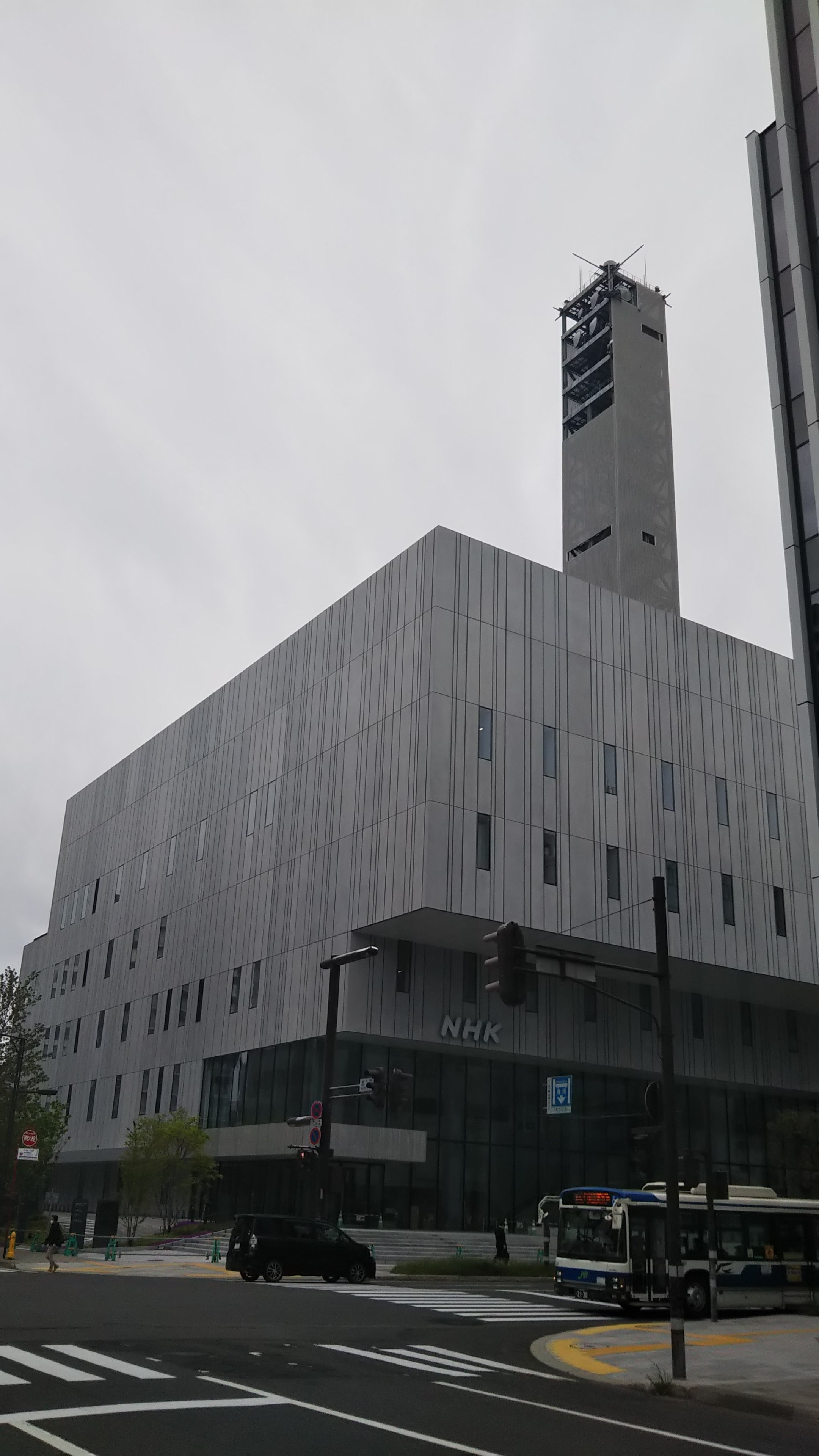
NHK札幌新放送会館

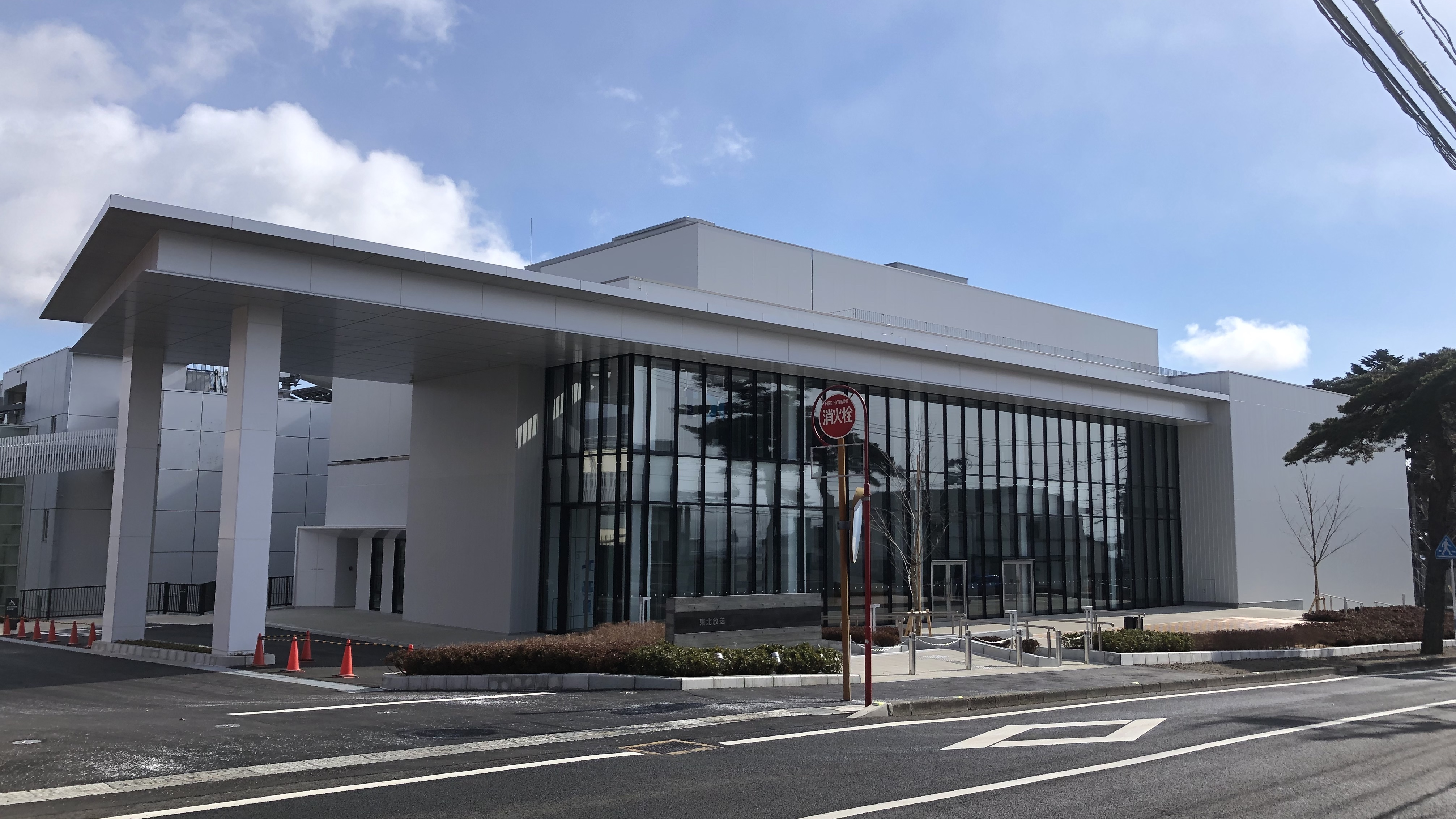
東北放送（TBC）新社屋

  - 【新社屋・宮城県】東北放送（TBC）が仙台市太白区八木山香澄町の現社屋敷地内に2018年7月から建設が進められていた新社屋が竣工し引き渡しを受ける[329]。新社屋完成に伴い1963年に完成した旧社屋（通称：A-site）は解体される[330]。
  - 【新放送会館・北海道】NHK札幌放送局が、札幌市中央区の旧市立札幌病院跡地に2017年8月から建設を進めていた新放送会館がこの日竣工[331]。

### 2月
- 5日 - 【労働問題・近畿広域圏】朝日放送ラジオの番組の原稿を作成していた元派遣社員5人が、「正当な理由がないのに団体交渉を拒否された」などとして大阪府労働委員会に救済を申し立てたことについて、同委員会は親会社である朝日放送グループホールディングス（以下朝日放送GHD）の不当労働行為を認定した命令書を発表。一方朝日放送GHDは「当社の主張が認められなかったことは遺憾である」として中央労働委員会に再審査を申し立てる方針[332]。
- 7日 - 【結婚】TBSアナウンサーの小林由未子（2013年入社）が結婚したことを、この日、同局アナウンス部インスタグラムにて公表した[333]。
- 10日・11日 - 【イベント・関東広域圏】TBSラジオはこの2日間、パシフィコ横浜（神奈川県横浜市西区）にて『RADIO EXPO 〜TBSラジオ万博2020〜』と題するイベントを横浜市の後援で開催。イベント期間中にはTBSラジオの番組出演者も参加してのエンターテインメントショーも開催された[334]。
- 10日
  - 【放送開始・高知県】高知放送（RKC）の高知FM補完中継局（ワイドFM）が放送開始[335]
  - 【新社屋・CI・ロゴ・島根県】エフエム山陰（V-air）がこの日より島根県立産業交流会館内の新社屋より放送を開始。28日には本社機能を全面移転する。あわせて新たなCIロゴとコーポレートスローガン「オープン・ラジオ・ステーション」を制定、テーマソングとして東京スカパラダイスオーケストラによる「Come On!」を起用した[336]。
- 11日 - 【訃報】元プロ野球選手・野球指導者で、野球評論家としてTBSラジオで解説を担当し、『土曜朝イチエンタ。堀尾正明+PLUS!』（TBSラジオ、2008年 - 2010年）で番組内コーナー「野村克也・朝イチ野村ゴロク」のパーソナリティを担当していた経歴を持つ野村克也がこの日未明、虚血性心不全のため死去（84歳没）[337][338]。
- 16日 - 【放送開始・香川県】西日本放送（RNC）の高松FM補完中継局（ワイドFM）が放送開始[339][340]。
- 18日 - 【社長会見・キャッチフレーズ・関東広域圏】この日行われた文化放送社長上口宏の定例社長会見において、同局の2020年の編成キャッチフレーズを『ミミからだとココロに届く 文化放送』に決定したことを発表[341]。
- 21日 - 【訃報】1948年にNHKラジオ第1で放送されたドラマ『水滸伝』でデビューし、その後はテレビアニメ『鉄腕アトム』の「お茶の水博士」役を演じたことで知られ、他にもテレビ・ラジオ・映画吹き替えで活躍した声優の勝田久がこの日、老衰のため死去（92歳没）[342]。
- 22日 - 【訃報】テレビアニメやテレビロードショー番組における外国映画の日本放映作品での吹き替えを数多く手掛け、『FMシアター』（NHK-FM放送）や『ラジオ図書館』（TBSラジオ）などラジオドラマ番組でも活躍した声優・俳優の岸野一彦がこの日、急性心不全のため死去（86歳没）。訃報は3月4日に生前に所属していた東京俳優生活協同組合より公表された[343]
- 23日 - 【訃報】文化放送アナウンサーで、主に『文化放送ライオンズナイター』や『箱根駅伝実況中継』などスポーツ実況で活躍した松島茂（1994年入社）がこの日の朝、肺腺がんのため東京都内の病院で死去（47歳没）。訃報は翌24日に同局が発表した。松島は2019年10月から体調不良を訴え、11月25日放送の『岩本勉のまいどスポーツ』への出演を最後に療養していた[344][345]。
- 27日 - 【イベント・健康問題・関東広域圏】ニッポン放送は、3月8日に国立代々木第一体育館で開催予定だった同局開局65周年記念イベント『ニッポン放送 今日は一日さだまさし』を新型コロナ感染拡大のリスクを避けるため延期にしたことを発表。前売チケットも払い戻される[346]。
- 29日 - 【活動進退・宮城県】東北学院大学時代にfmいずみでパーソナリティを経験し、東北放送（TBC）入社後は同局のラジオ・テレビ番組を数多く担当したアナウンサーの粟津ちひろ（2011年入社）が、この日付で9年間在職した東北放送を退職[347]。

### 3月

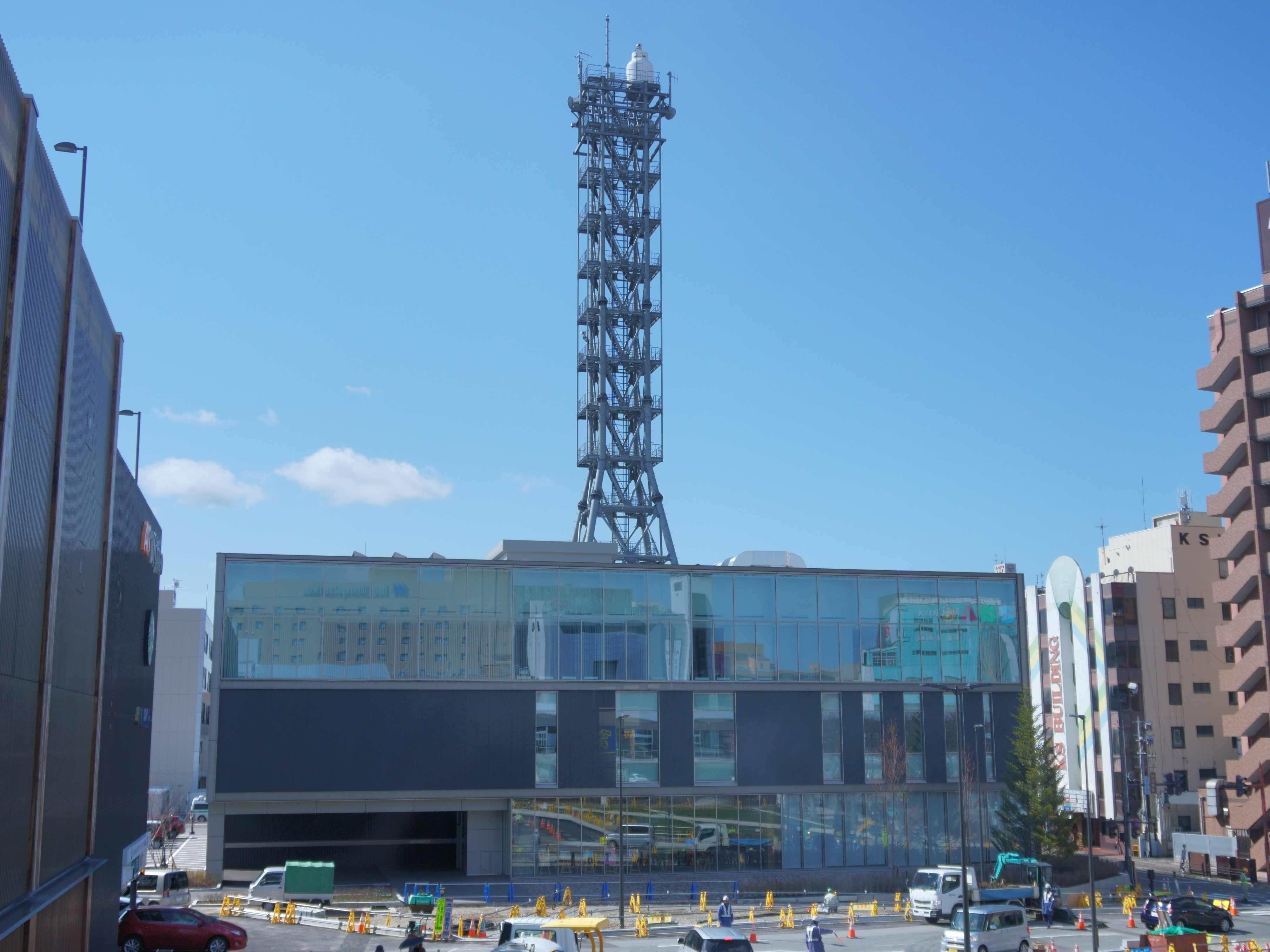
秋田放送新社屋（秋田市中通、3月28日撮影）

- 1日 - 【新社屋・秋田県】秋田放送（ABS）が秋田市中通のJR秋田駅西口に完成した新社屋から放送開始[348]。また4月1日には新社屋に全業務を移転した[349]。
- 2日 - 【放送開始・radiko・高知県】エフエム高知（FM高知）が、同日正午より「radiko」通常版ならびに「radikoプレミアム・エリアフリー」（有料会員制、全国で聴取可能）共に配信開始[350]。
- 11日 - 【社長会見・キャッチフレーズ・関東広域圏】ニッポン放送社長の檜原麻希がこの日行った定例会見で、春のキャンペーンのキャッチフレーズとして「いつでも一緒 ニッポン放送」を採用するとともに、イメージキャラクターに4月から冠番組を持つジャニーズ事務所所属のアイドルグループSixTONESを起用すると発表[351]。
- 16日 - 【放送開始・神奈川県】アール・エフ・ラジオ日本の横浜FM補完中継局（ワイドFM）が放送開始[352][353]。
- 18日 - 【周年・キャンペーン】エフエム東京開局50周年記念のアニバーサリーソング第2弾として、スチャダラパーとRHYMESTERによる「Forever Young」を起用したと発表[354]。
- 29日 - 【訃報】1972年にお笑いコンビマックボンボンのメンバー「志村健」として芸能界デビューし、ザ・ドリフターズの付き人を経て1974年にドリフメンバーに加入し、「東村山音頭」や「ヒゲダンス」などのヒットを飛ばし、数多くのテレビ番組に出演、ラジオでは『志村けんのFIRST STAGE』（ふくしまFMなど6局）や、『沢田研二・志村けんのジュリけん』（文化放送）、『志村けん・中山秀征の「い〜んでないの?!」』、『志村けんの夜の虫』（いずれもTBSラジオ）などのパーソナリティを務めたコメディアン・タレントの志村けん（本名・志村康徳）がこの日夜遅く、新型コロナによる肺炎のため東京都内の病院で死去（70歳没）[355]。

NHKの新ロゴ

- 30日 - 【ロゴ】NHKがこの日よりロゴをリニューアル（1995年から使用されてきた1世代前のタイプをマイナーチェンジ）。また同日より日本人の名前のローマ字表記を姓・名順に改め、同日の放送及びインターネット配信などで施行[356]。

- 31日

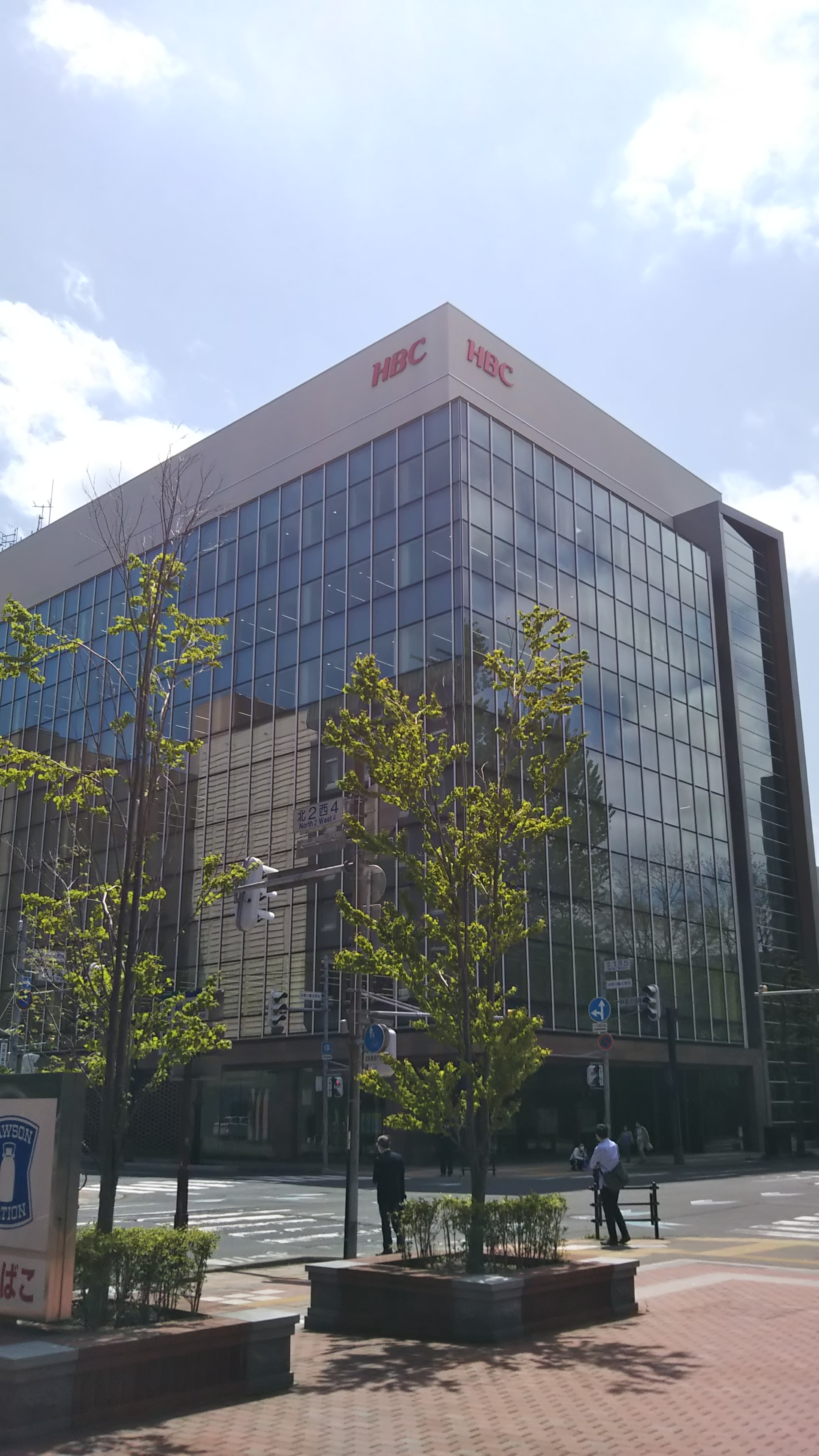
北海道放送新社屋

  - 【放送終了】V-Low帯マルチメディア放送サービス「i-dio」がこの日をもって放送を終了。i-dioを巡っては経営不振が起きており、それに端を発したエフエム東京の粉飾決算の発覚や、それに伴う巨額の特別損失が起きていた。なお、同サービスを使用した自治体向け防災情報広報システムV-ALERTは4月以降も導入済み自治体向けに継続する[357][358]。
  - 【通信販売・関東広域圏】文化放送が手がけてきた「文化放送ラジオショッピング」[注 27] がこの日をもって終了。48年の歴史に幕。あわせてインターネット通販「文化放送ショッピングサイト」も4月17日にサービスを終了した[359][360]。
  - 【活動進退・山梨県】山梨放送アナウンサーの三浦実夏（2011年入社）は、この日付で第1子妊娠により出産準備のために9年間在職した同社を退職[361]。
  - 【活動進退・新潟県】新潟放送（BSN）にて2015年にラジオリポーターとして入社し、2016年にアナウンサーへ転属となり、BSNラジオ『近藤丈靖の独占!ごきげんアワー』の水曜パーソナリティを務めた久能木百香（2015年入社、気象予報士兼務）がこの日付で5年間在職した同社を退職。なお久能木は気象会社へ転職する意向を明らかにしている[362]。
  - 【活動進退・山口県】山口放送アナウンサーの八木美佐子（2016年入社）は、この日付で結婚準備のために4年間在職した同社を退職[363]。
  - 【新社屋・北海道】北海道放送（HBC）が札幌市中央区北1条西の現社屋に隣接する立体駐車場跡地に建設していた新社屋が竣工し、引き渡しを受ける[364]。1959年完成の現社屋は新社屋稼働後に解体され、旧社屋跡地には複合型ビルを建設する予定[365]。

### 4月
- 1日
  - 【CI・ロゴ】TBSラジオの親会社である東京放送ホールディングス（TBSHD）が2021年の会社創立70周年を前にブランドロゴを一新、この日より制定[366][注 28]。
  - 【局略称変更・大阪府】エフエム大阪はこの日、2017年より使用していた局の略称、「FM OH!」を開局50周年に伴い、局略称を「FM大阪」に再変更し、新スローガンとして「LAUGH&MUSIC RADIO」（音楽と笑いのラジオ）を制定する[367]。
  - 【放送開始・radiko】エフエム秋田（AFM）、エフエム山形（Rhythm Station）、エフエム岡山、エフエム山陰（V-Air）、エフエム宮崎（JOY FM）が、同日正午より「radiko」通常版ならびに「radikoプレミアム・エリアフリー」（有料会員制、全国で聴取可能）共に配信開始[368]。
  - 【施設・福岡県】RKB毎日放送は、新型コロナ問題対応のため4月より土・日曜及び祝日の放送会館（本社）施設閉鎖措置をとると共に、天神地区のサテライトスタジオ・「三洋ペイント天神きらめき通りスタジオ」からの放送を同月6日から当面の間休止する[369]。
- 7日 - 【配信・東京都】J-WAVEは子会社のJAVE（2019年10月設立）によるデジタル音声配信サービス「SPINEAR（スピナー）」をベータ版として開始。音声ドラマやドキュメンタリーなどのオリジナルコンテンツ、『JAM THE WORLD』『INNOVATION WORLD ERA』などのJ-WAVEの各種番組との連動コンテンツを提供し、自社サイトでの配信のほかポッドキャストやSpotifyなどでも配信が行われる[370]。
- 9日 - 【訃報】プロ野球・近鉄パールス[注 29] や読売ジャイアンツでプレーし、指導者として巨人・第1期長嶋監督時代に1軍ヘッドコーチ→二軍監督を務め、後に横浜大洋ホエールズ（現・横浜DeNAベイスターズ）とヤクルトスワローズで監督を歴任、また長らくニッポン放送専属野球解説者としてラジオファンに親しまれた関根潤三がこの日午前、老衰のため東京都内の病院で死去（93歳没）[371][372]。
- 12日 - 【訃報】『クレヨンしんちゃん』の初代野原ひろし役を始め、数々のテレビアニメ作品などで声の出演を行い、ラジオでは『藤原啓治のそうさなあ』（文化放送、2007年10月6日 - 11月3日）のパーソナリティを務めた声優の藤原啓治がこの日、ガンのため死去（55歳没）[373]。
- 15日
  - 【放送開始・radiko・佐賀県】エフエム佐賀（FMS）が、同日正午より「radiko」通常版ならびに「radikoプレミアム・エリアフリー」（有料会員制、全国で聴取可能）共に配信開始[374]。
  - 【健康問題・東京都】エフエム東京（TOKYO FM）は、報道情報センターに所属する40歳代の男性社員が前日夜に新型コロナに感染したことが判明したことをこの日放送の『THE TRAD』内のニュース速報で公表した。当該社員は肺炎の症状があるものの現在は自宅待機となっている[375]。さらに5日後の20日には同じ報道情報センターに所属する40歳代の女性社員がコロナに感染し入院したことをこの日の『TOKYO SLOW NEWS』の中で公表した。当該社員も肺炎の症状があるという[376]。
- 19日
  - 【健康問題・東京都】元NHKアナウンサーで、フリーアナウンサーの住吉美紀は、パーソナリティとして現在担当しているエフエム東京（TOKYO FM）の平日午前枠番組『Blue Ocean』の16日の同番組終了後に体調不良を覚え、その後数日間高熱などが続いたことからこの日に医療機関を受診し、その際のCT検査にて肺炎と診断されたためそのまま病院に緊急入院した[116]。その後、4月22日に所属事務所から新型コロナ陽性が判明したことが公表された[377]。
  - 【訃報】1988年から今年3月までNHKラジオ第1放送『音楽の泉』の案内役を務め、またNHK-FM『バロック音楽のたのしみ』を1965年から20年余り担当した立教大学名誉教授で西洋音楽史学者の皆川達夫がこの日夜、老衰のため横浜市内の病院で死去（92歳没）。訃報は音楽の泉の番組公式サイトでも発表された[378]。
- 23日
  - いずれも【訃報】
    - 多くの映画やテレビドラマで活躍し、ラジオでは文化放送『異文化見聞録〜コロンブスのゆで卵〜』[注 30] のナビゲーターを務めた、俳優・声優・ナレーターの久米明がこの日、心不全のため死去（96歳没）[379]。
    - TBSの局アナ2年目だった1969年に『ヤングポップス1010』のDJに抜擢され、翌1970年からは深夜番組『パックインミュージック』のDJとして軽妙な語り口で名を馳せ、1976年4月 - 1978年3月には林美雄（2002年没）と共に担当した平日夜枠ワイド番組『一慶・美雄の夜はともだち』で当時の中学生・高校生を中心としたヤング世代に人気を博し、1990年にフリーに転じてからも『おまたせ一慶まっぴるま!』などラジオ・テレビで幅広く活躍した小島一慶がこの日、肺癌のため死去（75歳没）[380][381]。
- 28日 - 【訃報】文学座専属俳優として数々の舞台に出演し、文学座が製作に関わったラジオドラマ『日本沈没』（原作：小松左京、1973年、毎日放送）に幸長信彦役で出演した俳優・声優の金内喜久夫がこの日、がんのため東京都内の自宅で死去（87歳没）[382]。
- 30日 - 【活動進退】NHKに1983年にアナウンサーとして入局し、大相撲、プロ野球、オリンピックなどのスポーツ中継を担当、2011年からNHK解説委員（スポーツ担当）を務め、NHKラジオ第1の『マイあさ!』などでスポーツに関するニュースなどの解説者として出演したNHK解説主幹の刈屋富士雄がこの日付で定年退職。なお刈屋は5月1日からは立飛ホールディングス執行役員スポーツプロデューサーに転身する[383]。

### 5月
- 1日
  - 【CI・ロゴ・東京都】エフエム東京が、4月26日の開局50周年を機に、この日より新しいステーションロゴ（「Tokyofm」表記）に刷新するとともに、新ブランドプロミス「Life Time Audio 80.0」を掲げる[384]。
  - 【健康問題・東京都】キャスター・ラジオDJ・タレントのジョン・カビラが、声帯炎を発症しその手術と治療のため、自身がナビゲーターを務めるJ-WAVE『〜JK RADIO〜TOKYO UNITED』をこの日より当面休演することを番組公式サイト及びカビラ自身のTwitterで発表した[385][386]。番組はハリー杉山（タレント）などが同日放送分から代役を務めた[387]。その後経過が良好になった事から6月12日の放送より復帰した[388][389]。
- 4日 - 【訃報・秋田県】エフエム秋田『OLD POP!』のパーソナリティを務めていたミュージシャンの松村サトシがこの日死去（54歳没）[390][391]。
- 8日 - 【訃報】六代目笑福亭松鶴門下の落語家で、KBS京都ラジオで自身の冠番組『笑福亭鶴志のスポーツウォッチ』のパーソナリティを務めていた笑福亭鶴志が、7日夜に体調不良を訴えて大阪府内の病院へ搬送されるもこの日未明、心不全及び腎不全のため大阪府内の病院で死去（64歳没）[392]。
- 17日 - 【訃報】家電コーディネーターであり、TBSラジオ『ジェーン・スー 生活は踊る』の月1回レギュラーを務めていた戸井田園子がこの日午前に死去（57歳没）。訃報は21日に自身のフェイスブックにて家族により公表された[393]。
- 24日 - 【キャンペーン・北海道】北海道放送（HBCラジオ）は、この日より『新型コロナで制約された生活を送る北海道民に笑顔の輪を広げたい』として、「ほっかいどう179（ひゃくななじゅうくきゅう）の笑顔」キャンペーンを開始。HBCラジオの各番組パーソナリティがリスナーと笑顔の輪を共有するべく様々な企画や試みを行い、笑顔の輪を広げていくことを目指す[394]。
- 25日 - 【放送開始・宮城県】東北放送が1月31日に竣工した新社屋からラジオ放送を開始[329]。
- 28日 - 【経営・近畿広域圏】毎日放送（MBS）とその親会社のMBSメディアホールディングスは、この日行われた両社の取締役会で、毎日放送のラジオ部門を会社分割して設立した新会社（後のMBSラジオ）に移行する方針を決め、新会社が毎日放送からラジオ事業の放送免許を引き継ぐことを発表。毎日放送のテレビ部門は「株式会社毎日放送」の商号を維持する[395]。当初は開局70周年を迎えた2021年10月1日に分社発足させる予定だったが、その後8月28日の社長会見にて、半年前倒しし2021年4月1日に行う方針であると発表している[396]。

### 6月
- 5日 - 【訃報】美容・生活アドバイザーとしてマスコミ媒体で活動し、2008年から大阪放送（ラジオ大阪）にて『佐伯チズのお話ししましょ』のパーソナリティを務めていた佐伯チズがこの日の夕方、筋萎縮性側索硬化症（ALS）のため東京都内の自宅で死去（76歳没）。訃報は9日に所属事務所が公式サイトで発表した。佐伯は今年3月にALSを患っていることを公表していた[397][398][399]。
- 11日 - 【訃報】朝日放送ラジオで1965年 - 1992年まで放送された『サンデーダークダックス』（一部地域にもネット）のアレンジャーを始め、数多くのテレビ・ラジオ番組、CM音楽など幅広く活躍した作曲家・編曲家の服部克久がこの日午前、東京都内の病院で死去（83歳没）。服部は今年2月頃に体調を崩して入院、加療中だった[400]。翌12日に死因は末期の腎不全であることが所属事務所から発表された[注 31][401]。
- 15日 - 【社屋移転・佐賀県】NBCラジオ佐賀（長崎放送佐賀放送局）は、佐賀市本庄町の旧局舎から、同市駅前中央一丁目（佐賀駅南口）の旧西友佐賀店跡地に建設された商業施設「コムボックス佐賀駅前」の1階に局舎を移転し、放送を開始した[402]。
- 24日 - 【人事・茨城県】茨城放送（IBS）はこの日に開催する定時株主総会及び取締役会にて、代表取締役社長の北島重司を取締役会長に、取締役の阿部重典（同局アナウンサー）を代表取締役社長にそれぞれ就任させる人事を承認し、執行した[403]。
- 25日 - 【人事】日経ラジオ社（ラジオNIKKEI）はこの日開催された株主総会及び取締役会の承認を経て、現社長の井元成吾が退任。新社長にテレビ大阪（TVO、テレビ東京系）専務取締役の吉田京太が就任する人事を執行した[404]。
- 29日
  - いずれも【人事】
    - 【大阪府】エフエム大阪はこの日付で社長の石井博之が退任し、常務取締役の西山勝を新社長とする人事を発令し、執行した[405]。
    - 【沖縄県】ラジオ沖縄（ROK）は、この日に開催する定時株主総会並びに取締役会にて代表取締役社長の森田明を取締役相談役に、取締役営業局長の前川英之を新社長にそれぞれ就任させる人事を承認し、執行した[406]。

  - 【社屋移転・徳島県】エフエム徳島は、徳島市幸町（新聞放送会館別館3階）から同市寺島本町西・徳島駅クレメントプラザ5階に局舎を移転し、業務を開始[407]。
- 30日
  - いずれも【閉局】
    - 【愛知県】Radio NEOが広告収入の伸び悩みにより閉局。6年3か月の歴史に幕[408][409]。
    - 【新潟県】新潟県民エフエム放送（FM PORT）が閉局、約19年半の歴史に幕[410][411]。その後会社は7月14日付けで新潟地方裁判所から破産手続開始決定を受け倒産した。負債総額は約2億2000万円[412][413]。

### 7月
- 2日 - 【賞】この日オンライン開催された『第57回ギャラクシー賞』で、お笑いコンビ・爆笑問題がラジオ部門DJパーソナリティ賞を受賞。いずれもTBSラジオで長期にわたって放送されている『火曜JUNK・爆笑問題カーボーイ』と『爆笑問題の日曜サンデー』での活躍が評価されたもの[414]。また、ラジオ部門の大賞は、ジョン・カビラが父の川平朝清（琉球の声放送・琉球放送初代アナウンサー、沖縄放送協会初代会長、NHK元主幹）に戦後の沖縄の状況やラジオ放送開始への道のり、放送が果たす役目などをインタビューした『J-WAVE SELECTION GENERATION TO GENERATION〜STORIES OF OKINAWA〜』（J-WAVE、2019年6月23日放送）が受賞した[415]。
- 11日 - 【健康問題・東京都】J-WAVE『STEP ONE』のメインナビゲーターを務めるサッシャが、この日自身のブログでPCR検査を受けたところ新型コロナに感染したことを公表。サッシャは6月30日から7月5日まで東京都内で行われていた舞台公演に出演していた[416]。これを受け同局は公式サイトで「現時点でスタッフなどに感染者はおらず、スタッフの自宅待機や消毒等必要な措置を講じている」と表明した[417]。
- 14日〜9月6日 - 【イベント・東京都】3月14日に山手線・京浜東北線の新駅として開業した高輪ゲートウェイ駅の駅前で開催される開業記念イベント「Takanawa Gateway Fest」にJ-WAVEが参加。『VOICES FROM NIHONMONO』でナビゲーターを務める中田英寿（元サッカー日本代表）プロデュースのエンターテインメントレストラン「J-WAVE NIHONMONO LOUNGE」を開店するほか、『INNOVATION WORLD』と連動したカンファレンスや各種イベントを開催した。同イベントは当初2020年春より開催予定だったが、新型コロナの感染拡大に伴い開催が延期されていた[418][419][420]。
- 15日 - 【新社屋・岡山県】RSK山陽放送が市立岡山後楽館中学校・高等学校跡地（岡山市北区天神町）に建設していた新社屋「RSKイノベイティブ・メディアセンター」が完成。22日には竣工式が執り行われ[421]、2021年度に本社機能の大部分を移転する予定[422][423]。
- 18日 - 【訃報】関西を拠点にオネエ系タレントとして活動し、中でも大阪市京橋のレジャー施設京橋グランシャトービルのCMソングで人気を博し、ラジオ番組では毎日放送『板東英二金曜生BAN BAN』などに出演したことで知られたタレント・歌手のリリアン（本名・下左近信吉）がこの日午前、心不全のため大阪府茨木市内の病院で死去（69歳没）[424]。
- 21日 - 【イベント・関東広域圏】文化放送はこの日、同社が所在する東京都港区浜松町近辺で、同社を始めとする近隣企業と浜松町・大門の町内会による活性化イベントとして2007年から毎年11月3日前後に実施されているイベント『浜祭』について、今年度は新型コロナ感染拡大の影響により、同時期に開催を予定していた地域密着体験型落語イベント『シバハマらくご祭り』と併せて開催を中止することを発表した[425]。
- 24日 - 【結婚・活動進退】TBSアナウンサーの古谷有美（2011年入社）がこの日、自身のInstagramを更新し、「2020年に入って結婚しており、かつ第1子を妊娠している」ことを公表。これに伴って8月1日から産前産後休業入りすることも併せて明らかにした[426][427]。

### 8月
- 12日 -【訃報】1961年に東京放送（現・TBSホールディングス〈TBSHD〉）に入社し、『月曜日の男』、『時間ですよ』などの同局テレビドラマのディレクターとして数々の作品に携わり、取締役となった後、オウム真理教事件の余波で1996年に発覚したビデオ問題で磯崎洋三社長（当時）が辞任したことを受けてTBSの社長に就任し、その後同社会長やプロ野球横浜ベイスターズ球団のオーナーも務めた砂原幸雄がこの日、癌のため死去（83歳没）[428]。
- 21日 - 【結婚】日経ラジオ社（ラジオNIKKEI）第1放送『中央競馬実況中継』の放送席及びパドック進行を担当している石原李夏（りか、フリーアナウンサー）が17日に競馬専門紙・競馬ブック美浦担当トラックマンの安中貴史と結婚したことをこの日、自身のブログで公表した[429]。
- 22日 - 【訃報】女流漫才の草分けとして1950年から内海好江（1997年没）とのコンビ『内海桂子・好江』で一世を風靡し、好江死去後はピン芸人として活動、ウッチャンナンチャンやナイツなどのお笑いコンビを発掘、また、TBSラジオ『大沢悠里のゆうゆうワイド』など数々のラジオ・テレビ番組などで活躍した東京漫才界の大御所・内海桂子がこの日、多臓器不全のため東京都内の病院で死去（97歳没）[430]。なお、訃報は葬儀・告別式を終えた28日未明に公表された。
- 25日 - 【訃報】関西を拠点に活動したコミックバンド「おかげ様ブラザーズ」のボーカルで、毎日放送『MBSヤングタウン』や朝日放送ラジオ『伊藤えん魔のAMam』などにレギュラー出演し、ジャンボカラオケ広場のCMソングでも知られた歌手・タレントのきんた・ミーノがこの日、誤嚥性肺炎のため和歌山市内の病院で死去（59歳没）。死去は2日後の27日に判明した[431][432]。
- 28日 - 【訃報】1969年にグループ・サウンズ「ザ・タイガース」に脱退した加橋かつみの後任として加入する形でデビューし、グループ解散後は俳優・タレントへ転向してマルチな活躍を見せ、ラジオでは1973年にニッポン放送で『岸部シローのオールナイトニッポン』のパーソナリティを務めた経験を持つ岸部四郎（旧芸名：岸部シロー）がこの日早朝、拡張型心筋症による急性心不全のため千葉県内の病院で死去（71歳没）[433]。訃報は9月15日になって所属事務所が報道各社に宛てたFAXにて明らかにされた[433][434]。
- 月内 - 【訃報】1958年に文化放送へ入社し、その後フジテレビへ移籍してプロ野球やプロボクシング（『ダイヤモンドグローブ』）などのスポーツ中継を担当し、フジテレビのアナウンス部長などを務めた小篠菊雄が死去。訃報は4か月後の12月4日に元フジテレビアナウンサーの岩佐徹が自身のブログで公表した[435]。

### 9月
- 1日
  - 【放送開始・radiko・徳島県】エフエム徳島（FM徳島）が、同日正午より「radiko」通常版ならびに「radikoプレミアム・エリアフリー」（有料会員制、全国で聴取可能）共に配信開始。これによりradikoのサービス開始10年目にして現在放送中の民放ラジオ99局が参加することになる[436]。
  - 【経営・人事・東京都】- ジャパンエフエムネットワークはこの日付で、木下グループから、InterFM897の発行済株式全部を取得したと発表。同時に全国FM放送協議会（JFN）はこの日付でInterFMをJFNの特別加盟社とした。また、InterFM897の代表取締役会長に、ジャパンエフエムネットワーク社長の飯塚基弘が就任する人事を執行した[437][438]。
  - 【イベント・近畿広域圏】ラジオ大阪はこの日、例年11月23日に大阪城公園で開催している『OBCラジオまつり』について、「本年は新型コロナ感染拡大の防止のため中止とする」ことを発表。なお代替として『OBCふれあいラジオ 〜ラジオディスタンスは0で〜』と題する特別番組を放送した[439]。
- 12日 - 【結婚・近畿広域圏】毎日放送（MBS）アナウンサーの藤林温子（2015年入社）がこの日、お笑いコンビのからし蓮根・伊織と結婚したことが、伊織が所属する吉本興業より発表された[440][441]。
- 14日 - 【イベント・近畿広域圏】朝日放送ラジオは、毎年11月に開催している『ABCラジオまつり』について、「新型コロナ感染拡大や来場客などの安全・健康を考慮した結果、今年度の開催を中止する」ことをこの日発表した[442]。
- 21日 - 【放送開始・北海道】北海道放送がこの日5時より、新社屋よりラジオ放送を開始[364][443]。なお、新社屋からの放送開始を前に、旧社屋（HBC会館）からの放送終了を告げる最終クロージングとして、同日未明（20日深夜）0時2分より、かつての同局放送開始・終了時の音楽「ウポポ」（伊福部昭作曲）が特別放送された[444]。→3月31日の出来事も参照
- 26日 - 【訃報】1973年から1978年までニッポン放送で放送された『たむたむたいむ』のパーソナリティを務めたことで知られる放送作家のかぜ耕士がこの日死去していたことが判明（76歳没）[445]。
- 30日
  - 【閉局・埼玉県】埼玉県志木市のコミュニティFM局・クローバーメディアが「経営継続が困難」として閉局。同局は2007年4月に朝霞市内で「すまいるエフエム」として開局。当時「日本一小さなラジオ局」として話題となっていた[446]。なお同局の閉局を知った企業が新たにスポンサーに名乗りを挙げたため、11月を目処に現在のエリアのまま新局（社名などは未定）を開局する予定。移行期間として停波はせずに10月中は特別編成として放送を続ける[447]。
  - 【サービス終了】エフエム東京によるJFN系列局のIPサイマル配信サービス「WIZ RADIO」がこの日をもって終了。上述のようにJFN系列局が全てradikoに参加したことに伴うものである。なお「ドコデモFM」でのサイマル配信は継続する[448]。
  - 【活動進退・関東広域圏】文化放送で有期契約アナウンサーとして活動していた長麻未と舘谷春香（いずれも2017年10月入社）の両名が3年間の契約期間を終えてこの日付で同局を退社[449][450]。なお舘谷は、10月1日付で大手芸能事務所・ホリプロスポーツ文化事業部アナウンス室所属のフリーアナウンサーとして活動する[451]。

### 10月
- 1日
  - 【社名変更】TBSラジオの親会社である東京放送ホールディングス（TBSHD）が、この日付で商号を「株式会社TBSホールディングス」に変更した[452]。
  - 【人事・関東広域圏】文化放送は同日付で組織改編及び人事異動を執行。常務取締役（放送事業本部長兼営業局長兼編成局長）の浅井敬が編成局長の任から外れ、新たにアナウンス部長の太田英明が編成局長に就任し、太田の後任としてアナウンス部次長の水谷加奈が同部部長に昇進。また、制作部やA&G事業部などさまざまな部署で行ってきたコンテンツのデジタル化の集約を図るため、放送事業本部の直轄部署としてデジタル推進部を新設した[227][453]。
- 4日 - 【訃報】シンガーソングライター・平原綾香のプロデューサー、またKANの『愛は勝つ』の編曲を担当したことで知られ、2019年10月からFMとやま『小林信吾のSoliloquy〜夜のひとりごと〜』のパーソナリティーを務めていたキーボード奏者で音楽プロデューサーの小林信吾がこの日20時前、東京都世田谷区内の自宅で死去（62歳没）。訃報は10月9日に所属事務所が明らかにした。小林は2017年6月に食道がんを患い、一時復帰して活動を続けていたが、転移が見つかり療養していた[454][455]。小林の訃報はFMとやまの公式Twitterでも報告された[456]。
- 7日 - 【訃報】日本を代表するヒットメーカーとして「バラ色の雲」（1967年、ヴィレッジ・シンガーズ）や「また逢う日まで」（1971年、尾崎紀世彦）、「さらば恋人」（同、堺正章）など数々のヒット曲を世に送り出し、1982年に『サウンズ・ウィズ・コーク』（TBSラジオ）に8月7日・14日の二週に亘り出演し、DJの山下達郎と語り合うなどラジオ番組にも出演した経歴を持つなど、日本の音楽界に大きな足跡を残した作曲・編曲家の筒美京平（本名：渡辺榮吉）がこの日、誤嚥性肺炎のため死去（80歳没）[457]。
- 11日 - 【イベント・岡山県】RSK山陽放送はこの日、同県加賀郡吉備中央町でのイベント『第16回わっしょい和んさか吉備高原フェスタ』にて「RSKラジオまつり 今年はバーチャルだよ! 全員集合!」を開催。本年は新型コロナの影響によりオンライン形式にて開催されることとなり、当日はRSKラジオでも12時30分 - 15時30分に生放送を行い、その模様をWEBサイトにてライブ配信するなど多彩な試みも実施した[458]。
- 18日
  - 【イベント・福岡県】RKB毎日放送は例年福岡市内の局施設を中心に開催している『RKBラジオまつり』について、今年は新型コロナの影響で集客でのイベントを中止したが、その代替としてYouTube同社公式チャンネルにてこの日の正午 - 21時にネットライブ配信の形で様々な企画を用意して開催した[459]。
  - 【訃報】女性4人組ロックバンド「赤い公園」メンバーで、NHK-FMの夕方枠音楽リクエスト番組『ゆうがたパラダイス』にて水曜パーソナリティを務めていたギタリストの津野米咲がこの日死去（29歳没）[460]。
- 29日 - 【訃報】読売新聞社の政治記者出身で、三木武夫内閣で内閣総理大臣秘書官を務めた後、アール・エフ・ラジオ日本（ラジオ関東）に転じて同社報道部長を務め、後に日本テレビの情報・報道番組でニュース解説者などを務めた政治評論家の中村慶一郎がこの日、虚血性心疾患のため死去（86歳没）[461][462]。
- 31日 - 【活動進退・静岡県】静岡放送（SBS）アナウンサーの黒田菜月（2015年入社）が同日付で同局を退社、東京へ進出しフリーアナウンサーへ転向[463]。翌11月よりCS放送・TBS NEWSのキャスター陣に加入[464]。

### 11月
- 3日 - 【イベント・近畿広域圏】毎日放送（MBS）は、例年11月初旬に大阪市東住吉区の長居公園にて開催している『MBSラジオ秋まつり』について、本年は新型コロナの影響で集客でのイベントを中止し、その代替として、ネットライブ配信による多彩な企画を取り揃えた「MBSラジオ オンライン秋まつり2020」を実施した[465]。
- 7日〜14日 - 【イベント・鹿児島県】南日本放送（MBC）は、例年11月中旬に開催している『MBCラジオまつり』について本年は新型コロナの影響で開催を中止すると共に、その代替としてこの期間、「MBCラジオ スペシャルWEEK〜ラジオで恩返しだ!〜」と題して同局の各番組でオリジナル企画やスペシャルゲストの招聘、またアーティストによる無観客ライブ配信など様々なイベントを実施した[466]。
- 19日 - 【キャンペーン】日本民間放送連盟ラジオ委員会とradikoによる共同キャンペーン企画「TOMORROW PROJECT『ラジオっていいね』」を開始。キャンペーンアンバサダーとしてジャニーズJr.内ユニットのHiHi Jetsが就任[305]。
- 20日 - 【訃報】関西地区を中心に主にテレビの演芸番組の構成や漫才の台本を担当し、ラジオ関西にて1975年から1987年まで12年に亘り『織田正吉のほのぼの60分!』『織田正吉のそれ行け!きらめき』などの番組のパーソナリティを担当した経歴を持つ放送演芸作家の織田正吉がこの日、肝臓がんのため兵庫県神戸市の自宅で死去（88歳没）[467]。
- 22日 - 【訃報】東海ラジオ放送のアナウンサーとして『ミッドナイト東海』や『ぶっつけワイド』などの番組を担当。同局を定年退職後も『松原敬生の日曜も歌謡曲』や『SKE48 1+1は2じゃないよ!』などの番組でパーソナリティを務め、また演歌歌手としても活動したフリーアナウンサーの松原敬生がこの日死去（76歳没）[468]。
- 27日 - 【訃報】吉本新喜劇所属のコメディアンとして活動、後に自由民主党所属の大阪市会議員を1991年より6期24年務めるなど政治家としても活躍し、ラジオ番組でも1980年代に朝日放送ラジオにて放送された『トヨタ・さわやかパトロール』のパーソナリティを担当した経歴を持つコメディアン・政治家の船場太郎（本名：松原昌平）がこの日死去（81歳没）[469]。
- 28日 - 【訃報】1957年にニッポン放送に入社し、1959年のフジテレビ開局の際に同局から出向し、1962年にフジテレビに完全移籍してからは主にスポーツ中継を担当し、アナウンス部長まで歴任した山田祐嗣が肺がんのため死去（86歳没）。訃報は12月5日に判明した[470]。

### 12月
- 7日 - 【訃報】植木等（2007年没）の付け人として芸能界入りし、テレビの演芸・バラエティ番組や映画、テレビドラマなど数々の作品に出演、ラジオでは自身の出身地である福岡発の全国放送番組『博多屋台 こまっちゃん』（2009年 - 2014年、NHKラジオ第一、NHK福岡放送局制作）の屋台大将（店主）として出演した経歴を持つコメディアン（第10代日本喜劇人協会会長）の小松政夫（本名：松崎雅臣）がこの日朝、肝細胞がんのため東京都内の病院で死去（78歳没）。訃報は11日に判明した[471]。
- 9日 - 【訃報】兄弟漫才トリオ「横山ホットブラザーズ」のリーダーで、のこぎりや鍋などを使った創作楽器で演奏する漫才で人気を博し、2009年に上方演芸殿堂入り、2017年6月には大阪市の無形文化財にも指定され、ラジオ番組では毎日放送『ホットのしゃべって当てまショー!』のパーソナリティを務めたことで知られた漫才師の横山アキラ（本名：横山彰）がこの日、腎不全のため、大阪市内の療養施設で死去（88歳没）[472]。
- 13日 - 【訃報】女性殺陣師の草分け的存在で「浅香光代一座」を旗揚げし、東京・浅草を本拠に演劇活動を続け、俳優としても映画・テレビドラマに数多く出演、ラジオの世界では、TBSラジオ『大沢悠里のゆうゆうワイド』のパートナーを務めたことがある女優・タレント・殺陣師の浅香光代（本名・北岡昭子）がこの日未明、膵臓がんのため死去（92歳没）[473]。
- 18日 - 【人事】文化放送は同日付で代表取締役社長の上口宏を代表権のない会長に、取締役の斉藤清人を新しい代表取締役社長にそれぞれ就任させる人事を即日執行した[474]。
- 20日 - 【訃報】佐川満男『今は幸せかい』、松崎しげる『黄色い麦わら帽子』、細川たかし『心のこり』『北酒場』などの数々のヒット曲の作曲者として知られ、ラジオ番組ではラジオ大阪『歌は世につれ……歌好きドン!』のパーソナリティを2010年から本年9月まで務めるなど多彩な活動で知られた作曲家の中村泰士がこの日夜、肝臓がんのため大阪市内の病院で死去（81歳没）。中村の訃報は24日に公表された[475]。
- 23日 - 【訃報】日本レコード大賞を作詞家として三度受賞したのを始め、ザ・ピーナッツ『恋のフーガ』や由紀さおり『手紙』、アン・ルイス『グッド・バイ・マイ・ラブ』など数々のヒット曲の作詞で昭和歌謡界に大きな地位を築き、ラジオ番組では文化放送『アンファーPresents なかにし礼「明日への風」』（2014年）のパーソナリティを務めた作詞家・小説家のなかにし礼（本名・中西禮三）がこの日早朝、心筋梗塞のため東京都内の病院で死去（82歳没）[476][477]。
- 24日 - 【訃報】「ABCの本」「あいうえおの本」などの絵本による繊細な風景画詩情とユーモアのあふれる画風の絵画や、週刊朝日に連載されていた司馬遼太郎の紀行文『街道をゆく』の挿絵など旅情あふれる風景画で親しまれ、ラジオ番組でも、NHK-FM『日曜喫茶室』の常連客（準レギュラー）として出演したことで知られた画家の安野光雅がこの日、肝硬変のため死去（94歳没）。訃報は2021年1月16日に公表された[478]。
- 31日 - 【施設・中京広域圏】東海ラジオの東京スタジオ（東京都千代田区内幸町、日比谷中日ビル内）が閉鎖、46年にわたる歴史に幕[479]。

## 節目

### 開局周年
※NHKについての「開局」は、ラジオ第1放送・ラジオ第2放送を指し、当該放送局に第1放送・第2放送が存在しない場合はFM放送開始の時期を指す。
3月25日
NHK宮崎放送局ラジオ第2放送開始70周年。
4月1日
- 開局70周年 - NHK鳥取ラジオ第2放送
- 開局60周年 - 東海ラジオ放送、和歌山放送
- 開局50周年 - エフエム大阪
- 開局35周年 - エフエム秋田、富山エフエム放送
- 開局30周年 - エフエム石川

4月15日
NHK金沢放送局ラジオ放送開始90周年。
4月25日
NHK旭川放送局ラジオ第2放送開始70周年。
4月26日
エフエム東京開局50周年。
5月25日
京都放送滋賀ラジオ放送局（KBS滋賀）放送開始60周年。
6月1日
三重エフエム放送開局35周年。
7月1日
ラジオ沖縄開局60周年。
7月15日
エフエム福岡開局50周年。
9月1日
NHK仙台放送局、NHK熊本放送局ラジオ第2放送開始75周年。
9月3日
NHK札幌放送局ラジオ第2放送開始75周年。
9月10日
NHK広島放送局ラジオ第2放送開始75周年。
10月1日
- 開局35周年 - エフエム岩手、エフエム群馬
- 開局30周年 - Kiss-FM KOBE、エフエム大分
- 開局25周年 - エフエム福島

10月16日
FM COCOLO開局25周年。
11月1日
エフエム熊本開局35周年。
12月1日
エフエム山口開局35周年。
12月20日
横浜エフエム放送開局35周年。

### その他

#### 番組開始・開局以外
5月3日
全国ラジオネットワーク（NRN）発足55周年。
5月10日
東京放送ホールディングス（TBSラジオの放送持株会社）創立70周年。
9月1日
毎日放送が、本社・演奏所を吹田市にあった千里丘放送センターから大阪市北区茶屋町の現本社に移転30周年。
10月1日
STVラジオ、札幌テレビ放送からの分社および独立15周年。
12月1日
IPサイマルラジオサービス「radiko」の本サービス開始10周年。
12月25日
MBSメディアホールディングス（毎日放送の放送持株会社）創立70周年。

### 番組周年
- 4月
  - 30周年
    - 森本毅郎・スタンバイ!（TBSラジオ）

  - 20周年
    - 関西ラジオワイド（NHK大阪放送局/NHKラジオ第1放送）

  - 10周年
    - 水曜JUNK 山里亮太の不毛な議論（TBSラジオ）
    - 兵動大樹のほわ〜っとエエ感じ。（朝日放送ラジオ）
- 5月
  - 50周年
    - 土曜ワイドラジオTOKYOシリーズ（TBSラジオ）
- 7月
  - 60周年
    - 歌声は風にのって（ラジオ関西）
- 10月
  - 15周年
    - SCHOOL OF LOCK!（TOKYO FM）

### 記念回
- 8000回 - 大沢悠里のゆうゆうワイド土曜日版（2月8日、TBSラジオ）[注 42][480]
- 5000回 - えっちゃんのたんぽぽ倶楽部（6月2日、南日本放送）[481]
- 3500回 - 聖教新聞ラジオライブラリー「新・人間革命」（9月8日、文化放送）[注 43]
- 1300回 - ばんばひろふみ!ラジオ・DE・しょー!（4月8日、ラジオ関西）
- 1000回
  - 1月14日 - 水森英夫のチップイン歌謡曲[482]
  - 4月8日 - 346 GROOVE FRIDAY（FM長野）[483]
  - 8月5日 - オールナイトニッポン MUSIC10（ニッポン放送）
  - 10月18日 - SAPPORO HOT 100（エフエム・ノースウェーブ）
  - 12月5日（4日深夜） - 嵐・相葉雅紀のレコメン!アラシリミックス（文化放送）[484]
- 900回
  - 6月28日 - 新テニスの王子様 オン・ザ・レイディオ（文化放送）[485][注 44]
  - 8月17日 - カフェイン11（ベイエフエム）[486]
- 700回
  - 9月12日（11日深夜） - 金曜JUNK バナナマンのバナナムーンGOLD（TBSラジオ）[487]
  - 9月20日 - 志の輔ラジオ 落語DEデート（文化放送）[488]
- 600回 - テキトーナイト!!（11月7日、静岡放送）
- 500回
  - 8月20日 - BRUNCH STYLE（ZIP-FM）[489]
  - 11月7日 - 青だよ!たくちゃん!（南日本放送）
- 400回
  - 5月30日（29日深夜） - 東映公認 鈴村健一・神谷浩史の仮面ラジレンジャー（文化放送）[490]
  - 5月31日（30日深夜） - 柏木由紀のYUKIRIN TIME（エフエム東京）[491]
  - 8月30日 - 空よ!（熊本放送）
  - 11月29日
    - 乃木坂46の「の」（文化放送）[492]
    - 爆夜〜BAKUNAI（アール・エフ・ラジオ日本）[493]
- 300回 - 菊地真衣のこんなんで、いいのかYO!?（12月29日、茨城放送）
- 200回
  - 4月11日 - WA!ERA（和歌山放送）[494]
  - 5月31日 - マジカル・パンチラインのマジラジ（アール・エフ・ラジオ日本）[495]
  - 7月28日 - 三森すずことアニソンパラダイス（NHK-FM）[496]
  - 7月29日（28日深夜） - うしろシティ 星のギガボディ（TBSラジオ）[497]
  - 7月29日（28日深夜） - 深夜の音楽食堂（横浜エフエム放送）[498]
  - 8月2日 - 水瀬いのり MELODY FLAG（文化放送）
- 100回
  - 5月31日（30日深夜） - 鈴木愛理 あいりまにあRadio（RKB毎日放送）[499]
  - 6月28日 - 木村拓哉 Flow supported by GYAO!（エフエム東京）[500]

## 主な放送番組

### 開始番組

#### 2020年1月放送開始
エフエム北海道
- 2日（1日深夜） - サウンドハイタイド（火曜<月曜深夜> - 金曜<木曜深夜> 3:30 - 4:00）[501]
- 3日（2日深夜）
  - 鈴木愛奈のring A radio（出演：鈴木愛奈。金曜<木曜深夜> 1:00 - 1:30）[501]
  - GLAY RADIO FAN MEETING（出演：KARASU。金曜<木曜深夜> 1:30 - 2:00）[501]

エフエム福島
- 1日 - 山猿 あいことば（出演：山猿。水曜 21:30 - 21:55）[502]

エフエム山形
- 1日 - Chair Lift Radio（出演：丹野幹也。水曜 21:00 - ）[503]

TBSラジオ
- 4日
  - さらば青春の光がTaダ、Baカ、Saワギ（出演：さらば青春の光。土曜17:15 - 17:30）[504]
  - アットホームpresents 藤田ニコルのあしたはにちようび（出演：藤田ニコル。土曜 19:00 - 20:30）[6]
- 14日 - ラジオ、できるかな?（出演：宇多丸（RHYMESTER）ほか。火 - 金曜 17:50 - 18:00）[505]

文化放送
- 5日
  - 眉村ちあきのオギャなじかん（出演：眉村ちあき。日曜 18:45 - 19:00）[506]
  - 安元洋貴の笑われるセールスマン（仮）（出演：安元洋貴。日曜 20:00 - 20:30）[507]
- 7日（6日深夜） - 宮下草薙の15分（出演：宮下草薙。火曜<月曜深夜> 2:45 - 3:00）[508]

ニッポン放送
- 3日 - ガクのネ「戦國ロックラジオ 天歌奏論」（出演：冨田明宏、水島精二。金曜 20:30 - 20:50）[509]
- 6日 - RoseliaのRADIO SHOUT!（出演：Roselia、吉田尚記。月曜 20:20 - 20:50）[510]

アール・エフ・ラジオ日本
- 4日 - ○○の壁（出演：枡田絵理奈、小原正徳（不動産科学研究所）。土曜 8:00 - 8:15）[511]
- 5日（4日深夜） - 冗談スナイパー（出演：宮川賢、DreamZone。日曜<土曜深夜> 2:00 - 2:30）[512]
- 6日（5日深夜） - ハロプロ研修生の只今ラジオ勉強中!!（出演：ハロー!プロジェクト研修生。月曜<日曜深夜> 0:30 - 1:00）[513]

ベイエフエム
- 4日 - のぞみとまるり（出演：寺沢希美、MaRuRi（まるりとりゅうが）。土曜 22:30 - 23:00）[514]

横浜エフエム放送
- 2日（1日深夜） - Share the Night（出演：Run Girls, Run!。木曜<水曜深夜> 1:00 - 2:00）[515]
- 4日 - サタデーradio 調子 土〜yo!!（出演：KIMI、U-YEAH（DA PUMP）。土曜 22:00 - 22:30）[516]

エフエム石川
- 3日 - 宮崎由加のPinky Friday（出演：宮崎由加。金曜 18:30 - 19:00）[517]

エフエム富士
- 3日 - 黒木渚の棘（出演：黒木渚。金曜 19:00 - 19:54）[518]
- 4日 - Radio MEETIA（出演：マンスリーパーソナリティ。土曜 19:30 - 20:00）[518]
- 6日 - 冠徹弥の冠番組（出演：冠徹弥。月曜 19:00 - 19:30）[518]

CBCラジオ
- 4日 - BlooDyeLine supported by Simeji（出演：BlooDye。土曜 19:30 - 20:00）[519]

エフエム愛知
- 7日（6日深夜） - LIVE812 on the Radio!（出演：池田志帆。火曜<月曜深夜> 1:30 - ）[520]

朝日放送ラジオ
- 5日（4日深夜） - 大阪あきんどラジオ!（出演：起業家ジョー、落水七重。日曜<土曜深夜> 2:30 - 3:00）[521]

大阪放送
- 4日 - 野津山幸宏・葉山翔太 Noplan Night!（出演：野津山幸宏、葉山翔太。土曜 23:30 - 翌0:00）[522]
- 10日 - Hit&Hit!Friday!!（出演：髙岡美樹。金曜 14:00 - 16:30）[523]
- 21日（20日深夜） - YunkaのLive my Dream（出演：Yunka。火曜<月曜深夜> 0:30 - 0:45）[524]

FM802
- 4日 - FM802 Radio Fields（出演：山村隆太（flumpool）。 土曜 21:00 - 22:00）[525]

エフエム大阪
- 5日（4日深夜） - つぼみ大革命のOSAKA DNA（出演：つぼみ大革命。日曜<土曜深夜> 1:00 - 1:30）[526]

兵庫エフエム放送
- 3日 - Kiss BASKETBALL FREAKS supported by ワールドグループ（出演：サーカスフォーカス。金曜 20:00 - 20:30）[527]

京都放送
- 5日
  - イイネ（出演：福盛訓之、林建（ギャロップ）、仙石幸一、橘ゆりか。日曜 17:30 - 18:00）[528]
  - 地下鉄に乗るっ〜京都建設案内〜（出演：谷誠菜、長家美琴、新田彩音、松河鈴奈。日曜 18:15 - ）[529]

山陰放送
- 14日 - なまラテ（出演：宇田川修一（火 - 水曜）、森田初実（火曜）、中島早也佳（水曜） 15:50 - 16:50）[530]

中国放送
- 6日 - MUSIC FLAG（出演：月替わりパーソナリティ。月曜 21:30 - 22:00）[531]

エフエム愛媛
- 2日 - おトク・ナットク スマホはFiimo（出演：窪田ゆうこ、木曜 16:00 - 16:05）[532]

九州朝日放送
- 9日 - AKB48倉野尾成美のMinami Aso Goodラジオ（出演：倉野尾成美（AKB48）。木曜 13:40 - ）[533]

エフエム福岡
- 19日 - FM FUKUOKA 50th Anniversary & LDH Perfect Year Special!! 〜THE NINE WORLDS presents EXILE 黒木啓司 STATION REMIX〜（出演：黒木啓司。第3日曜 19:00 - 20:00）[534]

エフエム長崎
- 8日 - go!go!vanillasジェットセイヤの「GO!GO! JETT RADIO」（出演：ジェットセイヤ（go!go!vanillas）。水曜 21:00 - 21:30）[535]

エフエム大分
- 9日 - go!go!vanillasのしゃあしい電波でしんけん騒ぐで!（出演：牧達弥（go!go!vanillas）、長谷川プリティ敬祐（go!go!vanillas）。木曜 18:00 - 18:15（『KNOCK!』内））[535]

#### 2020年2月放送開始
エフエム北海道
- 5日（4日深夜） - asatan presents Hitoshi Inoue CONNECTALK（出演：井上仁志。水曜<火曜深夜> 1:30 - 2:00）

エフエム秋田
- 7日 - こはるひよりの Come on!!声優部★（出演：こはるひより。金曜 22:55 - 23:00）[536]

J-WAVE
- 3日 - at home QUIET POETRY（出演：菅原敏。月 - 木曜 23:55 - 翌0:00）[537]

アール・エフ・ラジオ日本
- 3日 - 囲碁将棋と明日美のハッピーフロンターレ!!!（出演：囲碁将棋、奥田明日美）[538]

エフエムナックファイブ
- 3日 - エネクル presents まいにちザキヤマ（出演：山崎弘也（アンタッチャブル）。月 - 木曜 17:50 - 18:00）[539]

茨城放送
- 6日 - ロボッツ ロッカールーム（出演：上田まりえ。木曜 21:00 - 21:30）[540]

栃木放送
- 3日 - APESのだらだら天国（出演：APES。月曜 21:00 - 21:30）[541]

朝日放送ラジオ
- 1日 - ドローンネット Presents SKY FIGHT ラジオ（出演：井上裕介（NON STYLE）、石田安奈、SAORI、ゆな、さくら、馬場海河、池田翼 他。土曜 21:30 - 22:00）[542]

兵庫エフエム放送
- 2日（1日深夜） - ガムラジ（出演：G.U.M。日曜<土曜深夜> 1:00 - 1:30）[543]

南海放送
- 18日 - びっくりせいこりん（出演：大森靖子。〔痛快!杉作J太郎のどっきりナイト7火曜 内〕）[544]

RKB毎日放送
- 4日 - 中山優馬のYUMAにあ（出演：中山優馬。火曜 23:00 - 23:30）[545]

#### 2020年3月放送開始
NHKラジオ第1放送
- 20日 - 小関裕太のミュージックストーリーズ（出演：小関裕太。不定期放送）[546]
- 30日 - らじるラボ（出演：吾妻謙。月 - 金曜 8:30 - 11:50）[64]

北海道放送
- 30日 - After Beat〜アフタービート〜（出演：金子智也、アキオカマサコ（金曜）。月 - 金曜 16:00 - 17:30）[547]

エフエム北海道
- 5日 - 波よ聞いてくれ 〜Wave,Listen to me!〜（出演：杉山里穂。木曜 21:00 - 21:30）[548]

IBC岩手放送
- 30日 - ゲツキンライブ1745（出演：松原友希（月曜）、川島有貴（火曜）、長谷川拳杜（水曜）、加藤久智（木曜）、清水康志（金曜）。月 - 金曜 17:45 - 18:30）[549]
- 31日 - #げんまか?いまいか?…!（出演：弦間彩華、今井日奈子（交代制）。火曜 18:30 - 19:00）[550]

文化放送
- 30日 - SDGs Voice（出演：伊藤佳子、鈴木純子、西川文野、長麻未、舘谷春香 ほか。月 - 金曜 5:08 - 5:10、17:50 - 17:55）[551]

ニッポン放送
- 3日（2日深夜） - 香椎かてぃの喫煙所探訪（出演：香椎かてぃ（ZOC）。火曜<月曜深夜> 0:53 - 0:58）
- 4日（3日深夜） - 湯気の向こうに人生が見える。ユイ・ガ・ドクソンのお悩み拉麺相談（出演：ユイ・ガ・ドクソン（GANG PARADE）。水曜<火曜深夜> 0:53 - 0:58）
- 5日（4日深夜） - 十束おとは 自作PCの世界（出演：十束おとは（フィロソフィーのダンス）。木曜<水曜深夜> 0:53 - 0:58）
- 6日（5日深夜） - 根岸可蓮の5分なにしてますか?ラジオ好きですか?アニメ語っていいですか?（出演：根岸可蓮（たこやきレインボー）。金曜<木曜深夜> 0:53 - 0:58）
- 27日 - 望月智之 イノベーターズ・クロス（出演：望月智之 ほか。金曜 21:20 - 21:40）[552]
- 31日（30日深夜） - Lantis Presents 熊田茜音 アカネノ音（出演：熊田茜音。火<月曜深夜> - 金曜<木曜深夜> 0:53 - 0:58）[553]
- 31日（30日深夜） - ファーストサマーウイカのオールナイトニッポン0(ZERO)（出演：ファーストサマーウイカ。火曜<月曜深夜> 3:00 - 4:30）[554]

エフエム東京
- 30日 - TOKYO SLOW NEWS（出演：速水健朗、木曜週替わりパートナー（伊藤詩織（1・5週目）、堤未果（2週目）、西村カリン（3週目）、浜田敬子（4週目））。月 - 木曜 20:00 - 21:00）[555]

J-WAVE
- 7日 - SHIBUYA DESIGN（出演：千葉徹也、武藤千春。土曜 15:00 - 17:00）[556]

エフエムナックファイブ
- 30日 - THE SEITARO★RADIO SHOW「1700」（出演：大野勢太郎。月 - 木曜 17:00 - 17:50）[557]
- 31日 - D.Y.TのDo your Tuseday（出演：D.Y.T。火曜 21:45 - 22:00〔Nutty Radio Show THE魂内）〕）[557]

茨城放送
- 30日 - グロービス みんなの相談室（出演：グロービス経営大学院教員。月曜 18:45 - 18:55）[558]

CBCラジオ
- 30日 - Jam9のラブユニバ!?（出演：Jam9。月曜23:30頃〔BOYS AND MEN 栄第七学園男組内〕）[559]

岐阜放送ラジオ
- 30日 - ココロのオト 昼レコ!（出演：小松肇、西金之助。11:00 - 13:55）[560]

エフエム愛知
- 30日
  - ONE MORNING AICHI（出演：崎正宗（月 - 水曜）、重田優平（木・金曜）。月 - 金曜 6:00 - 8:00）[561]
  - MORNING BREEZE（出演：水城あやの（月 - 水曜）、小林美鈴（木・金曜）。月 - 木曜 8:20 - 10:50　金曜 8:20 - 10:45）[561]
  - DAYDREAM MAGIC（出演：吉川朋江。月 - 木曜 11:30 - 14:30）[561]
  - AFTERNOON COLORS（出演：橋口侑佳（月・火曜）、佐井祐里奈（水・木曜）。月 - 木曜14:30 - 17:00）[561]
  - EVENING STREET（出演：黒岩唯一。月 - 木曜 17:00 - 19:30）[561]

静岡放送
- 30日
  - 内山絵里加のふくわうち（出演：内山絵里加、大久保ノブオ（月曜）、八木真澄（サバンナ）（火曜）、有村崑（木曜）、レイザーラモンRG（木曜）。月 - 木曜 13:00 - 16:00）[562]
  - 佐藤竹善 from Sing Like Talking「レコード部屋」（出演：佐藤竹善。月曜 18:00 - 18:30）[562]

三重エフエム放送
- 30日 - Pick up On Mie 〜POMie!〜（出演：清田のぞみ（月 - 水曜）、野木亜沙美（木 - 金曜）。月 - 木曜 7:30 - 8:55、金曜 7:30 - 10:00）[563]

朝日放送ラジオ
- 24日 - 田淵麻里奈の夜あそびはココから（出演：田淵麻里奈。火 - 木曜 21:05 - 21:50）[564]
- 31日（30日深夜） - ミルクボーイの煩悩の塊（出演：ミルクボーイ。火曜<月曜深夜> 0:30 - 1:00）[565]

毎日放送
- 24日 - 市川いずみのベースボールパークEXトラ!（出演：市川いずみ ほか。火 - 木曜 21:00 - 21:50）[566]

中国放送
- 30日 - ヨルノバ（出演：田村友里、KAYLL、Vo.ムカイダー。月曜 21:00 - 23:30）[567]

西日本放送
- 30日 - CHIT CHAT RADIO（出演：奥田麻衣、原博文（月曜）、亀谷哲也、植松恭子（火曜）、仁多田まゆみ、香川秀夫（水曜）、石橋雅子、村上モリロー（木曜）。月 - 木曜 13:00 - 16:20）[568]

南海放送
- 30日 - トライシグナルの月曜日からご褒美（出演：トライシグナル。月曜 21:00 - 21:30）[569]

エフエム愛媛
- 1日 - 英雄星ラジオ（出演：若藤昌男、中村隆。日曜 22:00 - 22:30）[570]

長崎放送
- 30日
  - NBCラジオ ザ・チャージ!（出演：平松誠四郎、斉藤絹子（月 - 木曜）、寄川淑仔、岡本憲明（金曜）。月 - 金曜 17:15 - 18:45）[571]
  - 星光プレゼンツ ホシノヒカリ（出演：村島佳佑。月曜 20:00 - 20:30）[572]

大分放送
- 30日 - 情熱ライブ!Voice（出演：海原みどり、小野亜希子、小田崇之、北里典子（月曜）、渡辺敬大、池田麻衣子、村津孝仁、北里典子（火曜）、賎川寛人、財前真由美、村津孝仁、北里典子（水曜）、賎川寛人、高嶋和代、吉田諭司、財前真由美（木曜）、平山沙絵、實山加代子、吉田諭司、（金曜）。月曜 - 金曜 7:00 - 16:40）[573]

エフエム大分
- 30日
  - Sky Tune OITA（出演：DJ NAVE、首藤まみか（月・火曜）、TATSU、米澤有加（水 - 金曜）。月 - 金曜 7:30 - 10:00）[574]
  - OITA MAGIC HOUR（出演：クボタヨシフミ（月曜）、梶原史帆（火曜）、大野タカシ（水曜）、前田裕美（木曜）。月 - 木曜 17:00 - 18:55）[574]

琉球放送
- 30日
  - アップ!!（出演：仲村美涼、首里のすけ（月 - 水曜）、鎌田宏夢、山田真理子（木・金曜） ほか。月 - 金曜 7:00 - 9:50）[575]
  - 具志堅ストアー（出演：具志堅将司（月 - 金曜）、棚原里帆（月・火曜）、MAIKO（水・木曜）、真栄城美鈴（金曜）。月 - 金曜 14:00 - 15:40）[575]
  - わんDAY（出演：ベンビー（月 - 金曜）、中村一枝（月 - 水曜）、田久保諭（木 - 金曜）。月 - 金曜 17:00 - 19:30）[575]

JFN
- 30日 - ビートルズは終わらない〜The Beatles 4 Ever〜（出演：登坂淳一。エフエム高知ほか）[576]

#### 2020年4月放送開始
ラジオNIKKEI第1
- 1日
  - SHOWAプレイバック〜あの頃の、コト、モノ、ウタ〜（出演：つのだ☆ひろ、大里希世。水曜 12:00 - 12:20）[577]
  - RaNi Music♪Remember（平日 21:15 - 21:30）[577]
- 2日
  - 櫻井英明のライフプラン研究所（出演：櫻井英明、正木彰夫、飯村美樹。木曜 17:00 - 17:30）[577]
  - 小次郎講師のチャートラボラトリー（出演：小次郎講師、陽和ななみ、神藤将男。木曜 17:30 - 17:45）[577]
- 6日 - 江守哲・坂本慎太郎の投資戦略アワー（出演：江守哲、坂本慎太郎。月曜 16:50 - 17:50）[577]
- 3日
  - シネマ 銀幕の夜（出演：斉藤洋美、矢間敏彦。金曜 18:00 - 18:30）[577]
  - 民族ハッピー組のハッピー向上委員会（出演：遠矢るい、永井杏樹、千代絢子、望月琉叶、馬渕恭子、椎原えみ、鬼瓦トイ子、小泉里紗（民族ハッピー組）。第1・第3・第5金曜 23:30 - 翌0:00）[577]
- 4日 - 朗読あぷり〜ページのない読書会（出演：内藤和美、斉藤由織。土曜 20:00 - 20:30）[577]
- 7日
  - FOREXチャンネル（出演：山中康司、ひろぴー、内田まさみ。火曜 16:00 - 16:30）[577]
  - マーケット・トレンドPLUS（出演：大橋ひろこ。火曜 16:30 - 16:45）[577]

NHK第1放送
- 3日 - 高橋源一郎の飛ぶ教室（出演：高橋源一郎。金曜 21:05 - 21:55）[578]

NHK-FM放送
- 5日
  - ×（かける）クラシック（出演：市川紗椰、上野耕平。日曜 14:00 - 15:50）[579]
  - ディスカバー・ビートルズ（出演：杉真理、和田唱（TRICERATOPS）。日曜 21:00 - 22:00）[580]

北海道放送
- 5日
  - ミュージック&スポーツ バラエティ サンデーストーリー（出演：波多野裕太。日曜 9:00 - 9:45）[547]
  - 音ドキッ!R（出演：グッチー。日曜 11:00 - 11:55）[547]
  - ハロプロ研修生北海道のHello! リアル☆スクール（出演：ハロプロ研修生北海道、堰八紗也佳。日曜 23:00 - 23:30）[581]

STVラジオ
- 3日 - おかゆのほっかいどう流し旅（出演：おかゆ。金曜 15:20 - 15:28〔まるごと!エンタメ〜ション内〕）[582]
- 5日 - 堺なおこの人生100年時代の処方箋（出演：堺なおこ。日曜 9:15 - 9:30）[583]
- 25日（24日深夜） - THE ORAL CIGARETTES “弟の音々”（出演：THE ORAL CIGARETTES。第4土曜<金曜深夜> 0:00 - 〔田村次郎のTAMURADIO内〕）[584]

エフエム北海道
- 1日 - BBHF Talks（出演：BBHF。水曜 21:30 - 21:55）[585]
- 4日
  - 就活DO（出演：赤坂武道、藤山博史。土曜 18:00 - 18:25）[586]
  - KITARHYTHM（出演：花男、Chima。土曜 18:30 - 18:55）[587]
- 8日（7日深夜） - asatan presents CONNECTALK（出演：井上仁志（THE TON-UP MOTORS）。水曜<火曜深夜> 1:30 - 2:00）[587]

エフエム・ノースウェーブ
- 2日 - KEI_HAYASHI’s All That Jam（出演：KEI_HAYASHI。木曜 23:00 - 翌0:00）[588]
- 5日 - Rock Vibrations!（出演：ちゃぼ、ラモーン鉄男。日曜 19:00 - 20:00）[589]

エフエム青森
- 1日 - AO-MORNING（出演：中里玲奈（月 - 木曜）、 坂口千夏（金曜）。月 - 金曜 7:30 - 8:00、8:20 - 8:55）[590]

東北放送
- 7日 - ラジオ”祥”case（出演：浅野祥。火曜 16:40 - 16:50）[591]
- 21日 - 火曜日アナウンス部（出演：週替わり。火曜 18:00 - 20:00）[592]

エフエム秋田
- 4日 - ダックスムーンのランチ dé ポップス（出演：ダックスムーン、長谷川真由美。土曜 12:00 - 12:25）[593]

エフエム山形
- 22日 - 阿部菜々実 ナナミナラジオ（出演：阿部菜々実。第4水曜 18:15頃〔MAGIC内〕）[594]

ラジオ福島
- 5日 - ジャガーズの”ジャニー通”（出演：ジャガーズ。日曜 22:00 - 22:30）[595]

TBSラジオ
- 1日（31日深夜） - BEYOOOOONDS Oの数は5つです（出演：BEYOOOOONDS。水曜<火曜深夜> 3:35 - 3:50）[596]
- 3日 - 講談社 presents 小森谷徹の「あした話したくなるラジオ」（出演：小森谷徹、金井憧れ。金曜 17:50 - 18:00）[597]
- 4日（3日深夜） - マイナビ Laughter Night 真空ジェシカのラジオ父ちゃん（出演：真空ジェシカ。土曜<金曜深夜> 0:30 - 1:00）[598]
- 4日
  - LOVE RAINBOW TRAIN（出演:MISIA、バビ江ノビッチ。土曜 20:00 - 21:00）[599]
  - 納言のイチナナゴン!〜17Liveでおいしゃーす〜（出演：納言。土曜 21:45 - 22:00）[600]
  - ねおTALK ABOUT（出演：ねお。〔TALK ABOUT内〕）[601]
- 5日
  - 松岡茉優 マチネのまえに（出演：松岡茉優。日曜 12:00 - 12:30）[602]
  - ヨネックス presents 高島礼子のトーキングウォーキング（出演：高島礼子。日曜 9:50 - 10:00）[597]
  - 新米記者・松本穂香です。（出演：松本穂香。日曜 12:30 - 13:00）[597]
  - マンスリーチャンネル（出演：月替わり。日曜 17:30 - 18:00）[603]

文化放送
- 2日（1日深夜） - 女が音楽を始めるときはモテたいからじゃない（出演：コレサワ、竹内アンナ、NakamuraEmi、FINLANDS (塩入冬湖)、ヒグチアイ（週替わり交代）。木曜<水曜深夜> 2:30 - 3:00）[604]
- 3日（2日深夜） - SingerSongDriversの和気あいあい（出演：SingerSongDrivers。金曜<木曜深夜> 2:30 - 3:00）[605]
- 4日（3日深夜） - 楠木ともり The Music Reverie（出演：楠木ともり。土曜<金曜深夜> 1:00 - 2:00）[606]
- 4日
  - 昇々・ぴっかり☆ はまきんっサタデー（出演：春風亭昇々、春風亭ぴっかり。土曜 5:05 - 5:20）[607]
  - のんのにっぽんのごはん（出演：のん、岬まき。土曜 17:45 - 18:00）[608]
  - 週刊秋田書店 ラジオ編集部（出演：赤﨑千夏、伊東健人。土曜 22:40頃〔A&G TRIBAL RADIO エジソン内〕）[609]
  - Paradox Live Radio（出演：Paradox Live 出演キャスト。土曜21:45頃 - 21:54頃〔A&G TRIBAL RADIO エジソン内〕）[610]
- 5日
  - Society5.0 香格里拉（出演：柴田阿弥。日曜 10:00 - 13:00）[89]
  - 柴田阿弥とオテンキのりのジャパン5.0（出演：柴田阿弥、オテンキのり。日曜 12:20 - 12:35〔Society5.0 香格里拉内〕）[611]
  - アインシュタイン・山崎紘菜 Heat&Heart!（出演：アインシュタイン、山崎紘菜。日曜 16:00 - 16:55）[612]
  - 日向坂46の「ひ」（出演：日向坂46。日曜 18:30 - 19:00）[613]
  - にじさんじpresentsリゼるるListen（出演：リゼ・ヘルエスタ、鈴原るる。日曜 20:00 - 20:30）[614]
- 6日（5日深夜） - RADIO HAMAMATSUCHO（出演：入江玲於奈、木村昴、廣瀬千夏、神楽あかり。月曜<日曜深夜> 1:00 - 1:30）[615]

ニッポン放送
- 3日（2日深夜） - 水溜りボンドのオールナイトニッポン0(ZERO)（出演：水溜りボンド。金曜<木曜深夜> 3:00 - 4:30）[554]
- 4日 - SixTONESのオールナイトニッポンサタデースペシャル（出演：SixTONES。土曜 23:30 - 翌1:00）[63]
- 10日 - 吉田拓郎のオールナイトニッポンGOLD（出演：吉田拓郎。金曜 22:00 - 翌0:00（※月1回））[616]

InterFM897
- 3日 - George's Melting Pot（出演：ジョージ・ウィリアムズ。金曜 13:00 - 16:00、日曜 15:00 - 16:00）[617]
- 7日 - LBDのメイクルーム（出演：Little Black Dresss。火曜 20:00 - 20:30）[618]
- 20日
  - rock field 897（出演：rock field所属グループ（週替わり）。月曜 22:00 - 23:00）[619]
  - DIALOGUE+ONLINE（出演：DIALOGUE+（メンバー2人が週替わりで担当）。月曜 23:00 - 翌0:00）[619]
- 21日 - アソビラヂヲ（出演：ゆうたろう、NANAMI、古関れん、Klang Ruler、OWNCEAN (UNA+MATCHA)、ChiMy、矢部ユウナ ほか。火曜 22:00 - 翌3:00）[619]
- 22日 - SPEEDSTAR MUSIC presents「あしたは木曜日」（出演：スピードスター・ミュージック所属アーティスト（週替わり）。水曜 22:00 - 23:00）[619]
- 23日
  - 佐藤満春のジャマしないラジオ（出演：佐藤満春。木曜 22:00 - 23:00）[619]
  - 岸本鮎佳&渋江譲二「艶っぽい夜」（出演：岸本鮎佳、渋江譲二。木曜 23:00 - 翌0:00）[619]
- 24日 - SLICE OF SEKAI（出演：cadode。金曜 23:00 - 翌0:00）[619]
- 28日（27日深夜）
  - KAWAII MUSIC presents とびきり!「KAWAII」MUSIC（出演：天輝おこめ。火曜<月曜深夜> 0:00 - 1:00）[620]
  - VTuber music DJ's #VMDJ（出演：TAKUYA the bringer（秋葉原エンタス）。火曜<月曜深夜> 1:00 - 2:00）[620]
  - technoplanet MIX（出演：technoplanet。火曜<月曜深夜> 2:00 - 2:30）[620]
  - たかぴぃのクリエイターズ ミッドナイト（出演：たかぴぃ。火曜<月曜深夜> 2:30 - 3:00）[620]
- 29日 - ラックライフ PONの週刊ぽんすぽん!（出演：PON（ラックライフ）。水曜 23:00 - 翌0:00）[620]

エフエム東京
- 1日
  - 豆柴LOCKS（出演：豆柴の大群。月 - 木曜 22:55 - 23:00）[555]
  - ヒゲダンLOCKS! supported by カルピスウォーター（出演：Official髭男dism。水曜 23:10頃 - ）[555]
- 2日 - サステナ*デイズ（出演：小野寺愛。木曜 11:30 - 13:00）[555]
- 3日
  - JUMP UP MELODIES TOP 20 supported by Ginza Sony Park（出演：鈴木おさむ、陣（THE RAMPAGE from EXILE TRIBE）。金曜 12:00 - 14:55）[555]
  - TOKYO TEPPAN FRIDAY supported by Ginza Sony Park（出演：中西哲生、横山ルリカ。金曜 15:00 - 16:55）[555]
- 4日
  - LACOCO presents Love Myself（出演：マギー。土曜 12:30 - 12:55）[621]
  - リリー・フランキー「スナック ラジオ」（出演：リリー・フランキー。土曜 16:00 - 16:55）[555]
  - Monthly Artist File-THE VOICE-（出演：月替わりアーティスト。土曜 17:00 - 17:55）[555]
- 5日（4日深夜） - Jazz Reminiscence（出演：山中千尋。日曜<土曜深夜> 3:30 - 4:00）[555]
- 5日
  - オカダ・カズチカ SUNDAY RAINMAKER（出演：オカダ・カズチカ。日曜 6:00 - 6:30）[555]
  - SEKAI NO OWARI “The House”（出演：SEKAI NO OWARI。日曜 12:00 - 12:25）[622]
  - キリン一番搾り 全国パーソナリティ「これが私の一番おいしい!」リレー（出演：浜崎美保。日曜 15:50 - 15:55）[555]
  - TOKYO FM開局50周年記念番組『True Stories』（出演：鈴木杏、週替わりゲスト。日曜 18:00 - 18:55）[555]
  - Gollipop Recordのウホウホウホホー!（出演：めろん畑a go go ×The Grateful a MogAAAz。日曜 23:00 - 23:15〔Music Hot Flavor内〕）[623]
  - うむラジ（出演：ぁぃぁぃ（廣田あいか）。日曜 23:30 - 23:55）[624]
- 7日（6日深夜） - TOKYO SPEAKEASY（出演：日替わり交代。火曜<月曜深夜> - 金曜<木曜深夜> 1:00 - 2:00）[555]
- 7日
  - GRANRODEOのまだまだハートに火をつけて（出演：GRANRODEO。火曜 21:00 - 21:30）[555]
  - s**t kingzのダンサーだってしゃべりたい（出演：s**t kingz。火曜 21:30 - 21:55）[555]
- 26日（25日深夜） - 羽多野渉と古賀葵 コエ×コエ（出演：羽多野渉、古賀葵。日曜<土曜深夜> 3:30 - 4:00）[625]

J-WAVE
- 4日（3日深夜）
  - WOW MUSIC（出演：マンスリープレゼンター。土曜<金曜深夜> 0:30 - 1:00）[626]
  - TOKYO NIGHT PARK（出演：水野良樹。土曜<金曜深夜> 1:00 - 1:30）[626]
  - CREADIO（出演：佐藤オオキ、クリス智子。土曜<金曜深夜> 2:30 - 3:00）[626]
- 4日
  - ROPPONGI PASSION PIT（出演：ディーン・フジオカ、三原勇希。土曜 23:00 - 23:54）[626]
- 5日
  - Mercedes-Benz THE EXPERIENCE（出演：スガシカオ。日曜 21:00 - 21:54）[626]
  - INNOVATION WORLD ERA（出演：真鍋大度（第1週）、後藤正文（ASIAN KUNG-FU GENERATION）（第2週）、のん（第3週）、小橋賢児（第4週）。日曜 23:00 - 23:54）[626]
- 8日（7日深夜） - VISION TO THE FUTURE（出演：藤田琢己、中道大輔（Kitchen & Company 代表）。水曜<火曜深夜> 2:30 - 3:00）[626]

アール・エフ・ラジオ日本
- 3日 - Happy Voice! from YOKOHAMA（出演：杜野まこ。金曜 12:00 - 14:55）[627]
- 4日（3日深夜） - YoneとYuiの今夜もムナゲ騒ぎ（出演：モハメド ヨネ、藤沢優衣（Teen's Heaven）。土曜<金曜深夜> 3:10 - 3:25〔ROCK RUSH RADIO内〕）[628]

ベイエフエム
- 1日 - 9の音粋（出演：スージー鈴木、大村綾人（月曜）、トムセン陽子（火曜）、藤田太郎（水曜）、クリス松村（木曜）。月 - 木曜 21:00 - 22:54）[629]
- 2日（1日深夜） - モケイパドックの迷彩教育（出演：イマヤス、ナラヨシタカ。木曜<水曜深夜> 1:30頃〔MOZAIKU NIGHT内〕）[630]
- 4日（3日深夜） - 宗悟ズ Neighborhood（出演：仲村宗悟。土曜<金曜深夜> 0:00 - 0:27）[631]
- 5日
  - Good Things（出演：八代拓。日曜 21:00 - 21:55）[632]
  - 柱NIGHT! with AKB48（出演：宮崎美穂、AKB48グループ チャレンジ選抜メンバー（毎月最終週担当）。日曜 23:00 - 23:57）[633]
- 6日 - にゃんぞぬデシの鳴き語り（出演：にゃんぞぬデシ。火曜<月曜深夜> 3:00頃〔MOZAIKU NIGHT内〕）[634]

エフエムナックファイブ
- 1日（3月31日深夜） - i-rock circuit（出演：AXXX1S、だいすけ。水曜<木曜深夜> 1:40 - 2:00〔ラジオのアナ〜ラジアナ内〕）[557]
- 2日（1日深夜） - るーのつぶらじ（出演：土光瑠璃子（FES☆TIVE）。木曜<水曜深夜> 2:40 - 2:50〔ラジオのアナ〜ラジアナ内〕）[557]
- 3日（2日深夜） - w.o.dサイトウタクヤのパジャマ de ラジオ（出演：サイトウタクヤ(w.o.d)。金曜<木曜深夜> 1:40 - 2:00〔ラジオのアナ〜ラジアナ内〕）[557]
- 4日 - Saturday Morning Radio おびハピ!（出演：Happyだんばら、小尾渚沙。土曜 8:00 - 12:00）[557]

横浜エフエム放送
- 4日（3日深夜） - BUZZ STUDIO（出演：藤田優一（不定期）、海道ロバート、村山水生、柴田佳英、あいうえちあき。土曜<金曜深夜> 3:30 - 5:00）[635]
- 4日 - Harbor Blue Studio（出演：岸洋佑。土曜 19:00 - 19:30）[636]
- 6日 - 笑顔モリモリらじお（出演：幹葉（スピラ・スピカ）。月曜 18:20頃〔Tresen内〕）[637]
- 7日（6日深夜） - Listen to my dark!!（出演：ニノミヤユイ、きつね。火曜<月曜深夜> 2:30 - 3:00）[638]

茨城放送
- 1日
  - だっぺ帝国の逆襲（出演：青木智也。水曜 20:30 - 21:30）[558]
  - ロン・トゥ・ザ・エレクトロ（出演：トムソー13世、安藤銀一。水曜 21:30 - 21:55）[639]
- 3日 - 根本凪のシャカリキごじゃっぺラジオ（出演：根本凪。金曜 21:30 - 21:55）[640]
- 5日 - SUNDAY 10 Carat Numbers（日曜 13:00 - 14:55）[558]
- 13日 - 月刊アストロプラネッツ（第2月曜 18:15 - 18:25）[558]

エフエム栃木
- 3日 - LOOP CHILDしばまりの100%つながるーぷ!（出演：しばのまりこ（LOOP CHILD）。金曜 20:00 - 20:30）[641]
- 4日 - Request Program Music share（土曜 9:00 - 9:40）[642]
- 5日 - 〜DJ Gun presents〜 〜Music Shot Gun 〜Non Stop Mix〜（日曜 26:00 - ）[643]

新潟放送
- 1日 - Five S（出演：宇治田みのる。水曜 18:30 - 18:45）[644]
- 2日 - M-BOX（出演：長谷川瑞。木曜 18:30 - 18:45）[644]

富山エフエム放送
- 1日 - PASSION（出演：CHIKO（月曜）、布上智子（火曜）、高橋知春（水曜）、タナベマサキ（木曜）。月 - 木曜 17:00 - 19:00）[645]
- 3日
  - URBAN COLOR S（出演：今井隆信。金曜18:00 - 20:00）[646]
  - FRIDAY SPORTS CAFE（出演：今井隆信、西野由香。金曜 19:00 - 19:15〔URBAN COLOR S内〕）[646]

エフエム富士
- 1日 - OH!おのののか（出演：おのののか、岸田彩加。水曜 15:44 - 15:54）[647]
- 2日 - SILENT SIRENの10歳祭ラジオ（出演：SILENT SIREN。木曜 21:00 - 23:00）[648]
- 3日 - 阿部真央のゴチャゴチャらじお（出演：阿部真央。金曜 20:00 - 21:00）[649]
- 4日 - ひろのは★うたMama（出演：伊藤ひろの。土曜 19:30 - 20:00）[650]
- 7日（6日深夜） - リリー楽綺団の『ひゃーとはっこ たのまーい!!』（出演：リリー楽綺団。火曜<月曜深夜> 0:30 - 1:00）[651]
- 16日 - GIRLS・GIRLS・GIRLS =FULL BOOST= 『井上玲音のMusic Letters』（出演：井上玲音。第3・第4・第5木曜 20:00 - 20:56）[652]

長野エフエム放送
- 5日 - Sunday favorite MUSIC（出演：木河淳。日曜 18:00 - 18:55）[653]

CBCラジオ
- 3日 - 魚忠presentsウルトラ寿司ふぁいやーの全てはエンターテインメント（出演：ウルトラ寿司ふぁいやー。金曜 23:45頃〔MIX YOUTH RADIO内〕）[654]
- 4日
  - 大前りょうすけのちょいバズ!（出演：大前りょうすけ。土曜 17:00 - 19:30）[655]
  - So stoked for FANTASTICS（出演：FANTASTICS from EXILE TRIBE。土曜 19:30 - 20:00）[559]
- 5日
  - 中部大学presentsちゅとらジオ（出演：小島愛理。日曜 12:50- 13:00）[656]
  - カトリーナの全部全力!（出演：加藤里奈。日曜 13:00 - 15:0）[657]

東海ラジオ放送
- 3日（2日深夜）
  - 真田ナオキの26時の歌謡曲（出演：真田ナオキ。金曜<木曜深夜> 2:00 - 3:00）[49]
  - 青山新の歌う青春一直線!（出演：青山新。金曜<木曜深夜> 2:23頃〔真田ナオキの26時の歌謡曲 内〕）[658]
- 4日（3日深夜） - さくらガール華金満開（出演：日本さくらガールプロジェクト。土曜<金曜深夜> 0:05 - 0:15〔東海ラジオミッドナイトスペシャル〜金シャチ劇場〜内〕）[659]
- 4日 - OH! MY CHANNEL!（出演：大前りょうすけ。土曜 11:00 - 12:00）[49]
- 5日（4日深夜）- BEYOOOOONDSのビヨ〜〜〜〜〜ンっと飛び越えナイト!（出演：BEYOOOOONDS。日曜<土曜深夜> 1:30 - 2:00）[49]
- 5日 - 青山テルマの笑わないともったいないから笑ってこーよ（出演：青山テルマ。日曜 22:30 - 23:00）[660]
- 6日 - れすとらんReiwaプレゼンツ 岡崎から世界へ!（出演：川島葵。月曜 19:30 - 19:45）[661]

岐阜放送ラジオ
- 1日
  - 小沢典子のコットンタイム（出演：小沢典子。水曜 18:00 - 21:00）[662]
  - 1スタは!? 夜もZawaZawa（出演：鈴村一也（火曜）、荒井美玖（水曜）、ジャーマネ（木曜）、ケージ東（金曜）。火 - 金曜 22:00 - 翌0:00）[663]
- 4日 - 奈月セナとデッカチャンだよ!（出演：奈月セナ、デッカチャン。土曜 16:15 - 16:30）[664]

ZIP-FM
- 1日
  - SWEET VOX（出演：高木マーガレット。月 - 木曜 14:00 - 17:00）[665]
  - Z-BIZ.（出演：荒戸完、神原真理。月 - 木曜 19:00 - 21:00）[666]
  - Mirror Park（出演：小林拓一郎。月 - 木曜 21:00 - 23:00）[666][667]
  - GENZ（出演：中川大輔、野田つばさ、石井七瀬。月 - 木曜 23:00 - 翌1:00）[666][668]
- 3日
  - FRIDAY MUSIC PUZZLE（出演：高樹リサ。金曜 9:00 - 13:00）[669]
  - DUAL DANCE BEAT（出演：南城大輔。金曜 19:00 - 21:00）[666]
  - DRAMA QUEEN（出演：アンジェリカ、市野瀬瞳。金曜 23:30 - 翌1:00）[666]
- 4日
  - CULTURE RADIO via TOKYO（出演：澤田修、たけうちほのか。土曜 19:00 - 21:00）[666]
  - Startup [N]（出演：粟生万琴。土曜 21:00 - 22:00）[666]
- 5日 - SUNDAY AWESOME WAVE（出演：神原真理。日曜 17:00 - 18:00）[670]
- 6日（5日深夜） - ペンギンラッシュ Rush out night（出演：ペンギンラッシュ。月曜<日曜深夜> 0:00 - 0:30）[671]
- 8日（7日深夜） - ØLOUNGE（出演：ØARCH。水曜<火曜深夜> 1:00 - 1:30）[672]

RadioNEO
- 4日 - RadioNEO MUSIC SHUFFLE（出演：後藤理沙子。土曜 11:00 - 11:30）[673]

エフエム愛知
- 3日
  - FRIDAY MAGIC（出演：黒江美咲、米谷恭輔（BOYS AND MEN研究生）。金曜 12:00 - 14:40）[561]
  - COUNTDOWN FRIDAY（出演：ケリー隆介。金曜 15:00 - 19:00）[561]
- 4日（3日深夜） - THRILLのしゃべくりる（出演：THRILL。土曜<金曜深夜> 1:30 - 2:00）[674]
- 4日
  - Leolaの今日のTENKI（出演：Leola。土曜 5:30 - ）[675]
  - ONE MORNING SATURDAY（出演：重田優平。土曜 6:00 - 8:00）[561]
  - まさるずないと（出演：カネヨリマサル。土曜 21:30 - 21:55）[676]
- 6日（5日深夜） - Re:Complexのでらおもろいラジオ（出演：吉田悠祐、芦田茉奈津。月曜<日曜深夜> 1:30 - 2:00）[677]

エフエム岐阜
- 5日
  - GIFU JAM 見田村千晴の10分ください!（出演：見田村千晴。日曜 18:10 - 18:20）[678]
  - GIFU JAM アーティストTimes（出演：月替わりアーティスト。日曜 18:20 - 18:30）[679]

静岡放送
- 3日 - 金のふくわうち（出演：水野涼子、二村豊人。金曜 13:00 - 16:00）[562]
- 4日 - 30過ぎてもpresents となり常連さん（出演：二村豊人、勝野洋輔、桑原秀和。土曜 18:00）[680]

静岡エフエム放送
- 3日 - radio GO OUT（出演：竹下充（「GO OUT」プロデューサー）、izumi。金曜 18:00 - 18:25）[681]
- 4日（3日深夜）
  - 鈴木愛実のミレニアルバブル（出演：鈴木愛実。土曜<金曜深夜> 1:00 - 2:30）[682]
  - 川﨑玲奈の踊るラジオシャドウ（出演：川﨑玲奈。土曜<金曜深夜> 2:30 - 3:00）[683]
  - PLAY LIST 27 to 29（出演：izumi。土曜<金曜深夜> 3:00 - 5:00）[684]
- 4日
  - Point of Dew（出演：Dew。土曜 8:05 - 8:30）[685]
  - 永井真理子ORANGE ROOM（出演：永井真理子。土曜 19:30 - 19:55）[686]
  - ほめるラジオ（出演：小杉涼花。土曜 22:55 - 23:00）[687]
- 5日（4日深夜） - ひぃちゃんねるらじお（出演：松崎博香（STARMARIE）。日曜<土曜深夜> 1:00 - 1:30）[688]
- 5日
  - ハットピンレディオ（出演：青木慶則、Quinka,with a Yawn。日曜 5:00 - 5:55）[689]
  - 水咲加奈 アートの隙間から（出演：水咲加奈。日曜 21:30 - 22:00）[690]
  - PRIMECATS RADIO（出演：山田稔明（GOMES THE HITMAN）。日曜 18:30 - 18:55）[691]

朝日放送ラジオ
- 3日 - 清水章弘の合格への道（出演：清水章弘。金曜 17:00 - 17:10）[692]
- 4日（3日深夜） - やすよとともこのOFF MODE（出演：海原やすよ・ともこ。土曜<金曜深夜> 0:00 - 0:30）[693]
- 5日 - Changeの瞬間 〜がんサバイバーストーリー〜（出演：八木早希。日曜 8:10 - 8:25）[692]
- 27日（26日深夜） - 「べしゃり王決定戦」supported by Voicy（出演：ケンドーコバヤシ、増田沙織。月曜<最終日曜深夜> 1:05 - 2:00）[694]

毎日放送
- 1日（3月31日深夜） - メゾン・ド・ミュージック（出演：週替わりパーソナリティ（MOCA（ベリーグッドマン）、角野隼斗、渡和久（風味堂）ほか）。水曜<火曜深夜> 0:30 - 1:30）[566]
- 4日
  - 豊永真琴のMBSミュージックパーク（出演：豊永真琴、金山泉。土曜 13:59 - 17:43）[566]
  - A Music Chance（土曜 21:45 - 22:00）[566]
- 5日
  - 寺島惇太と三澤紗千香の小説家になろうnavi-2nd book（出演：寺島惇太、三澤紗千香。日曜 17:10 - 17:40）[566]
  - たこ焼道楽わなかpresents たこ焼ベースボールパーク（出演：和中徹（たこ焼き道楽 わなか会長）、たこやきレインボー。日曜 21:30 - 22:00）[695]
- 6日 - 十川裕加 魔法のボイストレーニング（出演：十川裕加。月曜 18:50 - 19:00）[696]
- 13日 - 桜井一枝のそれそれリクエスト（出演：桜井一枝。月曜 20:00 - 20:55（※月1回））[566]
- 26日 - 三遊亭とむと福島のぶひろのヤングタウン日曜日（出演：三遊亭とむ、福島暢啓。最終日曜日 22:00 - 23:30）[126]

大阪放送
- 1日 - 川野夏美 女のまにまに・・・（出演：川野夏美。水曜 19:45 - 20:00）[697]
- 5日 - 千眼美子の飛んでけ!SOUND WAVE（出演：千眼美子。日曜 20:00 - 20:30）[698]
- 6日 - 由美子・伊藤のたかはし二人旅（出演：井上由美子、伊藤謙介。月曜 17:15 - 17:30）[699]

FM802
- 5日 - Grace Place（出演：深町絵里。日曜 19:00 - 21:00）[700]

エフエム大阪
- 2日 - Sky Zen Meditation（出演：落水七重。水曜 20:30 - 20:55）[701]
- 4日 - ハートコレクトNMB♡supported by Joshin（出演：タケモトコウジ、白間美瑠、渋谷凪咲、山本彩加（NMB48） ※回替わり交代。土曜18:00 - 18:25）[702]

ラジオ関西
- 1日
  - PUSH!（出演：林真一郎、山崎整（月曜）、林真一郎、高橋守雄（第2・4）ほか（火曜）、津田明日香（水曜）、春名優輝（木曜）。月 - 木曜 15:00 - 17:35）[703]
- 4日
  - よしもと☆のびしろアワー ダブルヒガシのビッジョーーイラジオ（出演：ダブルヒガシ。第1土曜 18:00 - 19:30）[703]
  - GEMS COMPANYのさらば、ラジオ。（出演：GEMS COMPANY、東ブクロ（さらば青春の光）。土曜 22:00 - 22:30）[704]
- 11日 - よしもと☆のびしろアワー 紅しょうがのきざまんといて!（出演：紅しょうが。第2土曜 18:00 - 19:30）[703]
- 18日 - よしもと☆のびしろアワー たくろうのマックスラジオ（出演：たくろう。第3土曜 18:00 - 19:30）[703]
- 25日 - よしもと☆のびしろアワー マユリカのうなされながら見た夢のあとで!（出演：マユリカ。第4土曜 18:00 - 19:30）[703]

兵庫エフエム放送
- 2日 - RADIVEGAS（出演：Fear, and Loathing in Las Vegas。木曜 21:30 - 22:00）[705]

京都放送
- 3日 - 川野義光のMETAL of the NIGHT（出演：川野義光、尾道ケイ。金曜 23:00 - ）[706]
- 6日（5日深夜） - らぶゆ〜きょうと（出演：大﨑洋（吉本興業会長）。月曜<日曜深夜> 0:00 - ）[95]

エフエム京都
- 1日 - BISTRO SUNSHINE（出演：飯沼雅浩、山本量子。水曜 23:00 - 翌0:00）[707]
- 2日 - ONLYLOVERADIO（出演：蓑輪単志、森夏子。木曜 23:00 - 翌0:00）[708]
- 5日 - Another Music Studio（出演：土山和子。日曜 15:00 - 17:00）[709]
- 6日 - Logic Radio（出演：松武秀樹。月曜 23:00 - 翌0:00）[710]
- 7日 - Thirty Note（出演：和紗。火曜 23:00 - 翌0:00）[711]

エフエム山陰
- 5日 - gingerの疲れたなら甘えればいいのに（出演：ginger。日曜 18:00 - 18:30）[712]

RSK山陽放送
- 5日 - 沢知恵 日曜日の音楽室（出演：沢知恵。日曜 17:00 - 18:00）[713]
- 6日（5日深夜） - カンナ総統のジミケン革命結社 ブラック★シャドウ（出演：福井柑奈 ほか。月曜<日曜深夜> 0:30 - 1:00）[714]

中国放送
- 3日 - ひるうたマガジン（出演：おだしずえ、田中宏。金曜 11:40 - 16:55）[715]
- 4日 - うえむらちかの鯉スル企画室（出演：うえむらちか。土曜 21:45 - ）[716]
- 5日 - オトノバ（日曜 16:00 - 16:55）[715]

広島エフエム放送
- 3日 - 冨田奈央子のぶらフラ!（出演：冨田奈央子。金曜 7:30 - 10:15）[717]

山口放送
- 5日 - FANTASTIC TIME（出演：木村慧人（FANTASTICS from EXILE TRIBE）。〔高松綾香の恋する☆オンガク内〕）[718]

エフエム山口
- 3日 - ET-KING コシバKENの wonder for school life（出演：コシバKEN（ET-KING）。金曜 19:00 - ）[719]

西日本放送
- 4日 - グローバルエンジニアリングpresents 犬童美乃梨・原奈津子の『美YOU♡TEAラジオ』（出演：犬童美乃梨、原奈津子。金曜 23:00 - 23:15）[720]

四国放送
- 7日 - あゆみの歩み（出演：戸田あゆみ。隔週火曜 23:00 - 23:40）[100]
- 14日 - 大坪奈津子の脳内アドベンチャー（出演：大坪奈津子。隔週火曜 23:00 - 23:40）[100]

南海放送
- 5日 - 松本隆博の人生遊歩道（出演：松本隆博、寺尾英子。日曜 21:30 - 22:00）[721]

エフエム愛媛
- 2日 - 農業留学情報番組 いただき、E-hime!（出演：清家正亀。木曜 11:40 - 11:55）[570]
- 4日 - エミフルンルンRadio（出演：塩出怜、エミフルズ。土曜 9:00 - 9:25）[570]
- 5日（4日深夜） - 山出愛子のアイコdeナイト（出演：山出愛子。日曜<土曜深夜> 1:30 - 2:00）[570]
- 5日
  - Ride On a Bicycle（出演：ヒシイミチコ、北野順哉。日曜 7:30 - 7:50） [570]
  - la Foret（出演：森下加奈代。日曜 8:30 - 8:55）[570]
  - ポジティブラジオ（出演：亀石太夏匡 ほか。日曜 9:30 - 9:55）[570]
- 6日 - 愛媛からあげ王国化計画（出演：ダイチ☆。月曜 11:40 - 11:55）[570]

RKB毎日放送
- 3日 - 弓削聞平スマイルディッシュ（出演：弓削聞平、田中みずき。金曜 14:45 - 15:00）[722]
- 4日 - FUKUOKA15（出演：築城昌拓、茅野正昌。土曜 21:45 - 22:00）[722]
- 7日 - 立石俊樹と本田礼生のてんご（出演：立石俊樹、本田礼生。〔カリメン内〕）[723]

九州朝日放送
- 1日（3月31日深夜） - 和田侑也のハイスクWish（出演：和田侑也。水曜<火曜深夜> 0:35 - 1:00）[724]
- 2日（1日深夜）
  - 鳴花ヒメ・ミコトのミッドナイトラジオ（出演：鳴花ヒメ・ミコト。木曜<水曜深夜> 0:05 - 0:10）[725]
  - アナビアナンナイト（出演：週替わり交代（居内陽平、三澤澄也、山﨑萌絵、岡田理沙）。木曜<水曜深夜> 0:35 - 1:00）[726]
- 3日（2日深夜） - カベミミ（出演：各ジャンルのマニアな人たち。金曜<木曜深夜> 0:35 - 1:00）[726]
- 4日
  - めぐみのラジオ（出演：細谷めぐみ。土曜 7:30 - 12:00）[727]
  - よるばけ!（出演：ルーシー。土曜 19:00 - 22:00）[725]
- 5日 - STEP（出演：中島つぐまさ、高崎恵理。日曜 12:00 - 17:00）[728]
- 6日（5日深夜） - SHA・MO・NAMI RADIO（出演：軍鶏SHA・MO・、NAMI。月曜<日曜深夜> 1:05 - 1:35）[725]

ラブエフエム国際放送
- 3日 - Back Stage（出演：松本優。金曜 15:00 - 15:30）[729]

エフエム福岡
- 1日 - 〜Ultra Radio Connection〜DIG!!!!!!!!FUKUOKA（出演：クワハラタクヤ、小雪（月曜）、BUTCH、愛智望美（火曜）、岡澤アキラ、斉藤ふみ（水曜）、TOGGY、松藤みな子（木曜）。月 - 木曜 12:30 - 16:30）[730]
- 3日 - Ran Reflection Radio（出演：Ran、愛智望美。金曜 21:00 - 21:30）[731]
- 4日（3日深夜） - 福岡よしもと ショウきん・とらんじっとのNight Routine（出演：ショウきん、とらんじっと。土曜<金曜深夜> 1:00 - 1:55）[732]
- 4日
  - FM FUKUOKA 50thAnniv. くまP〜ザ・プロデュース（出演：熊野菊男（エフエム福岡 プロデューサー）。土曜 12:30 - 12:55）[733]
  - MUSIC PLANET presents RADIO★PLANET（出演：kaede。土曜 21:00 - 21:30）[734]

長崎放送
- 2日 - マチコでNightね!（出演：吉田眞知子。木曜 21:30 - 22:00）[572]
- 4日 - RADIO KING.（出演：德丸英器、青木理奈。土曜 9:00 - 11:35）[572]
- 5日 - 癒しのピアニスト中村弥生のゆったりサンデー（出演：中村弥生。日曜 8:45 - 8:55）[735]

エフエム長崎
- 5日 - RADIO JAMBOREE（出演：DJマーク。日曜 18:00 - 18:55）[736]

熊本放送
- 3日 - ハワイの風（出演：奥田圭。金曜 18:30 - 19:00）[737]

大分放送
- 4日 - アニマジン presents アニソンStayTuned!!（出演：りょうちん、織、DJ壞、アッキ、さてつ。土曜 21:00 - 21:30）[738]

エフエム宮崎
- 1日 - MINAMI NiNEの南九ナイトサークル（出演：MINAMI NiNE。水曜 21:30 - 21:55）[739]

南日本放送
- 4日 - いいな☆きりしま（出演：赤塚里美、池ノ上里穂。金曜 17:15 - 17:25）[740]

琉球放送
- 4日 - It’s EUROBEAT（出演：高橋勝也。土曜 19:30 - 20:00）[575]

ラジオ沖縄
- 1日
  - 金秀グループプレゼンツ 美やらびボイス（出演：たかひでこ。水曜 19:00 - 19:15）[741]
  - チームスポットジャンブルのイッツOK!（出演：津波信一、小渡俊彰、ナツコ。水曜 19:15 - 20:00）[741]
- 2日 - らぶゆ〜おきなわ（出演：大﨑洋（吉本興業会長）、しんどうこうすけ、吉本沖縄芸人。木曜 23:30 - 翌0:00）[741]

NRN
- 2日 - 中野ミホの〜ミュージックフォトブック〜（出演：中野ミホ。北日本放送ほか）[742]

JFN
- 4日 - Music Timeline 〜音楽年表〜（出演：田家秀樹。エフエム青森ほか）[743]

ミュージックバード
- 5日
  - Gollipop Recordのウホウホウホホー!（出演：めろん畑a go go ×The Grateful a MogAAAz。日曜 23:00 - 23:15〔Music Hot Flavor内〕）[623]

#### 2020年5月放送開始
ラジオNIKKEI第1
- 5日 - 石原順の日々の泡 －音楽と出会った日－（出演：石原順。火曜 13:00 - 15:00（不定期放送））[744]

InterFM897
- 3日（2日深夜） - HERE COMES THE MOON（出演：藤原さくら。月曜<日曜深夜> 0:00 - 1:00）[745]
- 7日 - WORLD-MARKETZ（出演：CARTOON、小峯崇嗣、DJ PI-GE、VJ MANAMI。木曜 20:00 - 21:00）[746]

横浜エフエム放送
- 7日（6日深夜） - すれすれでいいじゃん!?（出演：まなつ。木曜<水曜深夜> 0:30 - 1:00）[747]

エフエムラジオ新潟
- 19日 - Gottcha!!(夜)（出演：ヤン、モトキ。火曜 19:00 - 19:55）[748]
- 22日
  - FM HEADLINE+（出演：本間紗理奈、山之内善治。金曜 9:00 - 10:50）[748]
  - LIVE MIXXX（出演：DJ YAGI、DJ Yoshii a.k.a DJ Y?。金曜 19:00 - 21:00）[748]

エフエム富士
- 2日 - やべきょうすけのやべ〜番組（出演：やべきょうすけ。土曜 23:00 - 23:30）[749]

エフエム岐阜
- 15日 - ドリメのDREAM!!DRIVE!!FRIDAY!!（出演：DREAM MAKER。金曜 21:30 - 22:00）[750]

静岡放送
- 3日（2日深夜） - ちゅ〜りっぷの明日もガンバレSO!（出演：ちゅ〜りっぷ。日曜<土曜深夜> 3:30 - 4:00）[751]

毎日放送
- 8日（7日深夜） - 犬山の遠吠え!やってまーす（出演：犬山紙子。金曜<木曜深夜> 0:30 - 1:00）[752]

大阪放送
- 6日 - 寛太郎とたかおのツレビキ!（出演：鶴澤寛太郎、藤川貴央。水曜 23:30 - 23:15）[753]

ラジオ関西
- 2日 - よしもと☆のびしろアワー 濱田祐太郎のぽこいちラジオ（出演：濱田祐太郎。第5土曜 18:00 - 19:30）[703]
- 17日（16日深夜） - 小野坂昌也の作家沼（出演：小野坂昌也。第3日曜（土曜深夜） 2:00 - 3:00）[754]

京都放送
- 6日 - 藤田純の『やるしかないだろ!』（出演：藤田純（株式会社ヒラタ代表取締役社長）、関明日香。水曜 18:30 - 19:00）[755]

広島エフエム放送
- 7日 - ランキンちゃん（出演：俊山真美、ランキンちゃん（AIアナウンサー）。木曜 16:20 - 16:50）[756]

RKB毎日放送
- 10日（9日深夜） - イチナナラジオ（出演：冨吉明日香。第2・第4月曜<日曜深夜> 1:30 - 2:00）[757]

#### 2020年6月放送開始
InterFM897
- 5日
  - Flower's YELL（出演：藤川靖彦。金曜 18:36 - 18:51）[758]
  - JOHNNIE WALKER presents WALKER'S CLUB H（出演：小牟田亮。金曜 22:00 - 22:30）[759]

エフエム富士
- 5日（4日深夜） - ライバー時代が絶対来る!（出演：齊藤友亮、河路由希子。金曜<木曜深夜> 1:00 - 1:30）[760]

毎日放送
- 22日（21日深夜） - 六車奈々 ななたび!（出演：六車奈々。月曜<日曜深夜> 0:30 - 0:40）[761]

エフエム大阪
- 3日 - 湊かなえの「ことば結び」（出演：湊かなえ。水曜 20:00 - 20:30）[762]

ラジオ関西
- 6日 - Goo"+"CrewのグッとくるRADIO（出演：Goo"+"Crew。土曜 17:40 - 18:00）[763]

兵庫エフエム放送
- 4日 - STU48石田みなみの虹色えんぴつ（出演：石田みなみ（STU48）。木曜 22:55 - 23:00）[764]

エフエム高知
- 1日 - 安藤桃子 PRESENTS「ひらけチャクラ!」（出演：安藤桃子。月曜 21:00 - 21:55）[765]

エフエム佐賀
- 5日 - トキヲイキルとHello YouthのAfternoon Jockey（出演：トキヲイキル、Hello Youth。金曜 15:55 - 16:00）[766]

エフエム鹿児島
- 14日 - WOMAN'S NEO（出演：中島身依、有賀真姫。第2・第4日曜 9:30 - 9:55）[767]
- 21日 - ササッとササる ササキングのサササササンデ〜月壱〜（出演：佐々木貞幸。第3日曜 9:30 - 9:55）[768]

#### 2020年7月放送開始
STVラジオ
- 5日
  - 太陽系第13惑星（出演：ようへい。日曜 7:30 - 7:45）[769]
  - 桜庭和のSAKUラジオ（出演：桜庭和。日曜 7:45 - 8:00）[769]
- 10日（9日深夜） - 木村洋二の高校ブンカ部応援プロジェクト（出演：木村洋二。金曜<木曜深夜> 0:53 - 1:00）[770]

エフエム・ノースウェーブ
- 1日 - NoMaps Radio（出演：ミツ、マサ、ナツコ。水曜 23:00 - 翌0:00）[771]
- 5日 - 角松敏生 My BLUES LIFE（出演：角松敏生。日曜 17:30 - 18:00）[772]

エフエム秋田
- 21日 - ぽちラジ ルーキーズ（出演：シャバ駄馬男、佐藤愛純（隔週担当）、高橋智也（隔週担当）。火曜 15:55 - 16:00）[773]

TBSラジオ
- 1日 - マコくんのベリハピラジオ（出演：マコくん。水曜 17:50 - 18:00）[774]
- 4日
  - 週末ノオト（出演：バービー（フォーリンラブ）。土曜 13:00 - 14:55）[159][160]
  - NCPグループ ゆいごんの窓口 presents 枡田絵理奈の相続いろいろ相談サロン（出演：枡田絵理奈、井上真之（NCPグループ代表）。土曜 14:40 - 14:50頃〔『週末ノオト』内〕）[775]
  - 東京JCラジオ（出演：吉田明世。土曜 21:45 - 22:00）[775]
- 5日 - UP GARAGE presents GARAGE HERO's〜愛車のこだわり〜（出演：安東弘樹。日曜 9:00 - 9:30）[775]

文化放送
- 4日 - 上坂すみれのレヱル・ロマネスクラヂオ（出演：上坂すみれ。土曜 21:45頃 - 21:54頃〔A&G TRIBAL RADIO エジソン内〕）[776]
- 6日（5日深夜） - 江口拓也のラストオーダー（出演：江口拓也。月曜<日曜深夜> 1:30 - 2:00）[777]

ニッポン放送
- 6日 - 板野友美 radiogram（出演：板野友美。月曜 18:00 - 18:20）[778]
- 10日 - うどうのらじお（出演：有働由美子、熊谷実帆。金曜 15:30 - 17:10）[164][779][780]

InterFM897
- 1日 - 100byRADIO-ARTIST NEEDS-（出演：新羅慎二、大沢伸一。水曜 20:00 - 21:00）[781]
- 2日（1日深夜） - illiomoteのウラオモテ（出演：illiomote。木曜<水曜深夜> 0:30 - 1:00）[782]
- 6日 - Human Nature Gift（出演：綺星☆フィオレナード。月曜 22:30 - 23:00）[783]

エフエム東京
- 4日 - 食べるラジオ（出演：植野広生（dancyu編集長）。土曜 19:00 - 19:30）[784]
- 5日（4日深夜） - 鶴田さやかの夜明けのワンRoom（出演：鶴田さやか。日曜<土曜深夜> 4:00 - 4:30）[785]
- 5日 - FunSpo!（出演：藤田憲右（トータルテンボス）。日曜 7:00 - 7:30）[786]
- 25日 - 太田奈緒のサステナブル・ドリーム（出演：太田奈緒。毎月最終土曜 6:30頃〔『Ready Saturday Go』内〕）[787]

エフエムナックファイブ
- 2日（1日深夜） - 斉藤朱夏 しゅかラジ!（出演：斉藤朱夏。木曜<水曜深夜> 0:30 - 1:00）[788]
- 4日 - すももも 百香も もものうち 〜ももラジ〜（出演：斉藤百香。土曜 5:00 - 8:00）[788]

横浜エフエム放送
- 4日 - ハートフルラジオ 虫の知らせ（出演：並木良和、榊原郁恵。土曜 19:00 - 19:30）[789]
- 5日 - ミックス!（出演：ラブレターズ、日下部愛美。日曜 21:00 - 21:30）[790]

新潟放送
- 5日 - たかまろ&ひろえの痛快楽笑ラジオ（出演：中野小路たかまろ、松井弘恵。日曜 17:00 - 17:29）[791]

エフエムラジオ新潟
- 1日 - VIP Group Presents What’s lol-エルオーエル-（出演：lol。水曜 12:00 - 12:30）[792]
- 6日 - VIP Group presents とんでこはりん（出演：久住小春。月曜 12:00 - 12:30）[792]
- 8日 - JIN'S RADIO SHOW（出演：島村仁。水曜 19:00 - 20:55）[793]
- 9日 - NST スマイルスタジアム ON RADIO（出演：真保恵理（NST新潟総合テレビアナウンサー）、飛田厚史（NST新潟総合テレビアナウンサー）。木曜 19:00 - 19:55）[793]

エフエム富士
- 1日 - GIRLS♥GIRLS♥GIRLS=RED ZONE=SUPER☆GiRLSの超絶☆夜ふかしタイム!!!!（出演：SUPER☆GiRLS。水曜 23:00 - 23:30）[794]
- 4日
  - Y'S TOKYO（出演：石井由紀子 ほか。土曜 14:00 - 16:53）[794]
  - AKIARIMのALL IS WELL（出演：AKIARIM。土曜 22:30 - 23:00）[794]
  - MUSIC WIRE（出演：宍戸美憂。土曜 23:00 - 23:30）[794]
- 5日（4日深夜） - 大人のらじお（出演：KEIKI SHINKAI。日曜<土曜深夜> 1:00 - 2:30）[794]
- 5日 - LOVEインスト+（出演：DJモーリー。日曜 22:30 - 23:00）[794]
- 6日 - Radio Aquarium（出演：東城佑香。月曜 19:00 - 19:30）[794]

エフエム愛知
- 4日 - Buzz dela（出演：dela。土曜 18:30 - 19:00）[795]
- 4日（3日深夜） - セロリじゃないよ、パセリだよ!!（出演：aYako(parsley) Manam!。土曜 <金曜深夜>2:00 - 2:30）[796]

毎日放送
- 5日 - 福島のぶひろの歌詞研究会（出演：福島のぶひろ。日曜 21:30 - 22:00）[797]

ラジオ関西
- 1日
  - ときめきショッピング（水曜 5:15 - 5:30）[798]
  - アンドロイドの統一委員会（出演：アンドロイド。水曜 13:00 - 13:25）[798]
- 5日
  - シンコペ!〜enter the エンタ〜（出演：タケモトコウジ。日曜 15:00 - 15:55）[798]
  - radioclub.jp（出演：3ヶ月交代制。日曜 19:00 - 19:30）[799]
- 6日（5日深夜）
  - プレミアム歌謡ショー（月曜<日曜深夜> 1:00 - 1:30）[798]
  - ラフ・スケッチ（月曜<日曜深夜> 1:30 - 2:00）[798]
  - トイズハート放送局（出演：水野七海、月森ねね。月曜<日曜深夜> 2:30 - 3:00）[800]
- 7日 - 今旬! インフォメーション（火曜 6:00 - 6:15、17:35 - 17:50）[798]

RSK山陽放送
- 5日 - ブラヴォー!! 岡フィル もっとクラシック♪（出演：奥富亮子。日曜 15:30 - 16:00）[801]

エフエム高知
- 29日 - Dogsラジオ（出演：高知ファイティングドッグス。第1、3、5月曜 10:03頃）[802]

エフエム福岡
- 3日 - 九電グループ presents わたしのまちのとっておき（出演：こはまもとこ。金曜 8:53 - 9:00）[803]

長崎放送
- 13日 - Dr. 安東のシネマ回診（出演：安東由喜雄（長崎国際大学学長）。第2・第4月曜 19:30 - 20:00）[804][805]

熊本放送
- 2日 - 週刊おやじ情報 クマモト（出演：小崎信夫、宮脇利充。木曜 18:30 - 19:00）[806]

エフエム熊本
- 4日 - Trend Track（出演：てーしん、望月みゆ。土曜 19:00 - 19:15）[807]

南日本放送
- 5日 - 若手だけで番組作るってよ（出演：上塘百合恵、玉谷愛、佐々木武海、小薗秀汰。日曜 6:10 - 6:20）[808]

ラジオ沖縄
- 6日（5日深夜） - ROK技術倶楽部（出演：ラジオ沖縄技術管理部スタッフ。月曜<日曜深夜> 0:00 - 0:30）[809][注 45]

#### 2020年8月放送開始
エフエム秋田
- 4日 - 営業ウーマン〜イノマタさんとイトウさん〜（出演：エフエム秋田女性営業部員。火曜 17:55 - 18:00）[810]

InterFM897
- 4日 - Mint Juice Radio（出演：島田翼。火曜 20:00 - 20:30）[811]

エフエム東京
- 1日 - まんが王国 presents 世界はまんがで出来ている!（出演：狩野英孝、倉持由香。土曜 19:00 - 19:30）[812]

アール・エフ・ラジオ日本
- 2日（1日深夜） - えのぐ白藤環の推してまいる!（出演：白藤環（えのぐ）。日曜<土曜深夜> 2:00 - 2:30）[813]

新潟放送
- 1日 - 立石勇生 Sunny Side（出演：立石勇生。土曜 13:00 - 15:00）[814]
- 3日 - 四畳半スタジオ（出演：遠藤麻理。月 - 木曜 13:00 - 14:30）[814]
- 30日 - レイドバックライフ（出演：SWAMP。毎月最終日曜 17:30）[814]

エフエム富士
- 2日 - 妖怪TALK（出演：徳タケ喜一。日曜 23:30 - 翌0:00）[815]

毎日放送
- 3日（2日深夜） - STU48 薮下楓の楓のショー（出演：薮下楓（STU48）。月曜<日曜深夜> 0:30 - 0:40）[816]

FM802
- 6日（5日深夜） - 802 Easy Luck（出演：田中乃絵。木曜<水曜深夜> 0:00 - 3:00）[817]

エフエム大阪
- 2日 - あわじ 感動!音楽島（出演：木﨑徹 、益子侑。日曜 5:30 - 6:00）[818]

ラジオ関西
- 4日 - 声優：黒永愛乃の声で勝歩♡（出演：黒永愛乃。火曜 21:00 - 21:30）[819]

九州朝日放送
- 2日（1日深夜） - 九鏡presents 鏡屋ジュンちゃんのピカピカ人生（出演：藤村順二（株式会社九鏡 社長）、きょんちゃん。日曜<土曜深夜> 0:05 - 0:30）[820]

CROSS FM
- 1日 - KITAKYU JAZZ STREET+（出演：椎葉ユウ、窪み。土曜 17:00 - 17:30）[821]

エフエム福岡
- 1日（31日深夜） - エースとルークの魔界接近遭遇 リターンズ（出演：エース清水長官、ルーク篁参謀（聖飢魔II）。毎月最終土曜<金曜深夜> 2:00 - 2:55）[822]

#### 2020年9月放送開始
STVラジオ
- 28日 - レバ・ラボ!（出演：田村みなみ。月曜 18:40 - 18:50〔吉川のりお スーパーLIVE内〕）[234]

東北放送
- 28日 - シロクジTUNE（出演：守屋周（月 - 火曜）、飯野雅人（水曜）、黒田直樹（木曜）、林田悟志（金曜）。月 - 金曜 16:00 - 18:00）[823]

山形放送
- 28日 - K-PRO児島のお笑い大図鑑（出演：児島気奈（K-PRO）。月曜 21:00 - 21:15）[824]

TBSラジオ
- 3日 - IQbuds BOOST Presents 『純烈の10分ください!』（出演：純烈。木曜 17:50 - 18:00）[825]
- 28日 - アシタノカレッジ（出演：キニマンス塚本ニキ（月 - 木曜）、武田砂鉄（金曜）。月 - 金曜 22:00 - 23:55）[232][233]
- 29日（28日深夜） - CITY CHILL CLUB（火 - 土曜（月 - 金深夜）3:00 - 5:00。）[232]
- 29日 - ラランド・ツキの兎（出演：ラランド。火曜 21:30 - 22:00）[826]

文化放送
- 29日（28日深夜） - CultureZ（出演：土佐兄弟（火・水曜〈月・火曜深夜〉）、パパラピーズ（木・金曜〈水・木曜深夜〉）、大関れいか（木・金曜〈水・木曜深夜〉）。火 - 金曜〈月 - 木曜深夜〉 1:00 - 3:00）[827][237]

ニッポン放送
- 7日 - ザ・ラジオショー（出演：ナイツ（月 - 木曜）、中川家（金曜）、平野ノラ（月曜）、山﨑ケイ（相席スタート）（火曜）、安藤なつ（メイプル超合金）（水曜）、箕輪はるか（ハリセンボン）（木曜）、東島衣里（金曜）。月 - 金曜 13:00 - 15:30）[217]

InterFM897
- 20日 - Miracle World Channel（出演：宮西達也。日曜 10:29 - 10:59）[828]

エフエム東京
- 6日 - デュアルでルルル♪（出演：エリザベス・ハードキャッスル、堀口正裕（TURNSプロデューサー）。日曜 8:30 - 8:55）[829]

J-WAVE
- 3日 - THE FIRST TAKE（出演：甲田まひる。木曜 21:45 - 21:55〔『SONAR MUSIC』内〕）[830]

アール・エフ・ラジオ日本
- 28日 - SWEET!!（出演：吉村民（月・火曜）、棚橋麻衣（水・木曜）。月 - 木曜 9:00 - ）[831]

ベイエフエム
- 4日（3日深夜） - アルティメット鋼鉄女子ナイト!（出演：Aldious。金曜<木曜深夜> 0:30 - 0:54）[832]

茨城放送
- 28日 - Music Pick up 80's&90's（出演：石井哲也。月曜 21:00 - 22:00）[833]
- 30日 - Music Pick up after Millennium（2000）（出演：山下真保子、大島千穂（隔週）。水曜 21:00 - 22:00）[833]

栃木放送
- 29日 - ねづっちの整いジェネレーション（出演：ねづっち、鈴矢千尋。火曜 18:10 - 18:40）[834]

山梨放送
- 28日 - 芸人お試しラジオ「デドコロ」（出演：お笑い芸人（2ヶ月交代）。月曜 19:00 - 19:30）[835]

信越放送
- 28日 - MiXxxxx+（出演：山﨑昭夫（月曜）、生田明子（火曜）、丸山隆之（水曜）、根本豊（木曜）、小林知美（金曜）。月 - 金曜 13:00 - 16:25）[836]

東海ラジオ放送
- 28日
  - 源石和輝! 抽斗!（出演：源石和輝、デラスキッパーズ（中継レポーター）。月 - 金曜 15:00 - 17:00）[837]
  - ヒョクの韓国耳旅RADIO（出演：イ・ミンヒョク。月曜 19:45 - 20:00）[837]

毎日放送
- 7日（6日深夜） - 植ちゃん・学のなにわもぐもぐラジオ（出演：植田圭輔、高本学。月曜<日曜深夜> 0:50 - 1:20）[838]

ラジオ関西
- 1日 - 中山ひさしの「ワンポイント歌謡曲」（出演：中山ひさし。火曜 21:45 - 22:00）[839]
- 7日（6日深夜） - Shinji Pの夢を追いかけて（出演：Shinji P。月曜<日曜深夜> 0:30 - 1:00）[839]

エフエム京都
- 4日 - K-Style radio（出演：加賀成一。金曜 23:00 - 翌0:00）[840]

中国放送
- 29日 - 今夜キキカジリ!ラジオせんじがら（火 - 木曜 22:00 - 23:25）[841]
- 30日 - 鹿見勇輔 福祉のラジオ（出演：鹿見勇輔。水曜 23:25 - 23:55）[842]

南海放送
- 28日
  - おとくいさま（月 - 木曜 11:45 - 12:00）[843]
  - NewJackNankai（出演：中岡勇人。月曜 21:30 - 22:00）[844]

CROSS FM
- 2日 - Wednesday Night 『Justro』viver com futebol（出演：大津保明、宮原裕司、森田みき、中田雄一朗。第1、第2、第3水曜 23:30 - 翌0:00）[845]
- 23日 - Wednesday Night つくば25プロジェクト（出演：松雪まなみ。第4、第5水曜 23:00 - 翌0:00）[845]

大分放送
- 29日 - 9ヂカラちゃんとしナイト☆（出演：村津孝仁、平山沙絵、木本涼介、猪野友梨佳。火 - 木曜 21:00 - 22:00）[846]

ラジオ沖縄
- 28日 - 華華天国（出演：竹中知華（月、水、木曜）、山原麗華（火、金曜）。月 - 金曜 14:30 - 16:30）[847]

JRN
- 28日 - 三遊亭円楽のおたよりください!（出演：三遊亭円楽。月 - 金曜）

NRN
- 30日 - ラジオアミューズメントパーク ラジおかゆ（出演：おかゆ。水曜 21:00 - 22:00）[848]

#### 2020年10月放送開始
ラジオNIKKEI第1
- 5日 - Luce Twinkle Wink☆のアニルーチェ☆（出演：Luce Twinkle Wink☆。月曜 19:00 - ）[849]
- 6日 - 音感Cooking（出演：辻留奈。火曜 11:55 - 12:00）[850]

北海道放送
- 3日 - 美香と香菜子のおさんぽ土曜日（出演：田村美香、室谷香菜子。土曜 8:00 - 13:00）[851]

STVラジオ
- 2日（1日深夜） - 部活の太陽（金曜<木曜深夜> 0:53 - 1:00）[234]
- 4日 - 加藤さんと山口くん（出演：加藤浩次（極楽とんぼ）、山口一郎（サカナクション）。日曜 12:00 - 12:30）[234]
- 24日（23日深夜） - ドクター田邊の“回診の一撃”（出演：田邊駿一（BLUE ENCOUNT）。毎月第4土曜<金曜深夜> 0:00 - 〔田村次郎のTAMURADIO内〕）[852]

エフエム北海道
- 1日 - 1/fゆらぎ旅（出演：大野真奈。木曜 12:50 - 13:00）[853]
- 2日 - くにぽん（出演：北川久仁子、きーぽん。金曜 17:40 - 18:00）[853]
- 7日（6日深夜） - Hitoshi Inoue CONNECTALK（出演：井上仁志。水曜<火曜深夜> 1:00 - 1:30）[853]
- 7日 - REALIVE RADIO（出演：DAIGO（スキーヤー、ムービーカメラマン）、豊澤瞳。水曜 19:30 - 20:00）[853]
- 8日（7日深夜） - トッティーのYeah!!（出演：戸田耕陽。木曜<水曜深夜> 1:00 - 1:30）[853]
- 11日 - みんおん JASMINE EXPRESS（出演：くどうみき。木曜 19:30 - 20:00）[853]

エフエム・ノースウェーブ
- 1日 - 木曜日のホワエクラス（出演：White Explosion。木曜 21:00 - 22:00）[854]
- 3日 - ななめに、ラブい。（出演：Furui Riho。土曜 20:00 - 21:00）[854]
- 6日 - NORTH STAR☆RADIO（出演：ヒロユキ、ばんび。火曜15:30 - 16:00）[854]

IBC岩手放送
- 4日
  - 晋照・法玲のわくわくラジオ（出演：破石晋照、南洞法玲。日曜 8:15 - ）[855]
  - おしゃべり技術くん（出演：長谷川拳杜、岩手放送若手技術部員。日曜 9:30 - 9:45）[856]

東北放送
- 1日 - サックスプレイヤー熊谷駿 "All of Jazz"（出演：熊谷駿。木曜 16:40 - ）[857]
- 2日 - “It”Sounds（出演：名久井麻利。金曜 21:00 - 21:30）[858]
- 3日 - 佐々木眞奈美の「あっぺとっぺファーマシー」（出演：佐々木眞奈美。土曜 8:10 - 8:55）[858]

エフエム秋田
- 4日 - クラシックの扉（日曜 8:00 - ）[859]

エフエム仙台
- 7日 - THE ARNOLDSの定禅寺ブギー（出演：THE ARNOLDS。水曜 21:30 - 21:55）[860]

TBSラジオ
- 1日 - D4DJ presents Peaky P-keyの最頂点Mix（出演：高木美佑、月替わりキャスト。木曜 21:30 - 22:00）[861]
- 2日
  - 金曜ボイスログ（出演：臼井ミトン。金曜 8:30 - 13:00。）[232]
  - 宮藤さんに言ってもしょうがないんですけど（出演：宮藤官九郎。金曜21:00 - 21:30）[249]
- 3日 - エンタメ満載!ここだけの話（出演：堀井美香、野村彩也子。土曜 21:45 - 22:00）[861]
- 4日 - RIEとYOKO〜美の贅沢（出演：武藏莉衛、江口陽子。日曜 17:30 - 18:00）[861]
- 4日（3日深夜） - Music Palette♪（出演：宮崎由加。日曜（土曜深夜）4:00 - 5:50）[232]
- 5日（4日深夜） - MUSIX（出演：幸坂理加。月曜（日曜深夜）4:00 - 5:00）[232]

文化放送
- 3日
  - 須田慎一郎 南野陽子の誰にもわかる"経済学"（出演：須田慎一郎、南野陽子。土曜 17:30 - 17:45）[237]
  - サタデープレミアム（土曜 18:00 - 18:45）[237]
  - 嘘とカメレオン 渡辺壮亮の琴線イッパツ!!（出演：渡辺壮亮（嘘とカメレオン）。土曜 20:15 - 20:30〔A&Gリクエストアワー 阿澄佳奈のキミまち!内〕）[862]
- 7日 - めるるのはっぴーsu るーむ（出演：生見愛瑠。水曜 23:30 - 23:45頃〔レコメン!内〕）[863]

ニッポン放送
- 5日 - D4DJ presents Lyrical Lilyのリリリのリ♪（出演：吉田尚記、反田葉月、進藤あまね、深川瑠華、渡瀬結月。月曜 20:30 - 21:00）[864]
- 5日（4日深夜）- NEXT-RAD 超発掘!尖ったキッズたち（出演：北本かつら、冨田明宏。月曜 1:00 - 1:30）[865]
- 12日 - パンサー向井のチャリで30分（出演：向井慧（パンサー）。月曜 19:10 - 19:40）[866]

InterFM897
- 2日（1日深夜） - koboreのHEBEREKE RADIO（出演：kobore。金曜<木曜深夜> 1:30 - 2:00）[867]
- 3日（2日深夜） - GLIM SPANKY RADIO Midnight Nation（出演：GLIM SPANKY。土曜<金曜深夜> 0:00 - 1:00）[868]
- 4日（3日深夜） - Your Liner Notes（出演：MOPPY。日曜<土曜深夜> 2:00 - 2:30）[869]
- 4日 - BETSUDAI Inc. TOKYO presents LIFE LABEL RADIO（出演：林哲平。日曜 20:00 - 20:30）[870]
- 6日
  - 伊織もえのCHUCHUチューズデイ 〜夜ふかしラジオ〜（出演：伊織もえ。火曜 22:00 - 23:00）[871]
  - ＃ババババンビって言えると!?RADIO 日本一まとまらないアイドルのドタバタラジオ!（出演：#ババババンビ。火曜 23:00 - 翌0:00）[261][872]
- 7日（6日深夜）
  - Master My Dear（出演:ももな（あっとせぶんてぃーん）。水曜<火曜深夜> 0:00 - 0:30）[873]
  - シブヤ5丁目Radio（出演：古川優香、大松絵美、大関れいか（週替わり）、AKI（サブDJ）。水曜<火曜深夜> 0:30 - 1:00）[874]
  - sajou no hanashi（出演：sajou no hana。水曜<火曜深夜> 1:00 - 2:00）[875]
  - Non Stop Radio〜真夜中の無料案内所〜（出演：Non Stop Rabbit。水曜<火曜深夜> 2:00 - 3:00）[876]

エフエム東京
- 1日
  - 山崎怜奈の誰かに話したかったこと。（出演：山崎怜奈（乃木坂46）。月 - 木曜 13:00 - 14:55）[245]
  - 峯岸みなみのやっぱり今日も褒められたい（出演：峯岸みなみ（AKB48）。木曜 21:00 - 木曜 21:30）[245]
- 2日
  - ベルク presents 日向坂46の余計なことまでやりましょう!（出演：丹生明里、金村美玖、渡邉美穂（2ヶ月毎に交代）。金曜 20:00 - 20:30）[245]
  - ALL-TIME BEST 〜LUNCH TIME POWER MUSIC〜（出演：LOVE。月 - 水曜 11:30 - 13:00、金曜 11:30 - 11:55）[245]
- 3日
  - オープンハウス presents ググっと!GOODTOWN（出演：ビビる大木、多田千佳子。土曜 9:30 - 9:55）[245]
  - SUBARU Wonderful Journey 〜土曜日のエウレカ〜（出演：川島明（麒麟）。土曜 17:00 - 17:55）[245]
- 4日
  - SDGsティーチャー（出演：青柳仁士、魚住りえ。日曜 7:00 - 7:30）[245]
  - The Sound of Sunday（出演：Chigusa。日曜 7:30 - 8:00）[245]
  - KOSÉ “Find My Beauty” powered by @cosme TOKYO（出演：すみれ、広海。日曜 9:00 - 9:30）[245]
  - The Legendary（出演：坂上みき。日曜 11:00 - 11:30）[245]
  - MY OLYMPIC MEMORIES（出演：稲村亜美。日曜 23:30 - 23:55）[245]
- 4日（3日深夜）
  - Delightful Days（出演：小野大輔。日曜<土曜深夜> 0:00 - 0:30）[245]
  - D4DJ Presents Happy Around!のぐるぐる RADIO TIME!!（出演：西尾夕香、各務華梨、三村遙佳、志崎樺音。日曜<土曜深夜> 2:00 - 2:30）[245]
  - 高槻かなこのROYAL Night（出演：高槻かなこ。日曜<土曜深夜> 2:30 - 3:00））[245]
- 4日 - 50 Artists（出演：榊原美紅。日曜 20:00 - 20:30）[245]

J-WAVE
- 2日 - START LINE（出演：長谷川ミラ。金曜 16:30 - 20:00）[230][250]
- 3日
  - Wican FAMILY TIME（出演：渡辺祐、山田玲奈。土曜 10:50 - 11:00〔RADIO DONUTS内〕）[250]
  - NISSUI PEACEFUL BLUE（出演：マリエ。土曜 12:30 - 12:40〔SEASONS内〕）[250]
  - Diamond head ETHICAL WAVE（出演：坂口真生（エシカル・ディレクター）、豊田エリー。土曜 18:00 - 18:54）[250]

アール・エフ・ラジオ日本
- 2日 - SWEET!! FridayEdition（出演：瀬名葉月、三遊亭楽生。金曜 9:00 - ）[831]
- 4日 - 空人和人のラジオの原因。（出演：大倉空人、杢代和人（原因は自分にある。）。日曜 23:00 - 23:30）[877]

ベイエフエム
- 3日 - D4DJ pressents Photon Maidenの Universe（出演：紡木吏佐、前島亜美、岩田陽葵、佐藤日向。土曜 23:00 - 23:27）[878]
- 4日 - Peaceful Sunset（出演：Chara。日曜 17:00 - 18:00）[879]
- 6日（5日深夜） - 78 musi-curate（火<月曜深夜> - 木曜<水曜深夜> 3:00 - 4:52）[880]

エフエムナックファイブ
- 3日 - D4DJ presents Merm4idの RADIO BIG W4VE!!!!（出演：平嶋夏海、マンスリーサポーター。土曜 21:00 - 21:30）[881]
- 6日（5日深夜） - 藤宮もなの煌めき☆ソムリエ（出演：藤宮もな（煌めき☆アンフォレント）。火曜<月曜深夜> 1:40 - 2:00〔ラジオのアナ〜ラジアナ内〕）[882]

横浜エフエム放送
- 3日 - D4DJ presents 燐舞曲の「今宵、海を見つめて」（出演：加藤里保菜、大塚紗英、もものはるな、つんこ。土曜 22:00 - 22:30）[883]
- 4日 - 横浜DiscoTrain（出演：DJ OSSHY。日曜 15:48 - 15:57）[883]
- 6日 - てくてくかれんだー（出演：安斉かれん。火曜 18:20 - 18:40〔Tresen内〕）[883]
- 7日 - YOKOHAMA RADIO APARTMENT 「踊っちゃわNight!?」（出演：フィロソフィーのダンス。水曜 22:00 - 23:20）[883]
- 8日（7日深夜）
  - 言ったもん勝ち!だもん（出演：池畑慎之介、並木良和。木曜<水曜深夜> 1:00 - 1:30）[883]
  - ミッドナイトかくれんぼ（出演：優里。木曜<水曜深夜> 1:30 - 2:00）[883]

茨城放送
- 1日 - ミッドナイトクレイジーラジオ（出演：クリトリック・リス、大畠なつき、トムソー13世。木曜 21:00 - 22:00）[833]
- 2日
  - マサ&ナッキーのバイクライフ（出演：大森雅俊、大畠なつき。金曜 20:00 - 20:30）[833]
  - 今夜はLucky Night〜マシコ・フライデー〜（出演：マシコタツロウ。金曜 22:00 - 翌0:00）[833]
- 3日
  - リーダーの挑戦（出演：堀義人。土曜 18:30 - 19:00）[833]
  - 週刊ニュースポ!（出演：水越恭子。土曜 19:00 - 20:00）[833]
  - 麻雀普及委員会 Root for M League（出演：安藤銀一、日吉辰哉。土曜 20:00 - 20:30）[833]

栃木放送
- 1日 - 新井翔と今井太志の温もりラボ（出演：新井翔、今井太志。木曜 5:30 - ）[884]

エフエム栃木
- 3日 - DJ Keiの土曜学校（出演：DJ Kei。土曜 9:00 - 9:40）[885]

新潟放送
- 5日
  - みんなのマルシェ 佐藤智香子 10分間のアルデンテ（出演：佐藤智香子、工藤淳之介。月 - 木曜 17:50 - 18:00）[886]
  - 志田愛佳のLuna×Mona（出演：志田愛佳、大塩綾子。月曜 21:30 - 21:55）[887]
- 18日 - FlagsNiigata のための会議（出演：後藤寛勝。第3日曜 18:00 - 18:55）[888]

エフエム長野
- 1日
  - MAGIC HOUR（出演：小林新（月 - 水）、寺岡歩美（木）。月 - 木曜 16:00 - 18:55）[889]
  - GLIM SPANKY RADIO Gloaming Nation（出演：GLIM SPANKY。水曜 17:05頃〔MAGIC HOUR内〕）[889]

北陸放送
- 1日 - チカモリ鳳至の怪談奇談（出演：チカモリ鳳至。木曜 20:30 - 21:00）[890]

山梨放送
- 4日 - 海野・深田のラジオDEEP SEA（出演：海野紀恵、深田幹規。日曜 22:00 - 22:30）[891]
- 5日（4日深夜） - stillichimiyaの困ッタ人たち（出演：stillichimiya。月曜<日曜深夜> 0:00-）[892]

エフエム富士
- 2日 - ディアステ電音部-012-（出演：蔀祐佳、天音みほ、堀越せな。金曜 23:30 - 翌0:00）[893]
- 3日
  - Start Up YAMANASHI（出演：戸田達昭、宍戸美憂。土曜 9:30 - 9:54）[893]
  - BODY MAKE CLUB（出演：森川真帆。土曜 19:00 - 19:30）[893]
- 4日 - パナホーム山梨 presents“Nostalgic Story”（出演：鈴木ダイ。日曜 17:30 - 18:00）[893]

CBCラジオ
- 4日 - STAR CLASSICS RADIO（出演：小堀勝啓。日曜 18:00 - 18:30）[894]
- 12日（11日深夜） - 北野誠の深夜の雑談（出演：北野誠。第2月曜<日曜深夜> 1:00 - ）[894]

東海ラジオ放送
- 4日（3日深夜） - 前野沙織 & you radio（出演：前野沙織。日曜<土曜深夜> 3:00 - 4:45）[837]
- 5日（4日深夜） - 絵夢アリスと稲川英里のライバーシティへようこそ!（出演：絵夢アリス、稲川英里。月曜<日曜深夜> 0:00 - 0:30）[837]
- 5日
  - 荒磯親方 横綱人生道（出演：荒磯親方、村上和宏。月曜 19:00 - 19:15。）[837]
  - 安江のぶおのRadio Smile!（出演：安江のぶお。月曜 20:20 - 20:30）[895]

ZIP-FM
- 2日（1日深夜） - popping night☆（出演：pop☆star。金曜<木曜深夜> 1:30 - 2:00）[896]
- 2日 - GOLDEN BOY RADIO（出演：matty（ソナーポケット）。金曜 23:00 - 23:30）[897]
- 3日（2日深夜） - Finger Tips（出演：名古屋ギター女子部。土曜<金曜深夜> 1:00 - 1:30）[898]
- 8日（7日深夜） - ES-TRide On!（出演：ES-TRUS。木曜<水曜深夜> 1:00 - 1:30）[899]

エフエム愛知
- 3日（2日深夜） - 0時を過ぎてもシンデレラ（出演：ヲタル、キミのガールフレンド、PinkySpice。土曜<金曜深夜> 1:30 - 2:00）[900]
- 4日 - Uny Oil Presents Sunset Radio〜Driving Together〜（出演：川崎郁美。日曜 18:00 - 18:30）[900]
- 5日（4日深夜） - さくらガールの笑顔満開（出演：さくらガール 他。月曜<日曜深夜> 0:00 - 0:30）[900]
- 6日 - Brother presents Music Earth（出演：米山伸伍。火曜 19:30 - 19:55）[900]

三重エフエム放送
- 2日 - マジックアワー（出演：宮原えりか。金曜  17:00 - 18:55）[901]

静岡エフエム放送
- 2日 - バラッドをきみに（出演：川﨑玲奈。金曜 18:30 - 18:55）[902]
- 4日 - もにゃと朝橘（出演：中根もにゃ（STARMARIE）、三遊亭朝橘。日曜 21:30 - 22:00）[903]

朝日放送ラジオ
- 3日 - 武田和歌子 タソガレレストラン（出演：武田和歌子。土曜 17:00 - 17:55）[257][904]
- 4日（3日深夜） - ラジオペ!〜こちら青山オペレッタ広報部〜（出演：利根健太朗、週替わりメンバー（長江崚行、中山優貴、大隅勇太、矢部昌暉、大平峻也、友常勇気）。日曜<土曜深夜> 2:30 - ）[905]
- 5日 - ウラのウラまで浦川です（出演：浦川泰幸、珠久美穂子（月曜）、ナジャ・グランディーバ（火曜）、亀石倫子（水曜）、中西正男（木曜）、塩田えみ（木曜）。月 - 木曜 15:00 - 17:55（月曜のみ17:25））[257]
- 9日（8日深夜） - 増田紗織とJAY'EDとLeolaの音バズ（出演：増田紗織、JAY'ED、Leola。金曜<木曜深夜> 0:00 - 0:30）[906]
- 9日
  - 横山太一のピカイチ☆ブランチ!（出演：横山太一、小原正子（クワバタオハラ）。金曜 9:00 - 12:00）[257]
  - 柴田・西森のぼちぼち金曜日（出演：柴田博、西森洋一（モンスターエンジン）。金曜 15:00 - 17:55）[257][907]

毎日放送
- 4日 - 〜MBS茶屋町ゴルフ倶楽部〜Sunday Morning Shot!（出演：金山泉。日曜 6:20 - 6:45）[908]
- 14日（13日深夜） - Aマッソの両A面（出演：Aマッソ。第2水曜<火曜深夜> 2:00 - 4:40）[909]

大阪放送
- 7日 - 浪花ともあれ浪曲ざんまい（出演：春野恵子。水曜 20:00 - ）[910]

エフエム大阪
- 5日 - BUCKET LIST RADIO（出演：リョースケ（YouTuber）。月曜 19:00 - 19:30）[911]

ラジオ関西
- 1日
  - 平田オリザの舞台は但馬（出演：平田オリザ、田名部真理。木曜 13:00 - 13:25）[912]
  - ニュースタイムライン（出演：林真一郎。月 - 木曜 16:30 - 17:35）[912]
- 2日
  - としちゃん・大貴のええやんカー!やってみよう!!（出演：林歳彦、田中大貴。金曜 20:30 - 21:00）[912]
  - ONE ラジ!（出演：大根雄馬、関義哉。金曜 21:00 - 21:30）[912]
- 3日 - 恵王エルのススメ!三冠らじお シーズン2（出演：倉知玲鳳。土曜 19:30 - 19:54）[912]
- 4日
  - 長谷川玲奈のradioclub.jp（出演：長谷川玲奈。日曜 19:00 - 19:30）[912]
  - 横井秀仁のSaxyラジオ（出演：横井秀仁、ケーちゃん。日曜 21:00 - 21:30）[912]
- 6日 - RoB Station（火曜 21:00 - 21:30）[912]
- 21日
  - トロピカン公爵のヴィータローザ（出演：館幸祐、星奈聖子、藤原文香。水曜 20:00 - 20:30）[912]
  - GODの都市伝説RADIO（出演：GOD SIZUKU。水曜 20:30 - 21:00）[912]
- 22日 - さくらいりょうこの「夢と生きる」（出演：さくらいりょうこ。木曜 20:30 - 21:00）[912]

兵庫エフエム放送
- 2日
  - 4SEASONS -ENERGY-（出演：ターザン山下、小林祐梨子。金曜 7:30 - 11:00）[913]
  - Kiss Music Presenter スパシャン FRIDAY（出演：川田一輝。金曜 16:00 - 19:00）[914]

エフエム滋賀
- 3日 - OLDIES GOODIES（出演：ばんばひろふみ、長戸大幸。土曜 12:00 - 12:55）[915]

京都放送
- 1日
  - 26回のホら話（出演：山下賢二（ホホホ座）。木曜 18:00 - 19:00）[916]
  - ネイビーズアフロの「ラジオにセント!」（出演：ネイビーズアフロ。木曜 19:30 - 21:00）[917]
- 2日 - ラニーノーズの鼻!（出演：ラニーノーズ。金曜 18:00 - 21:00）[918]
- 4日 - ハリある暮らし（出演：中村一徳。日曜 22:00 - 22:30）[919]

和歌山放送
- 3日 - ゆあさみちるのど〜ん!丼!DON!（出演：ゆあさみちる。土曜 5:00 - 5:30）[920]

エフエム山陰
- 4日 - V-airあまばん（日曜 18:00 - 18:30）[921]
- 6日 - homme 耳の肴（出演：homme。火曜 18:30 - 18:55）[921]

岡山エフエム放送
- 7日 - STU48のもしもし?（出演：沖侑果（STU48）、水曜 21:55 - 22:00）[922]

中国放送
- 1日 - 本名正憲の20世紀洋楽少年（出演：本名正憲。木曜 5:10 - 5:20）[923]
- 3日
  - ヒロマツ サタデー・ピットイン（出演：松田哲也。土曜 11:00 - 11:30）[841]
  - 名曲天国!ミュージック・ア・ゴーゴー!（出演：青山高治。土曜 16:00 - 17:00）[924]
- 4日 - さいねいレストラン（出演：さいねい龍二。日曜 11:00 - 11:30）[841]

広島エフエム放送
- 1日 - 俊山真美のDAYS!（出演：俊山真美。水 - 木曜 13:30 - 15:55）[925]

エフエム山口
- 1日 - 山口井筒屋 radio winery（出演：松永成央。木曜 18:55 - ）[926]

四国放送
- 28日 - 舩越園子のゴルフコラム（出演：船越園子。月 - 金曜 12:55 - 13:00）[927]

エフエム徳島
- 2日 - 浜端ヨウヘイ ショットグラスミュージック〜大きな男の小さな話〜（出演：浜端ヨウヘイ。金曜 16:55 - 17:00〔FRIDAY ON LINE 〜FIVE COLORS RADIO〜内〕）[928]
- 7日 - レア徳島/72,0000〜ごっついことしよる人〜（出演：土橋琢史。水曜 11:30 - 11:55）[929]

南海放送
- 4日 - ヒコヒコジョッキー「ラジオマンの憂鬱」（出演：田中和彦（南海放送会長）。日曜 10:00 - 12:00）[843]

RKB毎日放送
- 3日
  - 日産ワイドサタデー 土曜 de R。（出演：栗田善太郎、冨土原圭希。土曜 13:00 - ）[930]
  - 土曜 de R。（出演：栗田善太郎、冨土原圭希。土曜 16:00 - 17:00）[930]
- 5日（4日深夜）
  - 古代の福岡を歩く〜シーズン6〜（出演：坂田周大。月曜<日曜深夜> 0:00 - 0:30）[930]
  - 日曜 mo R。〜明るいラ族計画〜（月曜<日曜深夜> 1:00 - 1:30）[930]
- 9日 - 加来耕三が柳川で大河ドラマをつくってみた〜シーズン2（出演：加来耕三（歴史家・作家）。金曜 12:20 - 12:34）[930]

九州朝日放送
- 3日 - 久米ゆきのモーニングミュージック（出演：久米ゆき。土曜 5:00 - ）[931]
- 5日 - ミヤリサン製薬 ラジオ劇場 下町ロケット（出演：黒木啓司（EXILE） ほか。月曜 18:30 - 18:45）[932]
- 8日（7日深夜） - マツシタユイチューブ（出演：松下由依。木曜<水曜深夜> 0:35 - 1:00）[933]

ラブエフエム国際放送
- 9日 - 音楽居酒屋 一曲入魂（出演：すー大将。第2金曜 23:00 - 23:30）[934]

CROSS FM
- 1日
  - ファンファン北九州（木曜 10:47 - 10:57）[935]
  - アシタノオト（出演：小坂真琴。月 - 木曜 20:00 - 21:00）[936]

エフエム福岡
- 1日 - ZERO MORNING（出演：西川さとり。月 - 木曜 5:00 - 5:45、6:00 - 6:30。金曜 5:00 - 6:15）[937]
- 6日 - スピラ・スピカ 幹葉のちょっと喋らせて〜!（出演：幹葉（スピラ・スピカ）。第1火曜 21:05頃〔FM FUKUOKA アニソン部 Ⅱ内〕）[938]

エフエム長崎
- 4日 - My Direction（出演：Shunsuke。日曜 18:00 - 18:55）[939]

熊本放送
- 3日 - 糸永 大輔ラジオやってます（出演：糸永有希、渡辺大輔。土曜 9:00 - 11:30）[940]

大分放送
- 2日
  - キャンピングラジオ（出演：村津孝仁。金曜 21:00 - 21:30）[941]
  - 9ヂカラちょこっとちゃんとしナイト☆（出演：村津孝仁、平山沙絵、木本涼介、猪野友梨佳。金曜 21:30 - 22:00）[846]

エフエム宮崎
- 3日 - Music Jam（出演：DJ POCKY。土曜 19:00 - 19:55）[942]

エフエム鹿児島
- 3日 - Oosumi Driving（出演：蔵屋留美子、宮内ありさ（取材レポーター）。土曜 9:30 - 9:55）[943]

ラジオ沖縄
- 4日 - 坂田めぐみの☆えっさほいさラジオ（出演：坂田めぐみ。日曜 17:15 - 17:25）[944]

NRN
- 1日 - ラジオアミューズメントパーク MILLEAのSOUND MEMORY（出演：MILLEA。木曜 21:00 - 22:00）[945]
- 2日 - ラジオアミューズメントパーク 水雲à la carte（出演：水雲-MIZMO-。金曜 21:00 - 22:00）[946]

JFN
- 1日 - 髙橋ひかる Highway Runway（出演：髙橋ひかる。）[947][948]
- 4日 - WANIMAのラジオ（出演：WANIMA。日曜 22:00 - 22:55）[949]

JFL
- 2日 - ENEOS FOR OUR EARTH 〜ONE BY ONE〜（出演：堀田茜。金曜 22:00 - 22:30）[250][950]

#### 2020年11月放送開始
NHKラジオ第1放送
- 7日 - ヤバイラジオ屋さん（出演：ヤバイTシャツ屋さん。土曜 16:05 - 16:55）[951]
- 21日 - 大竹しのぶの"スピーカーズコーナー"（出演：大竹しのぶ。土曜 14:05- 15:55）[952]

STVラジオ
- 7日 - 明石のいんでしょ大作戦!（出演：明石英一郎、高山幸代、兼子真衣。土曜 14:00 - 17:30）[234]
- 8日 - 村岡啓介 フリースタイルサンデー（出演：村岡啓介。日曜 14:00 - 17:00）[234]

山形放送
- 6日 - テツandトモのなんでだラジオ!（出演：テツandトモ。金曜 18:10 - 18:40）[953]

TBSラジオ
- 2日 - ふわっち presents らじおっつ（出演：グレープカンパニー所属芸人。月曜 - 金曜 23:55 - 翌0:00）[954]

文化放送
- 3日 - 卒業アルバムに1人はいそうな人を探すラジオ（出演：秋元真夏（乃木坂46）（火曜）、徳井健太（平成ノブシコブシ）（水曜）、山﨑ケイ（相席スタート）（木曜）、サーヤ（ラランド）（金曜）。火 - 金曜 19:00 - 21:00）[275]

ニッポン放送
- 10日
  - 鶴光の噂のゴールデンリクエスト（出演：笑福亭鶴光、田中美和子。火 - 木曜 17:30 - 19:00）[955][240]
  - 本田圭佑 「NowVoice」（出演：本田圭佑、東島衣里。火曜 19:00 - 21:00）[956][240]
  - YUGO・荘口 やりやラジオ（出演：YUGO、荘口彰久。火曜 21:00 - 21:20）[957][958]
- 11日
  - 前田裕二のゼロイチ（出演：前田裕二。水曜 19:00 - 21:00）[959][240]
  - Go!Go! World Soccer!!（出演：大泉健斗。水曜 21:00 - 21:30）[960]
- 12日
  - ゲッターズ飯田 ラジオで占いまSHOW（出演：ゲッターズ飯田、東島衣里。木曜 19:00 - 21:00）[961][240]
  - Novelbright ユーダイナマイトニッポン（出演：Novelbright。木曜 21:00 - 21:20）[962]
- 13日
  - 安東弘樹 Let’s Go Friday（出演：安東弘樹、田中美和子。金曜 17:30 - 20:00）[963][240]
  - つるぎみゆきエンタメパレード（出演：つるぎみゆき、前島花音。金曜 21:00 - 21:20）[964]
- 14日
  - 高嶋ひでたけ・森田耕次のキニナル・サタデー（出演：高嶋ひでたけ、森田耕次。土曜 17:40 - 19:00）[965][240]
  - Qoo10 presents 宇垣美里のビューティフルアンサンブル（出演：宇垣美里。土曜 21:00 - 21:10）[966]

InterFM897
- 8日（7日深夜） - DJサブカルクソ女の音楽解体新書（出演：巴奎依。日曜<土曜深夜> 4:30 - 5:00）[967]

エフエム東京
- 6日 - Wanna Know KOREA（出演：シン・ウィス。金曜 18:00 - 18:25）[968]
- 7日 - 日清MCTオイルpresents 広瀬アリスのお散歩日和（出演：広瀬アリス。土曜 14:55 - 15:00）[969]

エフエム栃木
- 5日 - 沼尾ひろ子の朗読の世界（出演：沼尾ひろ子。木曜 23:55 - 翌0:00）[970]

エフエム富士
- 1日 - SIZUKUのFANTASY MAGIC（出演：SIZUKU（シータ波シンガー）。日曜 22:30 - 23:00）[971]

信越放送
- 2日 - ながのKEN!JIN!KAI!（出演：久野大地、新田恵海、髙橋彩香（AKB48）、徳谷柿次郎 ほか。月1回 月曜 19:00 - 20:00）[972]

CBCラジオ
- 7日 - NTPグループpresents「河原崎辰也 走れ!ハイエース!」（出演：河原崎辰也。土曜 16:00 - 16:15）[973]
- 10日
  - ゆるよる（出演：アホロートル（火曜）、三浦優奈（水曜）、らじお女子（木曜）、小野小町（金曜）。火 - 金曜 19:00 - 21:00）[894]
  - いっしょにSDGs（出演：CBCアナウンサー。火 - 金曜 21:30 - 21:40）[894]

東海ラジオ放送
- 1日 - さくらまやのあらためまして（出演：さくらまや。日曜 6:40 - 6:55）[974]
- 2日 - 入澤優のざわざわRadio（出演：入澤優。月曜 19:30 - 19:45）[975]
- 7日 - ぜんじろう Radio Show!（出演：ぜんじろう、深谷里奈。土曜 14:00 - 17:00）[837]
- 8日 - オールタイムリクエストTRI-ON（出演：週替わり。日曜 14:00 - 17:00）[837]
- 10日 - なかしのミュージックシャッフル（出演：なかし（スペードの3）。火 - 金曜 21:00 - 21:30）[976]

朝日放送ラジオ
- 6日
  - ラジオで虎バン!（出演：朝日放送スポーツアナウンサー、朝日放送プロ野球解説陣。火 - 金曜 18:00 - 19:00）[977]
  - 伊藤史隆のラジオノオト シーズン4（出演：伊藤史隆、向井亜季（火曜）、笑福亭松喬（水曜）、小林祐梨子（木曜）、なにわスワンキーズ（金曜）。火 - 金曜 19:00 - 21:00）[977]

毎日放送
- 1日 - コウテイの銀蛾・流電音（ギガ・ルデオ）（出演：コウテイ。日曜 16:30 - ）[978]

京都放送
- 8日
  - 山田幸代のOnly One Radio（出演：山田幸代。日曜 17:30 - 18:00）[979]
  - なりフリ!!!（出演：ボンざわーるど、#ジューロック、シャニムニ＝パレード、ワッツ◎さーくる ほか。隔週日曜 20:00 - 20:30）[980]

エフエム京都
- 29日 - PINK MOON RADIO（出演：曽我部恵一。奇数月 最終日曜 23:00 - 翌1:00）[981]

エフエム高知
- 6日 - 一汁三菜ラヂオ食堂（金曜 10:55 - 11:00）[982]

九州朝日放送
- 3日 - LBレコード（出演：ブルーリバー（火曜 - 水曜）、コンバット満（木 - 金曜）、田中菜津美（HKT48）（木曜）、深瀬智聖（金曜）。火 - 金曜 19:00 - 21:45）[983]

#### 2020年12月放送開始
エフエム北海道
- 4日（3日深夜） - Dig link〜ディグリンク〜（出演：Sana。金曜<木曜深夜> 1:30 - 2:00）[984]

ラジオ福島
- 3日 - 他言無用〜女性アナウンサー好き勝手します!!〜（出演：ラジオ福島女性アナウンサー。木曜 21:00 - 21:15）[985]

InterFM897
- 4日 - NCT 127 ユウタのYUTA at Home（出演：YUTA（NCT 127）。金曜 23:00 - 翌0:00）[986]

エフエム東京
- 5日 - サンリオピューロランドなう（土曜 12:25 - 12:30）[987]
- 6日 - 香味焙煎 presents Lifetime with Coffee～コーヒー片手に、大人のたしなみ～（出演：青木崇高。日曜 18:30 - 18:55）[987]

エフエムナックファイブ
- 2日（1日深夜） - 7ORDERのNACK7（出演：7ORDER。水曜<火曜深夜> 1:40 - 〔ラジオのアナ〜ラジアナ火曜内〕）[988]

エフエム群馬
- 1日 - 3時のカイシャイン（出演：3時のヒロイン、なだぎ武（コーナー担当）。火曜 15:00 - 15:30）[989]
- 3日 - Takuyaのツキイチ!（出演：Takyuya。第1木曜 11:30 - 11:55）[990]

エフエム愛知
- 5日 - スマイルケア名古屋 Brilliant Time（出演：小宮拓郎、渡辺琴。土曜 8:30 - ）[991]

静岡エフエム放送
- 5日 - ゆうとぴか（出演：春風亭ぴっかり☆、井上侑。土曜 19:30 - 19:55）[992]

毎日放送
- 1日 - 次は〜新福島! =第4章 冬将軍=（出演：福島暢啓 ほか。火 - 水曜 20:00 - 22:00）[993]
- 3日
  - 森たけしのスカタンラジオ（出演:森たけし。木曜 20:00 - 21:00）[303]
  - すずの音 〜私に見えるもの、あなたに聞こえること〜（出演：山之内すず。木曜 21:00 - 21:30）[994]
  - 橋本愛の、ここにしかないどこかへ（出演：橋本愛。木曜 21:30 - 22:00）[994]
- 5日 - 鞘師里保と○○と（出演：鞘師里保。土曜 23:30 - 翌日曜 0:00）[994]
- 6日 - TOROMI RADIO（出演：山崎香佳 ほか。日曜 16:30 - 17:00）[995]

エフエム福岡
- 19日（18日深夜） - THE HEAVEN〜天国のラジオ〜（出演：大谷秀政、中ノ森文子。金曜<木曜深夜> 2:00 - 2:55）[996]
- 22日（21日深夜） - THE SECRET 〜秘密のラジオ〜（出演：takuchan (from NYAI)。火曜<月曜深夜> 2:00 - 2:55）[996]

琉球放送
- 5日 - 92ラジ（出演：92（GReeeeN）、片野達朗。土曜 17:00 - 17:30）[997]

### 終了番組

#### 2020年2月放送終了
J-WAVE
- 29日 - FRUIT MARKET[998]

ベイエフエム
- 9日 - Who cares? ※出演者の不祥事による終了[22]

ニッポン放送
- 16日 - WANIMAのオールナイトニッポン にちようび

毎日放送
- 26日（25日深夜） - バービー・郡司の深夜教室Q組[999]

#### 2020年3月放送終了
NHKラジオ第1放送
- 13日 - すっぴん![40]
- 14日 - ミュージックバズ[1000]
- 15日 - うたことば[1001]

北海道放送
- 29日（28日深夜） - サブカルキック[1002]
- 29日 - Hello! to meet you![581]

エフエム北海道
- 25日 - 栞寧のシオリ[1003]

エフエム・ノースウェーブ
- 28日 - GAKU-MCのラジオグッジョブ[1004]

東北放送
- 23日 - トータルテンボスのぬきさしならナイト![1005]

エフエム仙台
- 25日 - 竹森マサユキのAKERU radio[1006]

秋田放送
- 14日 - ラジオ快晴GO!GO!のマキ[1007]

エフエム秋田
- 26日 - らんとらんのお水の花道 けものみち[1008]

エフエム山形
- 27日 - ザ・キャプテンズの薔薇色温泉ぽっかぽか[1009]

TBSラジオ
- 24日 - ハライチ岩井勇気のアニニャン![1010]
- 25日（24日深夜） - まこと・こぶしファクトリーのラジオパンチ![1011]
- 29日
  - 美輪明宏・薔薇色の日曜日[1012]
  - 千葉ドリーム!もぎたてラジオ[1013]
  - 横山だいすけ はじめのいっぽ[1014]

文化放送
- 23日 - 浅野真澄×山田真哉の週刊マネーランド[1015]
- 24日（23日深夜） - &CAST!!!アワー 森久保祥太郎のラブナイツ![1016]
- 25日（24日深夜） - &CAST!!!アワー 吉野裕行のラブナイツ![1016]
- 25日 - クラスメイトは大友花恋![1017]
- 26日（25日深夜）
  - &CAST!!!アワー 福山潤のラブナイツ![1016]
  - 鹿乃のかくかくしかじかありまして![1018]
- 27日（26日深夜） - &CAST!!!アワー 諏訪部順一のラブナイツ![1016]
- 27日（26日深夜） - sora tob sakanaの飛ばなきゃ損損!![1019]
- 28日（27日深夜） - &CAST!!!アワー ラブナイツ!（金曜）[1016]
- 28日 - Radioオンエア! 〜宝石が丘学園放送部〜[1020]
- 29日（28日深夜） - エブリスタ・マンガボックス presents 豊永・小松・三上の真夜中のラジオ文芸部[1021]
- 29日
  - MAX・邦丸　Ride on Boat[1022]
  - 眉村ちあきのオギャなじかん[1023]
  - 竹中功のアロハな気分[1024]
- 30日（29日深夜） - &CAST!!!アワー ラブバンケット! ANNEX[1025]

ニッポン放送
- 13日 - dreamBoatのラジオボート[1026]
- 18日 - 土屋礼央 SOUND RING[1027]
- 20日 - ラブライブ!シリーズのオールナイトニッポンGOLD
- 21日
  - Kis-My-Ft2のオールナイトニッポンPremium[1028]
  - KEN RADIO[1029]
- 24日（23日深夜） - 伊藤健太郎のオールナイトニッポン0(ZERO)[1030]
- 27日（26日深夜） - King Gnu 井口理のオールナイトニッポン0(ZERO)[1031]
- 28日 - オールナイトニッポンサタデースペシャル 大倉くんと高橋くん[1032]

InterFM897
- 25日 - WONK RADIO[1033]
- 29日 - Jazz Ain't Jazz[1034]
- 26日 - Oh Wow, Very Cool![1035]
- 31日
  - Ready Steady George!![1036]
  - SASUKE's konnichiwa Radio[1037]

エフエム東京
- 5日 - Aqours LOCKS![1038]
- 19日 - 平手友梨奈のGIRLS LOCKS![1038]
- 26日（25日深夜） - 蒼井翔太 Hungry night[1039]
- 26日 - 髙橋ひかるのGIRLS LOCKS![1038]
- 27日（26日深夜）
  - でんぱch.・〜TOKYO DEMPA INTERNATIONAL〜[1040]
  - 大家志津香のウィズモ![1041]
- 27日
  - TOKYO SPORTS GOOD[1042]
  - TOKYO SOUNDS GOOD[1043]
  - セカオワLOCKS![1044]
- 28日 - 防災FRONT LINE[1045]
- 29日 - 木村カエラcosmic☆radio[1046]
- 30日 - ヒプノシスRADIO supported by Spotify[1047]

J-WAVE
- 28日（27日深夜） - SOFA KING FRIDAY[1048]
- 29日 - FUTURISM[1049]

アール・エフ・ラジオ日本
- 26日 - IRIAMバーチャルラジオ営業所[1050]
- 27日 - マット安川のずばり勝負[1051]

ベイエフエム
- 25日 - SPACE SHOWER MUSIC RADIO[1052]
- 26日 - スットコドッコイラヂオ劇場[1053]
- 27日 - BIGMOTOR presents ENJOY CAR LIFE[1054]
- 28日（27日深夜） - バズザックファクトリー[1055]
- 29日
  - NISSAN DAYZ presents SPICE UP SUNDAY[1056]
  - Dai-ichi Life presents Lifestyle Recipe[1057]
  - 奥華子のLagan de Talk![1058]
- 31日 - ON8+1[1059]

エフエムナックファイブ
26日 - NACK Nパス
横浜エフエム放送
- 25日 - E★K radio Back To Back[1061]
- 30日 - かなジオン[1062]

栃木放送
- 27日 - まるきん大行進[1063]

エフエム栃木
- 22日 - ナチュラリズム[1064]

エフエム群馬
- 26日 - ここデリ![1065]

新潟放送
- 26日 - わたしとよりみちくん[1066]

富山エフエム放送
- 10日 - ラジオ紙芝居〜木曾義仲と巴御前の生涯〜[1067]
- 27日 - WEEKLY CHART EXPRESS〜TOYAMA TOP30〜[1068]
- 31日 - RADIO JAM[1069]

エフエム富士
- 26日
  - こぶしファクトリーの夜空で逢いましょう[1070]
  - PRIZMAX presents "EBi-Dunk!!"[1071]
- 28日 - 転校少女*の課外授業[1072]
- 29日 - アクアノートの水質検査[1073]
- 30日 - GIRLS・GIRLS・GIRLS＝FULL BOOST＝ dreamBoat 男装パラダイス〜だんぱら〜[1074]

CBCラジオ
- 28日 - 丹野みどりのよりどりウィークエンド[1075]
- 29日 - 7☆3 I-DREAM STATION[1076]

東海ラジオ放送
- 8日 - さおらじ![1077]
- 20日 - ヨウヘイ BIGMAN'S RADIO[1078]
- 21日 - アンダーポイントのまっぴるま![50]
- 29日（28日深夜） - 和田彩花のビジュルム[1079]
- 29日 - リトグリのハモれでぃお[1080]

ZIP-FM
- 21日 - andropのサタデーナイトサウナ〔RADIO SNEAKER'Z内〕[1081]
- 27日
  - GOODY
  - DANCEMAN
- 28日 - JOIN US![1082]
- 29日
  - STEP6
  - SUNDAY HAPPY HOUR
- 31日
  - bloomy*
  - tTime[1083]
  - bestie
  - Groover's Dive
  - PEEPS![1084]

Radio NEO
- 26日 - MUSIC GARAGE from NTP-ark[1085]

エフエム愛知
- 26日
  - #funday[1086]
  - Delight[1087]
  - You gott@ POWER[1088]
  - NEXT JAM[1089]
- 27日
  - Groovin' TODAY[1090]
  - CHEER UP[1091]
  - GAGA Friday[1092]

静岡放送
- 28日 - tea time speakers[1093]

岐阜放送ラジオ
- 27日
  - ケージ東のオンガク語リスト[1094]
  - Nine oh! for you[1095]

三重エフエム放送
- 27日 - READY![1096]

朝日放送ラジオ
- 14日 - 橋詰優子の「劇場に行こう!」[1097]
- 21日（20日深夜） - せとうちタイムレディオ[1098]
- 26日 - NMB48の10分しかないッ![1099]
- 29日（28日深夜） - 澤田有也佳のアナがパジャマに着替えたら[1100]

毎日放送
- 14日 - 桜井一枝&井上雅雄のるんるん土曜リクエスト[1101]
- 18日 - 次は〜新福島!=第3章・構築と解体=[1102]
- 21日 - 福島のぶひろの、どうぞお構いなく。[1103]
- 26日（25日深夜） - NAOTOな音[1104]

大阪放送
- 25日 - 川上大輔 夜はクレッシェンド[1105]
- 28日 - たつをの1day グッディ[1106]
- 29日 - 夜中メイクが気になったから[1107]

FM802
- 27日（26日深夜） - Night Groomin'[1108]
- 29日 - INTRO-JUICE 802[1109]

ラジオ関西
- 25日 - そえんじの機嫌よう喋らせてぇ[1110]
- 28日
  - 桂春蝶のちょうちょ結び[1111]
  - 北原ゆかの"Landing radio"[1112]
  - ドレドレ♡Lovelys[1113]
- 31日
  - 時間です!林編集長

京都放送
- 28日 - 今日はQyotoにおいでやす[1114]
- 29日 - 地下鉄に乗るっ 〜京都建設案内〜[1115]

エフエム京都
- 25日 - MOONRISE KINGDOM[1116]
- 29日
  - α‐DAYLIGHT CALL[1117]
  - OVERSEAS TOP40[1118]
  - BREAK ON THROUGH[1119]
- 29日 - Polar Bear[1120]

中国放送
- 26日 - RadiPrism[1121]

南海放送
- 29日 - Hips[1122]

RKB毎日放送
- 19日 - ピンボケ![1123]
- 23日 - 山田麻莉奈のかしこまりり![1124]
- 23日 - 冨永ボンド アートレディオ[1125]

九州朝日放送
- 26日（25日深夜） - 10神ラ族[1126]

29日 - ミュージックライダー
ラブエフエム国際放送
- 28日 - Kore“an”Night[729]
- 31日 - music drops[729]

エフエム長崎
- 29日（28日深夜） - ガッツリくらいつけ!!ガクばん[1128]

大分放送
- 5日 - 〜めざせトータル100万フォロワー〜 4KアイドルRADIO（出演：髙木由莉愛（JAPANARIZM）。日曜 21:30 - 22:00）[1129]

エフエム大分
- 26日 - KNOCK![1130]
- 27日 - Charge-Up RADIO[1131]

宮崎放送
- 23日 - 女会[1132]

南日本放送
- 28日 - 探検!かごしまじかん[1133]
- 29日 - Radio de BINGO[1134]

琉球放送
- 27日
  - シャキッとi[1135]
  - スポーツフォーカル[1136]

#### 2020年5月放送終了
エフエムラジオ新潟
- 15日
  - Joint&Jam 〜global dance traxx〜[748]
  - Swag[748]

#### 2020年6月放送終了
STVラジオ
- 28日 - 大山慎介のちょっと暮らし北海道[769]

エフエム北海道
- 25日 - 波よ聞いてくれ 〜Wave,Listen to me!〜[1137]

TBSラジオ
- 27日 - 久米宏 ラジオなんですけど[149]
- 28日 - YONEX presents 高島礼子のトーキングウォーキング[1138]

エフエム東京
- 27日 - SHOWROOM主義[1139]
- 28日（27日深夜） - 椎名へきる みたいラジオ[1140]

アール・エフ・ラジオ日本
- 25日 - 沙央くらまのKURAMA de ナイト![1141]

ベイエフエム
- 30日 - NOW HITS STREET[1142]

エフエムナックファイブ
- 27日 - 愛 Love Saturday[1143]

横浜エフエム放送
- 28日 - Music University[1144]

エフエムラジオ新潟
- 29日 - よしもと住みます芸人のママママンデー[1145]

新潟県民エフエム放送
- 26日 - Likey[1146]

エフエム富士
- 24日 - GIRLS♥GIRLS♥GIRLS＝コドモメンタルRADIO＝[1147]
- 27日 - JewelのParty UP!!![1148]
- 27日 - Selectors[1149]
- 30日 - 黒木渚の棘[1150]

CBCラジオ
- 26日
  - おはようございます!はやぶさです!![1151]
  - THE BEAT GARDENの勝手にお邪魔しまっす〜!!!![1152]

エフエム大阪
- 30日 - OH! MY MORNING 851[1153]
- 27日 - Nestlé presents CHEER UP! MORNING[1154]
- 28日（27日深夜） - we are MONA[1155]

ラジオ関西
- 28日 - 田代さや佳のMirache Music Triangle[1156]

兵庫エフエム放送
- 26日 - Kiss BASKETBALL FREAKS supported by ワールドグループ[1157]

琉球放送
- 28日 - 島袋優のヤエヤマン イン クモジ[1158]

JFN
- 21日 - KIKI-TABI〜2 Thousand Miles〜[1159]
- 29日（28日深夜） - GLIM SPANKY RADIO INSTANT NATION[1160]

#### 2020年7月放送終了
東北放送
- 27日 - スベル兄弟[1161]

FM802
- 30日（29日深夜） - WONDER POP[1162]
- 31日 - ROCK KIDS 802 -YUME GO AROUND-[1163]

CROSS FM
- 29日 - 高田由香Here![1164]
- 30日 - 霧島酒造 presents POCKYのK'S WAVE[1165]

#### 2020年9月放送終了
北海道放送
- 21日
  - 建山義紀のほな、ウチおいで[851]
  - 音タクベストテン[851]
- 26日
  - 室谷香菜子 fightoooh!![851]
  - 気ままにWEEKEND[851]
  - 吉田類のゆる〜り・ほろ酔いと〜く[851]
- 27日（26日深夜） - 北乃カムイのもにょもにょラジオ!（適当）[851]
- 27日
  - 金子智也の朝からどうもすみません[851]
  - ベストテンほっかいどう[851]

エフエム北海道
- 24日 - WE are the RADIO[853]
- 25日
  - ちょびREAL[853]
  - NIKKA Bottoms up! CONNECTION[853]
- 26日
  - フォルナ・コンサドーレ[853]
  - 就活DO[853]
- 27日 - MOVIE ACCESS[853]
- 28日 - Sound Alive[853]
- 29日 - ONE MORE LAP![853]
- 30日（29日深夜） - TENTSENSのミッドナイトチューズデー[853]

エフエムノースウェーブ
- 24日 - lol 佐藤友祐のaccess to smile[1166]

TBSラジオ
- 22日 - 日本リアライズ presents 篠田麻里子のGOOD LIFE LAB![1167]
- 24日 - ブシロードpresents相羽あいなの大こ〜かいRaDiO[1168]
- 25日
  - 有馬隼人とらじおと山瀬まみと[228]
  - ACTION[229]
  - BLITZ POWER PUSH[注 46][1169]
- 26日（25日深夜） - Fine!![229]
- 27日 - べしゃり王選手権[1170]
- 28日（27日深夜）
  - オーディナリーミュージック[1171]
  - Fine music[1172]

文化放送
- 21日 - 池田純 スポーツコロシアム[1173]
- 22日（21日深夜） - Pocoっとchaンネル![1174]
- 25日 - 芝浦音楽倉庫[1175]
- 26日（25日深夜） - AnisonDays+[1176]
- 26日 - 千葉真子BEST SMILEランニングクラブ[1177]
- 27日 - にじさんじpresents リゼるるListen[1178]
- 28日（27日深夜） - 江口拓也のラストオーダー[1179]

ニッポン放送
- 2日 - DAYS[217]
- 4日 - 大橋未歩 金曜ブラボー[217]
- 28日（27日深夜） - max matsuura 仕事が遊びで遊びが仕事[1180]

InterFM897
- 28日 - SONIC RADIO[1181]

エフエム東京
- 23日 - U-nite! 木村昴のDiggin' Dope Sound[1182]
- 25日（24日深夜） - 大家志津香のしーちゃんねる![1183]
- 25日 - OKAMOTO'S SHOCK THE RADIO[1184]
- 26日
  - セブンカフェ presents SOUND IN MY PREMIUM LIFE[1185]
  - ジェットラン・テクノロジーズ presents THE CHORD 原田真二 with AI[1186]
- 27日
  - KOSÉ HEALING BLUE[1187]
  - ENEOS presents DREAMS COME TRUE 中村正人のENERGY for ALL[1188]
  - Pocky ラジアン サンデー![1189]
  - うむラジ[1190]
- 30日
  - LOVE CONNECTION[1191]
  - 高橋みなみの これから、何する?[241]

J-WAVE
- 25日
  - SEIKO SOUND STORAGE[1192]
  - GOLD RUSH[230]

アール・エフ・ラジオ日本
- 25日 - Hello! I,Radio[1193]

ベイエフエム
- 26日 - お〜はらじお[1194]

エフエムナックファイブ
- 26日 - バンドリ! ガールズバンドパーティ!presents Afterglowの夕焼けSTUDIO[1195]
- 29日（28日深夜） - かなみんジャンプ Radio[1196]

横浜エフエム放送
- 30日 - YOKOHAMA RADIO APARTMENT 「to the OCEAN」[1197]
- 31日（30日深夜）
  - まよなかレコード[1198]
  - Share the Night[1199]

エフエム栃木
- 25日 - ふれため[1200]

新潟放送
- 20日 - ねづっち・長谷川玲奈の声優さん、整いました![1201]

山梨放送
- 26日 - 佐々木優太の開運巡り[1202]

エフエム富士
- 18日 - Mi☆nAとENGAG.INGのミラクルラジオスターター![1203]
- 27日（26日深夜） - ジャングルポケットの楽な仕事じゃないよ[1204]

信越放送
- 25日 - 情報わんさかGOGOワイド!らじ★カン[1205]
- 28日 - やってこ!久野柿次郎[1206]

長野エフエム放送
- 26日 - 古川雄大「あしたはSUNDAY」[1207]
- 30日 - ラジモ![1208]

CBCラジオ
- 26日 - 荒木とよひさの明るく元気にヨーイドン![894]
- 27日 - 高橋誠の心音[894]

東海ラジオ放送
- 25日
  - 源石和輝 ひるカフェ[837][1209]
  - 山浦ひさし!イチヂカラ![837]
- 27日（26日深夜） - 松室政哉のタワゴト[1210]

ZIP-FM
- 25日（24日深夜） - Silver Sun Radio[1211]
- 25日 - URBAN BREEZE[1212]

静岡エフエム放送
- 27日 - 水咲加奈 アートの隙間から[1213]

三重エフエム放送
- 25日 - Weekend Palette[1214]

朝日放送ラジオ
- 30日（29日深夜） - ねおもも♪繋がーりぃラジオ[1215]

大阪放送
- 27日 - ここいば![1216]
- 29日 - アルミカンの今夜も勝負パンツ[1217]

ラジオ関西
- 27日（26日深夜） - 相羽あいな・吉岡茉祐 あかんもんはあかん![1218][注 47]

兵庫エフエム放送
- 24日 - アットイーズ[1219]
- 25日 - KOBE HITS 30[1220]
- 26日 - Interviews On![1221]

京都放送
- 26日 - ネイビーズアフロの聴けばミヤコ![1222]

岡山エフエム放送
- 26日 - 萩原工業presents ハミダセ!アミダセ!STU48[1223]

中国放送
- 27日 - K&Mのカチンコ★ガチンコ[1224]

広島エフエム放送
- 25日 - 冨田奈央子のぶらフラ![925]

エフエム徳島
- 27日 - 春風亭ぴっかり☆と井上侑のゆうとぴか[1225]

南海放送
- 26日 - ママは育児なし[1226]

RKB毎日放送
- 24日 - よしもとRadio バリカタ!![1227]

九州朝日放送
- 26日 - 青木裕司のDeepNight[1228]

エフエム福岡
- 25日 - Ran Reflection Radio[1229]

熊本放送
- 26日 - 桂木まやのシャバダバサタデー[1230]

ラジオ沖縄
- 25日 - グートゥーミートゥー[1231]

JRN
- 25日 - はがきでこんにちは

JFN
- 23日 - JAPAN ハロプロ NETWORK[1232]
- 26日 - Dream AmiのHappy-Go-Lucky☆[1233]

#### 2020年10月放送終了
エフエム北海道
- 1日（30日深夜） - 細川美穂のしゃべっチャイナ[853]

InterFM897
- 25日
  - THE GREAT ESCAPE[1234]
  - George's Melting Pot[1235]

J-WAVE
- 1日（30日深夜）
  - MESSAGE FROM UTAKATA[1236]
  - SWEET ROBOTS SHOW[1237]

ZIP-FM
- 1日（9月30日深夜） - MIDNIGHT CHROME[1238]

朝日放送ラジオ
- 1日 - 武田和歌子のぴたっと。
- 2日
  - 喜多・西森のゆかいな金曜日!
  - 浦川泰幸の金曜はウラから失礼

#### 2020年11月放送終了
静岡エフエム放送
- 28日 - 永井真理子 ラジオORANGE ROOM[1239]

#### 2020年12月放送終了
文化放送
- 26日 - 嘘とカメレオン 渡辺壮亮の琴線イッパツ!![1240]
- 27日（26日深夜） - とにかく明るい安村のとにかく丸裸![1241]

InterFM897
- 28日 - DIALOGUE＋ONLINE[1242]

ベイエフエム
- 30日（29日深夜） - ブルーベリーナイト☆[1243]

横浜エフエム放送
- 30日（29日深夜） - Tiny Treasure[1244]

エフエム愛知
- 26日 - I write the songs〜歌の贈りもの〜[1245]

FM802
- 26日 - FM802 Radio Fields[1246]

### 再開番組
ニッポン放送
- 7月6日 - 辛坊治郎ズーム そこまで言うか!（出演：辛坊治郎、増山さやか、飯田浩司（木曜のみ）。月 - 木曜 15:30 - 17:30。）[注 48][164][1247]
- 7月24日 - ラブライブ!シリーズのオールナイトニッポンGOLD（出演：降幡愛。金曜 22:00 - 翌0:00（※月1回））[1248]
- 10月3日 - Kis-My-Ft2のオールナイトニッポンPremium（出演：Kis-My-Ft2、煙山光紀。土曜 19:00 - 21:00）[1249]
- 11月11日 - UCC上島珈琲 presents歌広場淳のｅ-sports Café（出演：歌広場淳（ゴールデンボンバー）。水曜 21:00 - 21:10）[1250]

東海ラジオ
- 10月3日 - アンダーポイントのまっぴるま!（出演：アンダーポイント。土曜 11:00 - 12:30）[837]

## 番組名改題
NHK-FM
- 1月9日より
  - 『リトグリのミューズノート』（『miwaのミューズノート』より）[9]

文化放送
- 1月9日より
  - 『Snow Manの素のまんま』（『Bioreふくだけコットン presents Snow Manの『素の Woman』』から改題） [1251]

TBSラジオ
- 2月14日より
  - 『問わず語りの神田伯山』（『神田松之丞 問わず語りの松之丞』から改題）[1252]

NHKラジオ第1放送
- 3月30日より
  - 『武内陶子のごごカフェ』（『武内陶子のごごラジ!』から改題）[64]

文化放送
- 3月30日より
  - 『グッチ裕三（金田朋子）今夜はうまいぞぉ!』（『グッチ裕三 朝からうまいぞぉ!』から改題）[注 49][1253]

茨城放送
- 3月30日より
  - 『安達勇人のALOHA〜!!いばらき♪』（『安達勇人のADACHIHOUSEに来たらいがっぺよ』から改題）[1254]

エフエム・ノースウェーブ
- 4月1日より
  - 『L 2nd』（『L』から改題）[1255]

エフエムナックファイブ
- 4月1日（3月31日）より
  - 『恋するスポーツ』（『恋するスマホ』から改題）[557]

京都放送
- 4月2日より
  - 『Qyotoのはんなりタイム』（『今日はQyotoにおいでやす』から改題）[1256]

エフエム東京
- 4月3日（2日深夜）より
  - 『大家志津香のしーちゃんねる!』（『大家志津香のウィズモ! -WIZ MOMENT- 』から改題）[555]

ZIP-FM
- 4月3日より
  - 『DIRECT and SPORTS』（『DIRECT』から改題）[666]

広島エフエム放送
- 4月3日より
  - 『庄司悟のリクエスト魂』（『庄司悟のカウントダウン魂』から改題）[717]

CBCラジオ
- 4月4日より
  - 『神谷明と日髙のり子のTALK!×3』（『神谷明 TALK!×3』から改題）[1257]

和歌山放送
- 4月4日より
  - 『Drive Radio!』（『瑠香のラジオDEスマイル』から改題）[1258]

南日本放送
- 4月4日より
  - 『RADIO BURN+』（『RADIO BURN』から）[1259]
  - 『二見いすずの土曜ラジオ!』（『二見いすずの土曜の朝は』から）[1259]

朝日放送ラジオ
- 4月5日（4日深夜）より
  - 『澤田有也佳のこっそりラジオ』（『澤田有也佳のアナがパジャマに着替えたら』から改題）[1260]

ラジオ福島
- 4月5日より
  - 『SUNKIN』（『手塚とナッコのSunday"卵→KING"』から改題）[1261]

文化放送
- 4月5日より
  - 『岡副麻希のほくほくみゅ〜じっく』（『岡副麻希のほくほくたいむ』から改題）[注 50][1262]
  - 『小松未可子・石原夏織のFUN'S PROJECT LAB!』（『本渡楓・楠木ともりのFUN'S PROJECT LAB!』から改題）[1263]

エフエム福岡
- 4月5日より
  - 『ピザクック presents 悠未先生のロングホームルーム』（『ピザクック presents 悠未とさくらのLinQuestion?!』から改題）[1264]

STVラジオ
- 4月6日より
  - 『島太星のぽっぷんアイランド』（『ぽっぷんランキング』から改題）[1265]

エフエム富士
- 4月6日より
  - 『GIRLS・GIRLS・GIRLS＝FULL BOOST＝ フジマスカレイディオ』（『GIRLS GIRLS GIRLS =RED ZONE= ニジマスの今宵も一緒に踊りましょ?』から改題）[1266]
- 4月7日より
  - 『GIRLS❤GIRLS❤GIRLS =REDZONE= =LOVE山本杏奈の真夜中Labo』（『=LOVE山本杏奈の真夜中Labo』から改題）[1267]

ニッポン放送
- 4月10日より
  - 『フライデーナイタースペシャル』（『ザ・フォーカス〜フライデースペシャル』から改題）
- 5月15日（14日深夜）より
  - 『ナインティナインのオールナイトニッポン』（『ナインティナイン岡村隆史のオールナイトニッポン』から改題）

ラジオ関西
- 6月7日より
  - 『サンデーモーニングルーティーン日曜は夏子の集い』（『近藤夏子のサンキューサンデー』から改題）[1268]

毎日放送
- 7月1日より
  - 『ますますらじお』（『テゴマスのらじお』から改題）[157]

InterFM897
- 7月2日（1日深夜）より
  - 『二宮愛のもっと身近にMUSICAL』（『二宮愛のDIY MUSIC 〜なんでもできるもん〜』から改題）[1269]

岐阜放送ラジオ
- 7月4日より
  - 『永井すみれとデッカチャンだよ!』（『奈月セナとデッカチャンだよ!』から改題）[1270]

九州朝日放送
- 7月5日から
  - 『前川清のBAR TAKE5』（『KIYOSHIとHIROKIのBAR TAKE5』から改題）[1271]

エフエムラジオ新潟
- 7月6日から
  - 『FIGUEROA NIGHT-DJ MINORU CHRIS SHOW-』（『FIGUEROA MIDNIGHT』から改題）[793]

エフエム富士
- 7月6日から
  - 『GIRLS・GIRLS・GIRLS =flying high= ひなりんのよるらじ』（『FES☆TIVE 青葉ひなり「ひなりんのよるらじ!!」』から改題）[1272]

エフエム東京
- 8月1日から
  - 『続・野沢の雅子さん』（『野沢の雅子さん』から改題）[1273]

ラジオ関西
- 8月1日から
  - 『KOBE RESORT CRUISE』（『Cruising Cafe』から改題）[819]

FM802
- 8月1日から
  - 『ROCK KIDS 802-SATURDAY-』（『ROCK KIDS 802 -YUME GO AROUND-』から改題）[1163]

FM802
- 8月7日から
  - 『ROCK KIDS 802-FRIDAY-』（『ROCK KIDS 802 -YUME GO AROUND-』から改題）[1163]

TBSラジオ
- 9月28日から
  - 『荻上チキ・Session』（『荻上チキ・Session-22』から改題）[注 51][231]

文化放送
- 9月28日より

  - 『あのね、うみね、ましろもね。』（『あのね、うみね、おはなしするね。』から改題）[237]

InterFM897
- 10月1日より
  - SPEEDSTAR MUSIC presents「もうすぐ金曜日」（『SPEEDSTAR MUSIC presents「あしたは木曜日」』から改題）[1274]

兵庫エフエム放送
- 10月1日より
  - 『STU48の瀬戸胸』（『STU48の瀬戸内の胸の内』から改題）[1275]

南海放送
- 10月2日より
  - 『WMP アンラヂ』（『アニラジ』から改題）[1276]

横浜エフエム放送
- 10月4日より
  - 『サンデーradio 調子 do〜yo!!』（『サタデー radio 調子 土〜yo!!』から改題）[1277]

エフエム東京
- 10月5日より
  - 『ALL TIME BEST-LUNCH TIME POWER MUSIC-』（『LOVE CONNECTION』『LOVE CONNECTION FRIDAY』から改題）[1278]

ニッポン放送
- 10月18日より
  - 『櫻坂46 こちら有楽町星空放送局』（『欅坂46 こちら有楽町星空放送局』から改題）

## 期間限定番組
- 1月1日 - 、E∞Tracks Selection 〜川口レイジのradio K〜（エフエム大阪、出演：川口レイジ。隔週水曜 19:30 - 20:00）※6ヶ月限定[1279]
- 1月4日 - 3月28日、chelmicoのでも、まだ土曜日（TBSラジオ、出演：chelmico。土曜 20:30 - 21:00）※3か月限定[1280][1281]
- 1月6日 - 3月26日、ねるまえのまえ（エフエム東京、出演：おのののか（月・火曜）、関取花（水・木曜）。月 - 木曜 20:00 - 21:30）※3ヶ月限定[1282][1283]
- 1月7日 - 3月17日、UCC上島珈琲 presents 歌広場淳のeSports café（ニッポン放送、出演：歌広場淳（ゴールデンボンバー）。火曜 19:45 - 19:55）※全10回予定[1284]
- 1月8日 - 、E∞Tracks Selection 〜風男塾の風(ふ)ぁぼらとりー〜（エフエム大阪、出演：風男塾。隔週水曜 19:30 - 20:00）※6ヶ月限定[1279]
- 2月3日 - 7月30日、at home QUIET POETRY（J-WAVE、出演：菅原敏。月 - 木曜 23:55 - 24:00）[1285][1286]
- 3月4日（3日深夜） - 4月1日（3月31日深夜）、GAS BURNERS ISSUE（ニッポン放送、出演：小林うてな。水曜<火曜深夜> 4:10頃〔Creepy Nutsのオールナイトニッポン0(ZERO)内〕）※1ヶ月限定[1287]
- 3月31日（30日深夜） - 9月25日（24日深夜）、レコメン!ひとり組手（文化放送、出演：オテンキのり、週替わり（火曜<月曜深夜>）、今泉佑唯（木曜<水曜深夜>）。火曜<月曜深夜> - 金曜<木曜深夜> 1:00 - 2:00〔レコメン!内〕）※6ヶ月限定[67][1288]
- 4月3日（2日深夜） - 6月26日（25日深夜）、志磨遼平のラジオ（エフエム東京、出演：志磨遼平（ドレスコーズ）。金曜<木曜深夜> 3:30 - 4:00）[555][1289]
- 4月3日 - 6月26日、THE MUSIC OF NOTE 〜 スチャダラパー "シン・スチャANI大作戦"（FM COCOLO、出演：ANI（スチャダラパー）、岡宗秀吾。金曜 21:00 - 22:00）[1290]
- 4月4日 - 9月26日、SOCIEDAD GASTRONOMICA（出演：馬場康夫（ホイチョイ・プロダクションズ代表）、横山エリカ。土曜 18:00 - 18:54）[1291][626]
- 4月6日 - 、YEBISU BEER BEGINNINGS〜FROM TAKANAWA GATEWAY（J-WAVE、出演：レイチェル・チャン（月・火曜）、シシド・カフカ（水・木曜）、週替わりナビゲーター（金曜）。月 - 金曜 12:30 - 13:00）[626]
- 4月10日 - 6月26日、FRIDAY NIGHT SPECIAL 蓬莱大介 RAIN SONGS（兵庫エフエム放送、出演：蓬莱大介。第2・第4金曜 19:00 - 19:55）[1292][1293]
- 5月14日（13日深夜） - 6月25日（24日深夜）
  - future note（interFM、出演：村山☆潤。木曜<水曜深夜> 0:00 - 1:00）[1294][1295]
  - Music Travelers' Session（interFM、出演：EIKO+ERIKO。木曜<水曜深夜> 1:00 - 1:30）[1294][1296]
- 7月1日 - 、E∞Tracks Selection 〜河内REDSのヤロウゼ!Wednesday〜（エフエム大阪、隔週水曜 19:30 - 20:00。出演：河内REDS）[1297]
- 7月2日（1日深夜） - 、Midnight Slider（interFM、出演：Yogee New Waves。木曜<水曜深夜> 0:00 - 0:30）[1298]
- 7月3日 - 、THE MUSIC OF NOTE 元春レイディオ・ショー（FM COCOLO、金曜 21:00 - 22:00。出演：佐野元春。）[1299]
- 7月8日 - 、E∞Tracks Selection 〜Kitriのきとりごとらじお〜（エフエム大阪、隔週水曜 19:30 - 20:00。出演：Kitri）[1297]
- 7月11日 - 8月29日、ライオンメソッド presents 竹内由恵 人生のメソッド（ニッポン放送、土曜 13:50 - 14:00。出演：竹内由恵。）[165]
- 9月29日
  - 斉藤一美 ニュースワイドSAKIDORI! OVERTIME（文化放送、火 - 金曜 17:55 - 18:45。出演：斉藤一美、松井佐祐里（火曜）、水谷加奈（水曜）、永野景子（木曜）、西川文野（金曜）。）[237]
  - 本田圭佑 「NowVoice」（ニッポン放送、火曜 19:00 - 21:00。出演：本田圭佑）※6か月限定。開始約1か月はネット局のみ。ニッポン放送では11月10日開始[240]。
- 9月30日 - 2021年3月24日、前田裕二のゼロイチ（ニッポン放送、水曜 19:00 - 21:00。出演：前田裕二）※6か月限定。開始約1か月はネット局のみ。ニッポン放送では11月11日開始[240]。
- 10月1日 - 2021年3月25日、ゲッターズ飯田 ラジオで占いまSHOW（ニッポン放送、木曜 19:00 - 21:00。出演：ゲッターズ飯田）※6か月限定。開始約1か月はネット局のみ。ニッポン放送では11月12日開始[240]。
- 10月1日 - 、HOKTO presents TOKYO NEW SUNRISE（InterFM、出演：Guy Perryman、渡辺麻耶。木曜 8:30 - 8:45〔The Guy Perryman Show内〕）※2ヶ月限定[1300]
- 10月1日 - 、牛乳石鹸 presents #STAY_OFURO（InterFM、出演：石倉ノア（月 - 木曜）、Guy Perryman（金曜）。月 - 金曜 9:30 - 9:45）※1ヶ月限定[1301]
- 10月1日 - 、テンション!!!!（兵庫エフエム放送。出演：桂あおば（月曜）、クマガイタツロウ（火曜）、寺田もか（水曜）、近藤岳登（木曜）。月 - 木曜 11:30 - 14:55）[1302]
- 10月2日 - 2021年3月19日、安東弘樹 Let's Go Friday（ニッポン放送、金曜 19:00 - 21:00。出演：安東弘樹）※6か月限定。開始約1か月はネット局のみ（19:00 - ）。ニッポン放送では11月13日開始[240]。
- 10月2日 - 2021年3月26日、ますます、いよし。おでかけウィークエンド（南海放送、出演：丹下真奈、富士菜々香。金曜 11:45 - 12:00）※6ヶ月限定[1303]
- 10月2日 - 30日、太田胃散 presents SKE48古畑奈和 10月のお楽しみ（TOKYO FM、出演：古畑奈和（SKE48）。金曜 18:00 - 18:25）※1か月限定、全5回。[1304]
- 10月3日 - 2021年3月27日、ますます、いよし。The Holiday Project（南海放送、出演：井坂彰、竹内愛希。土曜 15:25 - 15:40〔井坂彰のサタデーライブ内〕）※6ヶ月限定[1303]
- 10月4日 - 10月25日、梅山茜のちょっと聴いてよ!（毎日放送、出演：梅山茜。日曜 16:30 - ）[1305]
- 10月5日 - 、夜渡り（interFM、出演：yonawo。日曜 23:30 - 翌0:00）※3ヶ月限定[1306]
- 10月6日 - 27日、ひょうごe-県民 presents 『あいみょんのPM4:30 ひみつのレシピ』（Kiss FM KOBE、出演：あいみょん。火曜16:30 - 16:50。）※1か月限定、全4回。[262]
- 10月17日 - 2021年1月2日、Kiroro綾乃の未来への手紙 supported by P&G（TOKYO FM、出演：金城綾乃（Kiroro）。土曜 10:50 - 10:55）※3か月限定。[1307]
- 11月8日 - 、ほいけんたのヒットするには理由がある（TBSラジオ、出演：ほいけんた、外山惠理。日曜 17:30 - 18:00）※2か月限定[1308]
- 11月10日 - 2021年3月18日、鶴光の噂のゴールデンリクエスト（ニッポン放送、火 - 木曜 17:30 - 19:00。出演：笑福亭鶴光、田中美和子）※5か月限定[240]。
- 11月14日 - 2021年3月27日、高嶋ひでたけ・森田耕次のキニナル・サタデー（ニッポン放送、土曜 17:40 - 19:00。出演：高嶋ひでたけ、森田耕次）※5か月限定[240]。

## 特別番組

### 1月放送
- 1日
  - 福島のぶひろの大新年会!おめでとう日本!（毎日放送、10:30 - 17:35。出演：福島暢啓、関岡香、浜村淳、広瀬駿、石井亮次、伊藤史隆、やきそばかおる、代走みつくに、よふかしイエロー信宗 ほか。）[1309]
  - おめでとう道上洋三ですとヒロ寺平です〜新春Super Session〜（朝日放送ラジオ、15:00 - 16:30。出演：道上洋三、ヒロ寺平。）[1310]
  - Official髭男dismスペシャルプログラム 新春“ヒゲダン”RADIO!（エフエム山陰、中国地方JFN局、19:00 - 19:55。出演：Official髭男dism、水木彩也子。）[1311]
  - FMY 2020 NEW YEAR SPECIAL PROGRAM 大和良子 with ヒロ寺平 ラジオって、なんなん!?〜ラジオDJになりたい君たちへ〜（エフエム山口、18:00 - 18:55。出演：大和良子、ヒロ寺平。）[1312]
  - J-WAVE NEW YEAR SPECIAL MITSUBISHI CORPORATION presents TOWARDS THE DREAM（J-WAVE、9:00 - 17:55。出演：グローバー、nico、植田爽介、香取慎吾、佐藤和李、下苧坪之典、JILLE、skaskaskaclub、辻内彩野、橋本勝也、姫野和樹、船水梓緒里、松室政哉、三浦昂、LEO、iri、EXILE NESMITH、大原櫻子、BARBEE BOYS、キュウソネコカミ、三阪咲、水野良樹（いきものがかり）。）[1313][1314]
  - J-WAVE NEW YEAR SPECIAL THE CHOICE IS…（J-WAVE、21:00 - 24:00。出演：玄理、堀潤。）[1315][1316]
- 2日（1日深夜）
  - 橋本環奈のオールナイトニッポン（ニッポン放送、1:00 - 3:00。出演：橋本環奈。）[1317]
  - 水溜りボンドのオールナイトニッポン0(ZERO)（ニッポン放送、3:00 - 4:30。出演：水溜りボンド。）[1318]
- 3日
  - （2日深夜） - 森七菜のオールナイトニッポン0(ZERO)（ニッポン放送、3:00 - 4:30。出演：森七菜。）[1319]
  - 富田望生、今年ハタチになります!（ニッポン放送、15:00 - 16:00。出演：富田望生。）[1320]
- 7日（6日深夜） - ミルクボーイのオールナイトニッポン（ニッポン放送、1:00 - 3:00。出演：ミルクボーイ）[8]
- 13日
  - TOKYO FMホリデースペシャル クラレ ランドセルは海を越えて（TOKYO FM、11:30 - 14:00。出演：中西哲生、小川麻希、秋元才加、青木愛。）[1321]
  - J-WAVE HOLIDAY SPECIAL TOKYO KANDO SEN presents WONDER CIRCLE STORIES（J-WAVE 9:00 - 17:55。出演：サッシャ、中村祐美子、ゴスペラーズ、柏木由紀、BiSH、市川紗椰、吉田類、別所哲也、渡部建、松澤健、LiLiCo、森七菜。）[1322][1323]
- 17日 - 林原めぐみのHeartful Station（ラジオ関西、13:30 - 15:00。出演：林原めぐみ、保志総一朗。）[11]
- 18日・25日 - ミルクボーイの煩悩のカタマリ（朝日放送ラジオ、21:30 - 22:00。出演：ミルクボーイ。）[12]
- 19日（18日深夜） - 伊藤沙莉のオールナイトニッポン0(ZERO)（ニッポン放送、3:00 - 4:30。出演：伊藤沙莉。）[13][注 52]

#### 阪神・淡路大震災25年関連番組
- 13日 - ニュースなラヂオ&ネットワーク1・17共同企画 阪神・淡路大震災25年（毎日放送）
- 17日
  - 阪神・淡路大震災1.17のつどい中継（ラジオ関西、5:30 - 6:00）
  - 震災25年 いのちを考える日（ラジオ関西、15:00 - 17:42）
  - 共同制作特別番組 関西AMラジオ4局ネット"あなたのそばにいつもラジオを"（大阪放送・京都放送・ラジオ関西・和歌山放送）
  - HOW to"1.17"（ラジオ関西。18:00 - 19:30）
  - AMラジオ災害問題協議会 防災シンポジウム特番（京都放送・朝日放送ラジオ・毎日放送・大阪放送・ラジオ関西・和歌山放送・NHK大阪放送局）

### 2月放送
- 17日（16日深夜） - たき火特番〜意外にも好評だったので第2弾やってみた。今回は最後の方に少しだけ芋煮の音も入れてみた。本当はマシュマロにしたかったけど音にならないので芋煮にしてみた件〜（文化放送、2:00 - 3:30）[23]
- 17日 - ニッポン放送開局65周年記念 さだまさしに聞きたい65のこと（ニッポン放送、13:00 - 16:00。出演：さだまさし、東島衣里、垣花正。）[1325]
- 23日（22日深夜） - 日向坂46のオールナイトニッポン0(ZERO)（ニッポン放送、3:00 - 4:30。出演：日向坂46。）[1326][注 53]

### 3月放送
- 1日・8日・15日・22日（全4回） - TOKYO FM開局50周年記念特別番組 SURF & SNOW in Naeba 40th Anniversary Celebration! 恋とラジオとユーミンと（エフエム東京、19:00 - 19:55。出演：松任谷由実、aiko、黒柳徹子、武部聡志、松任谷正隆、皆川賢太郎、薬師丸ひろ子、山口一郎（サカナクション）、鈴村健一、水樹奈々、ほか。）[1328]
- 6日 - 坂口健太郎のオールナイトニッポンGOLD（ニッポン放送、22:00 - 0:00。出演：坂口健太郎）[1329]
- 8日 - 松山 道後 開運トリップ 〜杉作J太郎の湯上がり さんぽ〜（南海放送、11:00 - 12:00。出演：杉作J太郎、大森靖子）[1330]
- 15日（14日深夜） - ニガミ17才のオールナイトニッポン0(ZERO)（ニッポン放送、3:00 - 4:30。出演：ニガミ17才）[1331][注 54]
- 20日 - TOKYO FMホリデースペシャル 日清MCTオイル presents Spring Beauty Step（エフエム東京、15:00 - 16:55。出演：浜崎美保、河北裕介、高山彩。）[1333]

### 4月放送
- 2日 - 10年ぶりに復活!テリーとたい平のってけラジオ（ニッポン放送、13:00 - 16:00。出演：テリー伊藤、林家たい平）[1334]
- 3日（2日深夜） - TOKYO FM報道特別番組 ラジオがなくなる日（エフエム東京、1:00 - 2:00。出演：マンボウやしろ、ほか。）[1335]
- 4日（3日深夜） - THE KEBABS 優二の豚に真珠ラジオ（毎日放送、0:30 - 1:30。出演：THE KEBABS）[1336]
- 7日 - 福島のぶひろのお花見ラジオ（毎日放送、18:00 - 20:00。出演：福島のぶひろ ほか）[1337]
- 20日（19日深夜） - チャーハン特番 〜チャーハンが鍋の上でパラパラ舞うその姿は美しい。まるで桜の花びらが踊っているよう。本当の春がくることを願ってSP〜（文化放送、1:30 - 3:30。）[1338]
- 23日 - 文化放送ライオンズナイタースペシャル 復活!今井翼のto base（文化放送、19:00 - 21:00。出演：今井翼）[1339]
- 25日 - Stay at Home ジャニーズ・ウィークエンド 亀と山PのオールナイトニッポンPremium（ニッポン放送、18:00 - 21:00。出演：亀と山P。）[1340]
- 26日（25日深夜） - ぺこぱのオールナイトニッポン0(ZERO)（ニッポン放送、3:00 - 4:30。出演：ぺこぱ）[1341][注 55]
- 26日 - Stay at Home ジャニーズ・ウィークエンド Kis-My-Ft2のオールナイトニッポンPremium（ニッポン放送、18:00 - 21:00。出演：Kis-My-Ft2。）[1340]
- 29日
  - TOKYO FM開局50周年特別番組 LIFE TIME MUSIC 80〜こんな時こそ音楽のチカラ〜（エフエム東京、9:00 - 21:00[注 56]。出演：LOVE、浜崎美保、中西哲生、吉田明世、マンボウやしろ、鈴木おさむ、高橋みなみ、小森隼（GENERATIONS from EXILE TRIBE）、SEKAI NO OWARI ほか。）[132]
  - ニッポン放送ホリデースペシャル 太田胃散プレゼンツ 本仮屋ユイカ 笑顔のココロエ（ニッポン放送、14:00 - 16:00。出演：本仮屋ユイカ）[1343][1344]

### 5月放送
- 1日 - 文化放送ライオンズナイタースペシャル 男と女のつぐない テレサ・テン没後25年スペシャル（文化放送、19:00 - 21:00。出演：弘兼憲史、高島礼子、荒木とよひさ、野村邦丸。）[1345]
- 4日 - 母の詩2020 〜母の日によせて〜（文化放送、11:00 - 12:55。出演：竹内靖夫、水谷加奈、斎藤司（トレンディエンジェル）、杉山愛。）[1346]
- 5日
  - ニッポン放送ホリデースペシャル 太田胃散プレゼンツ 南野陽子 今日はナンノ日っ! 2020（ニッポン放送、14:00 - 16:00。出演：南野陽子、コロッケ、井筒節。）[1343][1347]
  - 文化放送ライオンズナイタースペシャル 武田真治・鷲崎健の よォーこそ RCサクセション（文化放送、17:55 - 20:00。出演：武田真治、鷲崎健、砂山圭大郎。）[1348]
  - 文化放送ライオンズナイタースペシャル ぺこぱのラジオ聴いておくんなまし〜（文化放送、20:00 - 21:00。出演：ぺこぱ。）[1349]
- 6日 - 文化放送ライオンズナイタースペシャル 武井壮のガッとしてビターン!（文化放送、19:30 - 21:00。出演：武井壮。）[1350]
- 9日
  - 今日で生誕100年!森光子さんへのオマージュ（ニッポン放送、15:00 - 16:20。出演：上柳昌彦、川良浩和）[1351]
  - 君の大好きは止められない!中川翔子のラジオアカデミア!（ニッポン放送、17:40 - 20:10。出演：中川翔子）[1352]
- 10日（9日深夜） - しなの椰惠のオールナイトニッポン0(ZERO)（ニッポン放送、3:00 - 4:30。出演：しなの椰惠）[1353][注 57]
- 10日 - 赤ペン瀧川のTBSラジオ添削ラジオ（TBSラジオ、20:00 - 20:55。出演：瀧川英次）[1355]
- 16日
  - おうち時間マイスター（大分放送、11:00 - 13:00。出演：小田崇之、小野亜希子。）[1356]
  - いま、日本の食文化にできること（ニッポン放送、17:40 - 21:10。出演：垣花正、楠本修二郎、三好康弘、笠原将弘、小石原はるか ほか。）[1357][1358]
- 17日（16日深夜） - PassCodeのオールナイトニッポン0(ZERO)（ニッポン放送、3:00 - 4:30。出演：PassCode）[1359][注 58]
- 23日 - ニッポン放送ショウアップナイタースペシャル 東京ヤクルトスワローズ 開幕へのメッセージ（ニッポン放送、17:40 - 21:10。出演：高津臣吾、宮出隆自、五十嵐亮太、青木宣親、石山泰稚、煙山光紀、井端弘和、尾崎世界観（クリープハイプ）。）[1361]
- 24日（23日深夜） - 鬼越トマホークのオールナイトニッポン0(ZERO)（ニッポン放送、3:00 - 4:30。出演：鬼越トマホーク）[1362][注 59]
- 24日
  - SBSラジオギャラリー まくらを投げれば…伊東で熱くあたたかく（静岡放送、12:00 - 13:00。）[1364]
  - 大泉洋のサンサンサンデー（北海道放送、15:00 - 17:00。出演：大泉洋、オクラホマ。）[141]
  - TOKYO FMサンデースペシャル『言ってよ、千葉くん』（エフエム東京、19:00 - 19:55。出演：千葉雄大。）[1365]
- 25日（24日深夜） - JUNKアンタッチャブルのシカゴマンゴ 最終回スペシャル（TBSラジオ、1:00 - 3:00。出演：アンタッチャブル。）[1366]
- 26日 - 文化放送ライオンズナイタースペシャル さだまさし流（理由）（文化放送、19:00 - 21:00。出演：さだまさし、寺島尚正。）[1367]
- 28日・29日 - 文化放送ライオンズナイタースペシャル お笑いで日本をアゲる!（文化放送、19:00 - 21:00。出演：ティモンディ（28日担当）、岡田圭右（ますだおかだ）、坂口愛美、なすなかにし、小林メロディ（ブリキカラス）、丸山礼（29日担当）。）[1368][1369]
- 29日 - ニッポン放送開局65周年記念特別番組 渡辺謙のオールナイトニッポンGOLD〜世界は君を待っている〜（ニッポン放送、22:00 - 0:00。出演：渡辺謙、山中伸弥。）[143][144]
- 30日 - ニッポン放送特別番組『日比谷音楽祭 ON RADIO』（ニッポン放送、17:40 - 21:10。出演：亀田誠治、吉田尚記、菅田将暉、武部聡志、たなしん（グッドモーニングアメリカ）、中村正人（DREAMS COME TRUE）、新妻聖子、半﨑美子、一青窈、布袋寅泰、みの（みのミュージック）、米良はるか（READYFOR代表） 、山本彩、R-指定（Creepy Nuts）、石川さゆり、井上芳雄、大谷ノブ彦（ダイノジ）、GAKU-MC、佐藤オオキ（nendo）、鹿野淳、田島朗子、長須与佳、ピエール中野（凛として時雨）、ほか。）[1370][1371]
- 31日
  - FM FUKUOKA 50th Anniversary Special 聴けば、出会える。FM FUKUOKA もうすぐ開局記念日!8時だヨ!リスナー全員集合!（エフエム福岡、20:00 - 20:55。出演：BUTCH、中島浩二、愛智望美）[1372]
  - もうすぐ開局記念日!あと2時間だヨ!リスナー全員集合!（エフエム福岡、22:00 - 22:55。出演：BUTCH、中島浩二、愛智望美）[1372]
  - 開局COUNT DOWN RADIO!（エフエム福岡、23:55 - 翌0:30。出演：西川さとり、香月千鶴）[1372]

### 6月放送
- 1日（5月31日深夜）
  - FM FUKUOKA 50th Anniversary Special 聴けば、出会える。FM FUKUOKA フラッシュバックアーティスト（エフエム福岡、0:30 - 3:00。出演：BUTCH、中島浩二、愛智望美）[1372]
  - Perfume Planet リターンズ（エフエム福岡、1:00 - 1:30。出演：Perfume）[1372]
  - FM FUKUOKA開局50周年&聖飢魔Ⅱ地球デビュー35周年記念 エースとルークの魔界接近遭遇 再来（エフエム福岡、2:00 - 2:30。出演：エース清水長官、ルーク篁参謀）[1372]
  - FM FUKUOKA 50th Anniversary Special 聴けば、出会える。FM FUKUOKA ユア・スクリーン・ミュージック2020（エフエム福岡、3:00 - 3:30。出演：宇野由紀子）[1372]
  - FM FUKUOKA 50th Anniversary Special 聴けば、出会える。FM FUKUOKA ドラマ館2020「バス通りメモリアル」（エフエム福岡、3:30 - 4:00。出演：永淵幸利(BUTCH)、バンカヨコ）[1372]
  - FM FUKUOKA 50th Anniversary Special 聴けば、出会える。FM FUKUOKA アニソン・プレイバック♫ by とこTONアニメ! & アニソン部（エフエム福岡、4:00 - 4:30。出演：勝目恒尚、愛智望美）[1372]
  - FM FUKUOKA 50th Anniversary Special 聴けば、出会える。FM FUKUOKA フローネVIP〜さとりとあたると和彦も!ときめき☆ダルゴナコーヒー!（エフエム福岡、4:30 - 5:00。出演：西川さとり、稲葉あたる、縄田和彦）[1372]
- 1日
  - FM FUKUOKA 50th Anniversary Special 聴けば、出会える。FM FUKUOKA レジェンドパーソナリティ・リターンズ Part-1「たけうちいづる＆木庭明子アワー おもしろモーニングマーチ」（エフエム福岡、5:00 - 5:45。出演：たけうちいづる、木庭明子）[1372]
  - FM FUKUOKA 50th Anniversary Special 聴けば、出会える。FM FUKUOKA レジェンドパーソナリティ・リターンズ Part-2「塚本博通アワー」（エフエム福岡、6:00 - 6:30。出演：塚本博通）[1372]
  - FM FUKUOKA 50th Anniversary Special 聴けば、出会える。FM FUKUOKA 今日まで、そして明日から（エフエム福岡、7:30 - 12:30。出演：中島浩二、こはまもとこ）[1372]
  - FM FUKUOKA 50th Anniversary Special 聴けば、出会える。FM FUKUOKA HISTORY OF FM FUKUOKA（エフエム福岡、12:30 - 16:00。出演：BUTCH、木原友香）[1372]
  - FM FUKUOKA 50th Anniversary Special 聴けば、出会える。FM FUKUOKA FUKUOKA MUSIC JOURNEY〜聴いて出会った50年!（エフエム福岡、16:00 - 19:00。出演：黒川修、田代奈々）[1372]
  - FM FUKUOKA 50th Anniversary Special 聴けば、出会える。FM FUKUOKA 聴けば出会える、「5年後リクエスト!…その後」（エフエム福岡、19:00 - 21:00。出演：こはまもとこ、西川さとり）[1372]
  - FM FUKUOKA 50th Anniversary Special 聴けば、出会える。FM FUKUOKA NEXT RADIO! MORE RADIO!!（エフエム福岡、21:00 - 21:55。出演：中島浩二）[1372]
  - FM FUKUOKA 50th Anniversary Special 聴けば、出会える。FM FUKUOKA ENDING（エフエム福岡、21:55 - 22:00。出演：西川さとり）[1372]
- 2日 - 文化放送ライオンズナイタースペシャル 90's あなたのモテ曲スペシャル（文化放送、19:00 - 21:00。出演：小杉竜一（ブラックマヨネーズ）。）[1373]
- 3日 - 文化放送ライオンズナイタースペシャル DJ KOO ONE TEAM DO DANCE TK MIX!（文化放送、19:00 - 21:00。出演：DJ KOO。）[1373]
- 4日 - 文化放送ライオンズナイタースペシャル 90's ビーイング女性アーティストスペシャル（文化放送、19:00 - 21:00。出演：チャンカワイ（Wエンジン）。）[1373]
- 5日 - 文化放送ライオンズナイタースペシャル ハロー!プロジェクトクロニクル（文化放送、19:00 - 21:00。出演：夏焼雅（PINK CRES.）、譜久村聖（モーニング娘。'20）、西川文野。）[1373]
- 8日（7日深夜） - 文化放送 花火大会 〜打ち上げ花火、下から聴くか? 横から聴くか? いやいや! 上からの音、中の音だって聴けちゃうスペシャル〜（文化放送、1:30 - 3:30。）[145]
- 9日 - 12日
  - 文化放送ライオンズナイタースペシャル 欅坂46・小池美波 80年代歌謡曲ベスト100（文化放送、19:00 - 21:00。出演：小池美波（欅坂46））[1374]
- 13日
  - さだまさし ぼくたちの存在理由〜2020年にかんがえたこと（ニッポン放送、13:00 - 16:10。出演：さだまさし、垣花正）[1375]
  - コロナとラジオ〜今こそいつもを守るために〜（朝日放送ラジオ、18:00 - 19:00。出演：三代澤康司、上沼恵美子、道上洋三、桑原征平、増田英彦（ますだおかだ））[1376]
  - ジャニーズ・ウィークエンド ジャニーズWESTのオールナイトニッポンPremium（ニッポン放送、18:00 - 21:00。出演：ジャニーズWEST。）[1377]
- 14日（13日深夜） - 佐藤栞里のオールナイトニッポン0(ZERO)（ニッポン放送、3:00 - 4:30。出演：佐藤栞里。）[1378][注 60]
- 14日
  - ラランドの化けの皮（TBSラジオ、20:00 - 20:55。出演：ラランド）[1380]
  - 子ども応援!4時間ラジオ〜休校明け つらいみんなへ〜（NHK大阪放送局/NHKラジオ第1放送、13:05 - 16:55。出演：正門良規（Aぇ! group）、草間リチャード敬太（Aぇ! group）、井上裕介（NON STYLE）、サンシャイン池崎、晋平太、中村獅童、古原靖久。）[1381][1382]
  - 函館発!オンラインでつながるラジオ（NHK札幌放送局/NHK-FM放送、14:00 - 16:00。出演：網秀一郎、バービー、下唐湊祐莉、吉田智士、阿部光平、水口勝心、木戸口育未、メイガス。）[1383]
  - ジャニーズ・ウィークエンド Hey! Say! JUMPのオールナイトニッポンPremium （ニッポン放送、18:00 - 21:00。出演：Hey! Say! JUMP。）[1377]
- 21日（20日深夜） - SUPER BEAVER 渋谷龍太のオールナイトニッポン0(ZERO)（ニッポン放送、3:00 - 4:30。出演：渋谷龍太（SUPER BEAVER））[1384][注 61]
- 21日 - あなたとラジオと音楽と（TBSラジオ、20:00 - 20:55。出演：小泉今日子。）[1386]
- 28日（27日深夜） - ハルカミライ 橋本学のオールナイトニッポン0(ZERO)（ニッポン放送、3:00 - 4:30。出演：橋本学（ハルカミライ））[1387][注 62]
- 30日 - Many Thanks from FMPORT（新潟県民エフエム放送、20:00 - 24:00[注 63]。出演：遠藤麻理、松本愛。）[411]

### 7月放送
- 4日 - キリン のどごし<生> PRESENTS こじるり、まゆこ、スピードワゴン、新しくなったのどごし<生>でスカッと爽快トーク!（TBSラジオ、20:00 - 21:00。出演：小島瑠璃子、河北麻友子、スピードワゴン。）[1389]
- 5日
  - コネ-1グランプリ あの人とつながってるぜスペシャル（山梨放送、13:00 - 15:00。出演：山田ルイ53世（髭男爵）、森田絵美）[1390]
  - α-STATION 29th Anniversary Special Program 京都大作戦2020〜それぞれで見な祭 聴きな祭〜（エフエム京都、11:00 - 13:00、14:00 - 16:00）[1391]
- 9日 - キリン一番搾り presents 田中みな実とみんなで乾杯!（TBSラジオ、22:00 - 23:00。出演：田中みな実、後藤輝基（フットボールアワー）。）[166]
- 9日・30日 - 竹内由恵 WITH!（ニッポン放送、13:00 - 15:30。出演：竹内由恵、上柳昌彦。）[165]
- 12日 - すべて忘れてしまうから、今夜一緒に語りませんか?（TBSラジオ、20:00 - 20:55。出演：燃え殻、堀井美香。）[167][168]
- 13日（12日深夜） - 佐藤満春のあなたの話、聴かせてください（ニッポン放送、1:30 - 3:00。出演：佐藤満春（どきどきキャンプ）、土屋礼央、山寺宏一 ほか。）[1392]
- 13日 - ニッポン放送開局65周年記念特別番組 倉本聰・古木巡礼〜森のささやきが聞こえますか（ニッポン放送、22:00 - 24:00。出演：倉本聰、坂本長利、西田敏行、倍賞千恵子、清野菜名。）[169][170]
- 16日 - 映画『コンフィデンスマンJP プリンセス編』公開記念ラジオスペシャル（ニッポン放送、13:00 - 14:30。出演：東島衣里、長澤まさみ、東出昌大、小日向文世、小手伸也、関水渚、竹内結子、江口洋介。）[1393]
- 18日 - 3rdアルバム『clearly』リリース記念スペシャル☆井口裕香のイグソン（文化放送、21:00 - 23:00。出演：井口裕香。）[1394]
- 19日（18日深夜） - YOASOBIのオールナイトニッポン0(ZERO)（ニッポン放送、3:00 - 4:30。出演：YOASOBI）[1395][注 64]
- 19日
  - 加藤さんと山口くん（STVラジオ、12:00 - 13:00。出演：加藤浩次（極楽とんぼ）、山口一郎（サカナクション）。）[1397]
  - THE RAMPAGEのランペメシ!（TBSラジオ、20:00 - 20:55。出演：山本彰吾（THE RAMPAGE from EXILE TRIBE）、吉野北人（THE RAMPAGE from EXILE TRIBE）。）[173][174]
- 23日
  - 海の日スペシャル2020 〜つるの剛士のうみの話〜（文化放送、9:00 - 11:00。出演：つるの剛士、舘谷春香、古澤純一郎（NPO法人海さくら代表）。）[1398]
  - KINKATSU ENERGY for summer supported by ホクト（エフエム東京、長野エフエム放送、11:30 - 14:55。出演：KEN THE 390、高橋万里恵、眞鍋かをり、加治ひとみ、秋元才加、鏡リュウジ。）[1399][1400]
  - ニッポン放送 ホリデースペシャル 太田胃散プレゼンツ スタプラアイドルラジオ（ニッポン放送、12:30 - 14:30。出演：吉田尚記、玉井詩織（ももいろクローバーZ）、佐々木彩夏（ももいろクローバーZ）、三田美吹（CROWN POP）、真山りか（私立恵比寿中学）、秋本帆華（TEAM SHACHI）、根岸可蓮（たこやきレインボー）、希山愛（ばってん少女隊）、小泉遥香（超ときめき♡宣伝部）、播磨かな（Awww!）、愛来（アメフラっシ）、芹澤もあ（ukka）、橘花怜（いぎなり東北産）、藤田愛理（CROWN POP）、高井千帆（B.O.L.T）。）[182]
- 24日（23日深夜） - あいみょんのオールナイトニッポン（ニッポン放送、1:00 - 3:00。出演：あいみょん。）[1401]
- 24日
  - 文化放送 HOLIDAY SPECIAL new normal, new life（文化放送、11:00 - 12:55。出演：黒木渚、松井佐祐里。）[1402]
  - TOKYO FM開局50周年 メモリアルシリーズ Vol.1 アイ・ラブ・ユー〜僕はきみのラジオ〜（エフエム東京、12:00 - 16:55。出演：坂上みき、住吉美紀、松任谷正隆、泉麻人、田家秀樹、大橋俊夫、渡辺美里。）[187]
  - 謝音祭（InterFM、12:00 - 20:00。出演：井手大介、堀田茜、青山テルマ、AI、UA、OK Go、odol、カーリー・レイ・ジェプセン、キヨサク（MONGOL800）、GLIM SPANKY、在日ファンク、ジェイソン・ムラーズ、SPECIAL OTHERS、NakamuraEmi、Nulbarich、藤原さくら、LOVE PSYCHEDELICO、Rei。）[184][185][186]
  - ニッポン放送 ホリデースペシャル NTT東日本 presents アフターコロナの新しい働き方（ニッポン放送、13:00 - 15:00。出演：飯田浩司、前田裕二。）[1403]
  - ニッポン放送 ホリデースペシャル 知って、肝炎プロジェクト（ニッポン放送、15:00 - 16:00。出演：杉良太郎、上柳昌彦、高橋みなみ、小池和彦。）[1404]
- 26日（25日深夜） - 四千頭身のオールナイトニッポン0(ZERO)（ニッポン放送、3:00 - 4:30。出演：四千頭身。）[1405][注 65]
- 26日 - TOKYO FMサンデースペシャル 東京カレンダーRADIO（エフエム東京、19:00 - 19:55。出演：浜崎美保、加治ひとみ、青木瑠璃子、岩崎諒太。）[1407][1408]
- 28日 - 長澤まさみのオールナイトニッポンGOLD〜映画『コンフィデンスマンJP プリンセス編』スペシャル〜（ニッポン放送、22:00 - 24:00。出演：長澤まさみ、関水渚、小笹大輔・松浦匡希（Official髭男dism）、東出昌大、小日向文世、小手伸也。）[1409]

### 8月放送
- 2日
  - 明治チョコレート効果 presents 純烈とおうち時間（TBSラジオ、20:00 - 20:55。出演：純烈。）[1410]
  - TOKYO FMサンデースペシャル 女子プロゴルフツアー開幕!アース・モンダミンカップ プレイバック!（エフエム東京、19:00 - 19:55。出演：鷲見玲奈、大塚達也（アース製薬会長）、渋野日向子、勝みなみ、渡邉彩香、河本結、原英莉花。）[1411][1412]
- 10日 - J-WAVE HOLIDAY SPECIAL YELL FROM IKIMONOGAKARI（J-WAVE、9:00 - 17:55。出演：いきものがかり、川島海荷、緑黄色社会、亀田誠治、三木孝浩、オカモトコウキ（OKAMOTO'S）。）[1413][1414][1415]
- 13日 - 江戸ラヂヲ（NHKラジオ第1放送、22:05 - 22:55[注 66]。出演：神田伯山、レキシ、山崎怜奈（乃木坂46）。）[1416]
- 15日 - 戦後75年「私の八月十五日」〜俳優 高倉健の想いがつないだ人々の証言〜（ニッポン放送、6:30 - 7:30。出演：上柳昌彦。）[1417]
- 23日 - 米津玄師×野木亜紀子『MIU404』対談（TBSラジオ、20:00 - 20:55。出演：米津玄師、野木亜紀子、綾野剛、星野源、出水麻衣。）[1418]
- 27日 - 本田圭佑「NowVoice」（ニッポン放送、13:00 - 14:30。出演：本田圭佑。）[1419]

8月28日 首相辞任会見関連
- JRN報道特別番組（TBSラジオ、17:00 - 17:30）[注 67]
- TOKYO FM 特別番組「安倍総理大臣、なぜ今辞任!? どうなる日本!」（TOKYO FM、17:00 - 18:00）

そのほか、文化放送とNRN系列局では『ニュース・パレード』内で中継。ニッポン放送では『うどうのらじお』を17時までに縮小したうえで事実上『5時の産経新聞ニュース』（17:00 - 17:36）を拡大する形で対応した。

### 9月放送
- 7日（6日深夜） - ハイボール特番〜田舎に帰省する想像してみた。暇を持て余した。酒でも飲もうと思った。どうせなら近くの清流から氷を作ろうと思った。おいしかった。来年はリアルにやってみようと思ったSP〜（文化放送、2:00 - 3:30。）[219]
- 17日 - 覚悟の政治家〜ふるさと秋田が心の支えに〜（エフエム秋田、18:00 - 18:30。）[1420][1421]
- 20日
  - 平岩康佑eスタジオ（TBSラジオ、20:00 - 20:55。出演：平岩康佑、小池美由、たぬかな、ふぇぐ。）[1422]
  - TOKYO FMサンデースペシャル『pdc presents「Pure Skin」』（エフエム東京、19:00 - 19:55。出演：宇賀なつみ、Matt。）[1423]
- 21日（20日深夜） - OH!“ギリギリ”NIGHT!!〜深田えいみと生で大喜利しよ〜（エフエム東京、2:00 - 4:00。出演：カミナリ、深田えいみ。）[1424]
- 21日 - ホラー特別番組 ラジオドラマ 怨ライン怪談（エフエム東京、14:00 - 14:55。出演：加藤シゲアキ（NEWS）、パーパー、ザ・マミィ、空気階段。）[1425]
- 22日（21日深夜） - 東野幸治のオールナイトニッポン（ニッポン放送、1:00 - 3:00。出演：東野幸治。）[注 68][226]
- 22日 - ホリデースペシャル Amazon Pay プレゼンツ 「霜降り明星のポチるラジオ」（ニッポン放送、13:00 - 15:00。出演：霜降り明星他。）[1426][1427]
- 23日（22日深夜）
  - くりぃむしちゅーのオールナイトニッポン（ニッポン放送、1:00 - 3:00。出演：くりぃむしちゅー。）[注 68][226]
  - コント村のオールナイトニッポン0(ZERO)（ニッポン放送、3:00 - 4:30。出演：ゾフィー、ハナコ、ザ・マミィ、かが屋・賀屋。）[注 68][226]
- 24日（23日深夜）
  - 漫才サミットのオールナイトニッポン（ニッポン放送、1:00 - 3:00。出演：中川家、サンドウィッチマン、ナイツ。）[注 68][226]
  - フワちゃんのオールナイトニッポン0(ZERO)（ニッポン放送、3:00 - 4:30。出演：フワちゃん。）[注 68][226]
- 25日（24日深夜） - オズワルドのオールナイトニッポン0(ZERO)（ニッポン放送、3:00 - 4:30。出演：オズワルド。）[注 68][226]
- 26日
  - みんなの応援村 presents エール・プラネット（エフエム東京、16:00 - 16:55。出演：松任谷正隆、小山薫堂、中井美穂。）[1428]
  - 新総理誕生! 菅義偉 〜秋田が生んだ新リーダー〜（秋田放送、12:00 - 12:30。）[1420]
- 27日（26日深夜） - アンガールズのオールナイトニッポン0(ZERO)（ニッポン放送、3:00 - 4:30。出演：アンガールズ。）[注 69][注 68][226]

### 10月放送
- 19日（18日深夜） - 湯けむり特番〜失恋OL一人旅、殺人事件はないので安心して寝落ちして下さいSP〜（文化放送、2:00 - 3:30。）[264]
- 19日 - Sexy ZoneのオールナイトニッポンPremium（ニッポン放送、18:00 - 21:50。出演：Sexy Zone）[1429]
- 24日 - 明治 presents 夏子・カレン・桂里奈のおうちでチョコっとハロウィン大作戦!（TBSラジオ、20:00 - 20:59。出演：横澤夏子、滝沢カレン、丸山桂里奈。）[1430]
- 25日 - 東海ラジオ大歌謡祭2020特別版（東海ラジオ放送、14:00 - 16:00。出演：市川由紀乃、丘みどり、純烈、パク・ジュニョン、工藤あやの、三丘翔太、水雲-MIZMO-、辰巳ゆうと、藤井香愛、門松みゆき、彩青、真田ナオキ、青山新、原光隆、井田勝也。）[1431]
- 29日 - きぬた歯科 presents 八王子会で八王子を語ろう!（TBSラジオ、22:00 - 23:00。出演：ヒロミ、高橋みなみ、黒沢薫（ゴスペラーズ）、マキシマム ザ ホルモン（ナヲ・ダイスケはん）、ファンキー加藤。）[272]
- 31日 - みんな電力 presents チャレンジ・ゼロ!〜CO2削減もやればできる!（TBSラジオ、22:00 - 翌0:00。出演：ティモンディ、堀井美香、大石英司（みんな電力 代表取締役）他。）[1432]

### 11月放送
- 3日
  - new normal文化祭〜音楽で日本をアゲる!SP（文化放送、9:00 - 18:35。出演：野村邦丸、西川文野、砂山圭大郎、松井佐祐里、小倉智昭、サンコンJr.（ウルフルズ）、松崎しげる、ラサール石井、DJ KOO、眉村ちあき、703号室、大西洋平、出口たかし、幡野智宏、伊勢大貴、岸洋佑、関取花 ほか。）[274]
  - 楽天カードpresents FM FESTIVAL 2020 MUSIC CHRONICLE 〜竹内まりやと辿る音楽の50年（エフエム東京、16:00 - 19:00。出演：竹内まりや、山下達郎、坂上みき。）[276][277]
  - TOKYO FM開局50周年 Legends of J-POP〜佐野史郎が語る僕らの音楽（エフエム東京、15:00 - 15:55（SIDE A）、19:10 - 19:48（SIDE B）。出演：佐野史郎、林立夫、鈴木茂、小原礼、松任谷正隆、ブレッド&バター。）[1433]
- 8日 - 仮初（かりそめ）（エフエム福岡、CROSS FM、LOVE FM、22:00 - 22:55。出演：yonawo、香月千鶴（FM福岡アナウンサー）、栗田善太郎（CROSS FMナビゲーター）、虎太朗（LOVE FMナビゲーター）。）[281]
- 17日
  - サンクス!ありがとう娘。です（毎日放送、17:45 - 20:00。出演：ありがとう娘。（西田愛、岡田麻紗巳、吉村珠佳、田下愉香。）。）[注 70]
  - ツイミュー!（毎日放送、20:00 - 21:50。出演：上泉雄一、山崎香佳、川地洋平。）[注 70]
- 18日
  - めっちゃeスポーツ（毎日放送、17:45 - 20:00。出演：藪恵壹、三ツ廣政輝、平岩康佑。）[注 70]
  - MBSラジオ フットボールtown（毎日放送、20:00 - 21:50。出演：ベン・メイブリー、アキナ 秋山、清水麻椰。）[注 70]
- 19日
  - ゆりやんレトリィバァのコアらじおちゃん（毎日放送、17:45 - 20:00。出演：ゆりやんレトリィバァ、学天即 奥田修二。）[注 70]
  - 見取り図ディスカバリーラジオ（毎日放送、20:00 - 21:50。出演：見取り図、清水麻椰。）[注 70]
- 20日
  - パパラピーズのMuTube(ミューチューブ)♪（毎日放送、17:45 - 19:30。出演：パパラビーズ。）[注 70]
  - キュウソネコカミ ヤマサキセイヤ とTHE ORAL CIGARETTES山中拓也の たまには2人で...（毎日放送、19:30 - 20:56。出演：キュウソネコカミ ヤマサキセイヤ、THE ORAL CIGARETTES 山中拓也。）[注 70]
- 23日
  - TOKYO FM ホリデースペシャル ありがとうのせかい supported by Glico（エフエム東京、11:30 - 14:55。出演：みやぞん、安田レイ、大橋トリオ。）[1434]
  - TOKYO FM ホリデースペシャル 太田胃散 presents でんぱch.❤ 〜萌きゅんラジオをあなたにお届け〜（エフエム東京、15:00 - 16:50。出演：古川未鈴、藤咲彩音、ヒャダイン。）[1435]

### 12月放送
- 14日（13日深夜） - 笑い屋さん特番〜プロの笑い屋さんが生放送に登場。2020年を笑い飛ばしたいSP〜（文化放送、2:00 - 3:30。出演：重藤暁 ほか。）[307]
- 15日 -18日 - CBC創立70周年特別番組『ルーツ』（CBCラジオ、19:00 - 21:00。）[1436]
- 24日 - 伊沢拓司のクイズ年録2020（TBSラジオ、23:00 - 23:55。出演：伊沢拓司。）[1437]
- 30日 - 〜JA淡路日の出スポーツスペシャル〜 ミスタータイガース 田淵幸一・掛布雅之のNO BASEBALL NO LIFE（毎日放送、15:00 - 16:30。出演：田淵幸一、掛布雅之。）[1438]

### 1年間で複数回放送された、または放送予定の特番
- 1月12日（11日深夜）、5月31日（30日深夜）
  - 藤井風のオールナイトニッポン0(ZERO)（ニッポン放送、3:00 - 4:30。出演：藤井風）[1439][1440][注 71][注 72]
- 1月13日、3月20日、5月5日、7月23日、9月22日、11月23日
  - キユーピー・メロディホリデー（文化放送、11:00 - 12:54。出演：鈴木純子。）[1443]
- 1月3日、5月24日
  - 令和に復活♡ぼくたち『コサキンDEワァオ!』です、ワァオ!（TBSラジオ、[注 73] 出演：小堺一機・関根勤）[3][4][1444]
- 2月11日（1）、4月29日（2）、6月13日（3）、7月24日（4）、8月11日（5）、9月21日（6）
  - 大竹しのぶの“スピーカーズコーナー”（NHKラジオ第1放送[注 74]。出演：大竹しのぶ、田村直之（4月29日）、坂本昌之（8月11日）、三谷幸喜（9月21日）。）[1445][1446]
- 2月16日（11）、23日（12）[1447]、4月26日（13）[1448]、5月22日（14）[1449]、6月14日（15）[1450]、8月15日（16）[1451]、9月13日（17）[1452]
  - 村上RADIO（TOKYO FM、19:00 - 19:55[注 75]。出演：村上龍。）[1453]
- 2月17日[1454]、6月8日[1455]、10月23日[1456]
  - 明石家さんま オールニッポン お願い!リクエスト （ニッポン放送[注 77]。出演：明石家さんま、増山さやか。）[1325][1457][1458]
- 2月18日 - 2月21日、4月20日 - 4月24日、6月9日 - 6月12日、9月7日[注 78]、13日[注 78]。
  - 鶴光の噂のゴールデンリクエスト（ニッポン放送[注 79]。出演：笑福亭鶴光、田中美和子。）[1459][1460]
- 3月22日、8月30日 - 全国こども電話相談室 supported by 郵便局（TBSラジオ、9:00 - 9:55（3月22日）、19:00 - 20:00（8月30日）。出演：伊集院光、赤江珠緒(3月)、小林よしひさ(3月)、兵藤哲夫(3月)、さかなクン(8月)、はいだしょうこ(8月)、近堂かおり。）[51]
- 3月28日（1）、5月5日（2）、6月16日（3）、7月16日（4）、8月13日（5）
  - SDGs MAGAZINE（ニッポン放送[注 80]。出演：剛力彩芽 ほか。）[注 81][1461]
- 3月31日 - 4月21日、エレベーターが来るまで（TBSラジオ。出演：田村真子。火曜 17:50 - 18:00）[1462]
- 3月31日 - 4月3日、4月8日、4月10日、4月14日 - 4月17日、4月28日、4月30日、5月8日、5月12日 - 5月15日、5月19日 - 5月22日、5月27日、6月17日、6月18日
  - 文化放送ライオンズナイタースペシャル 音楽で日本をアゲる!（文化放送[注 82]。出演：秋山黄色（3月31日担当）、しなの椰惠（4月1日担当）、夏川椎菜（4月2日担当）、眉村ちあき（4月3日担当）、関取花（4月8日担当）、永野（4月10日担当）、緑黄色社会（4月14日担当）、家入レオ（4月15日担当）、豊崎愛生（4月16日担当）、グランジ遠山大輔（4月17日担当）、DJ KOO（4月28日担当）、JO1（4月30日担当）、新作のハーモニカ（5月8日担当）、豊田萌絵（5月12日担当）、堂島孝平（5月13日担当）、DJ BOSS（5月14日担当）、古坂大魔王（5月15日担当）、大塚愛、砂山圭大郎（5月19日担当）、井上苑子（5月20日担当）、黒木渚（5月21日担当）、ニガミ17才（5月22日担当）、岸洋佑（5月27日担当）、星街すいせい、もこ田めめめ、花鋏キョウ（6月17日担当）、西川文野（6月18日担当）。）[1463][1464][1465][1466][1467][1468][1469][1470][1471][1472][1473][1474][1475][1476][1477]
- 4月1日 - 5月27日、TBSラジオ 採用試験攻略番組「エントリーシート読み上げます!」（TBSラジオ。出演：渡部峻。水曜 17:50 - 18:00）[1462]
- 4月14日 -
  - NEXTをさがせ!（朝日放送ラジオ、火 - 木曜 19:00 - 21:00。出演：桂南天、桂佐ん吉（隔週火曜）、桂吉弥、桂吉の丞（隔週火曜）、令和喜多みな実（水曜）、つぼみ大革命（木曜）、横山太一、ベビーヴァギー（金曜）。）[1478]
- 4月18日、6月16日 - ニッポン放送特別番組 いま、音楽にできること（ニッポン放送、[注 83] 出演：堀義貴（日本音楽事業者協会会長）、野村達矢（日本音楽制作者連盟理事長）、中西健夫（コンサートプロモーターズ協会会長）ほか。）[111][112][113][1479][1480][1481]
- 4月19日（18日深夜）、9月22日（21日深夜）[注 68] - マヂカルラブリーのオールナイトニッポン0(ZERO)（ニッポン放送、3:00 - 4:30[注 84]。出演：マヂカルラブリー。）[1482][226]
- 4月19日、6月6日 - オールタイム・ジャニーズ 歌い継ぎたい名曲リクエスト（ニッポン放送、[注 85] 出演：ミッツ・マングローブ、垣花正。）[1483][1484]
- 4月20日（19日深夜）、6月1日（5月31日深夜）、6月8日（7日深夜）、8月17日（16日深夜）
  - 高橋優 THANK YOU FOR THE MUSIC（ニッポン放送、1:30 - 3:00。出演：高橋優）[1485][1486][1487]
- 4月20日 - 4月24日、6月9日 - 12日、9月12日
  - モヤモヤ解決! ゲッターズ飯田 ラジオで占いまSHOW（ニッポン放送、[注 86] 出演：ゲッターズ飯田、東島衣里、般若）[1488][1489]
- 4月21日 - 6月18日
  - LBレコード（九州朝日放送、19:00 - 22:00。出演：ブルーリバー（火 - 水曜）、コンバット満、深瀬智聖（木 - 金曜））[1490]
- 4月24日 - 5月29日
  - オタメシ（CBCラジオ、火 - 金曜 21:00 - 22:00。出演：レポドラ（火曜）、アホロートル（水曜）、らじお女子（木曜）、光山雄一朗（金曜）。）[1491]
- 5月7日、7月23日 - 7月24日
  - みんなでひきこもりラジオ（NHKラジオ第1放送、出演：栗原望）[1492]
- 5月12日 - 6月18日
  - 伊藤史隆のラジオノオトはじめました（朝日放送ラジオ、火 - 木曜 19:00 - 21:00。出演：伊藤史隆、笑福亭松喬（火曜）、小林祐梨子（木曜）。）[1493]
- 5月15日 - 6月12日
  - 金曜7時は☆テンダラーじゃナイト（朝日放送ラジオ、金曜 19:00 - 21:00。出演：テンダラー。）[1493]
- 5月20日 - 6月17日
  - 熱血スタジアム!イーグルスナイト（東北放送、水曜 18:00 - 21:00。出演：飯野雅人）[1494]
- 8月29日 - 8月30日
  - ジャニ学（エフエム岩手、土曜 9:00 - 9:30、日曜 8:00 - 8:30。出演：阿部沙織。）[1495]

### 主なレギュラー番組のスペシャル版
- 1月1日
  - 美輪明宏薔薇色の日曜日スペシャル 愛の手引書2020（TBSラジオ、14:30 - 15:30 出演：美輪明宏、国分太一、安東弘樹。）[1496]
- 1月13日
  - MAXIMUM POWER ROCK TODAY（ベイエフエム、13:00 - 20:52。出演：伊藤政則。）
- 2月8日
  - 宮下草薙の60分（文化放送、18:00。出演：宮下草薙。）[17]
- 2月11日
  - TOKYO FMホリデースペシャル いい部屋ネット presents 佐藤二朗のいい部屋ジロー〜祝日だから2時間半もやっちゃうよ!〜（TOKYO FM、11:30 - 13:55。出演：佐藤二朗、浜崎美保、永森裕二、伊藤沙莉、賀来賢人、山崎樹範。）[1497]
- 2月18日 - 2月21日
  - 佐久間宣行の東京ドリームエンターテインメント（ニッポン放送、20:00 - 21:50。出演：佐久間宣行 ほか。）[1498][1499]
- 3月20日
  - KISS & SMILE The BAY☆LINE one team special（ベイエフエム、13:00 - 16:54。出演：森口博子、森久保祥太郎、浜口順子。）
  - iからはじまるストーリー 〜スプリングスペシャル2020〜（ベイエフエム、17:00 - 18:42。出演：西田あい。）
- 4月7日
  - 文化放送ライオンズナイタースペシャル KちゃんNEWS HISTORY（文化放送、19:30 - 21:00。出演：NEWS。）[1500]
- 4月19日
  - 伯山ラジオ寄席 太田光×神田伯山 この噺を聴け（TBSラジオ、20:00 - 20:55。出演：神田伯山、太田光。）[1501]
- 4月25日
  - 気持ちで負けない!きいて、たべて、乗り越えよう 和牛のモグモグラジオ（文化放送、18:00 - 18:57。出演：和牛。）[1502]
- 5月4日
  - わなびぃず!お家で音楽講座スペシャル（RKB毎日放送、6:30 - 17:30）[1503]
  - 外為どっとコムプレゼンツ 銀シャリのほくほくマネーラジオ（ニッポン放送、14:00 - 16:00。出演：銀シャリ。）[1504]
- 5月7日
  - 髭男爵 山田ルイ53世のルネッサンスラジオ「配信」600回突破記念SP（文化放送、19:30 - 21:00。出演：山田ルイ53世（髭男爵）、東野幸治。）[注 87][1505]
- 5月24日
  - 東北魂スペシャル サンドウィッチマンのオンラインの味会（みかい）（ニッポン放送、19:30 - 20:30。出演：サンドウィッチマン。）[1506]
- 6月7日
  - STU48のちりめん大×3パーティー 愛しのSETOUCHI応援プロジェクト 〜とどけ、夢力!STUと一緒にお祭り騒ぎじゃ!未来行きのチケットで、いざ出航SP〜（中国放送、13:00 - 14:55、16:00 - 16:55、18:00 - 20:00[注 88]。出演：STU48、ボールボーイ佐竹。）[1507]

- 8月10日
  - 太田胃散プレゼンツ ニッポン放送ホリデースペシャル ももクロの令和ニッポン万歳!（ニッポン放送、13:00 - 15:00。出演：ももいろクローバーZ。）[1508]
- 9月1日
  - 防災アワースぺシャル〜令和の防災術（文化放送、12:00 - 13:00。出演：山崎登、冨川万美、伊藤佳子。）[1509]
- 9月3日
  - 辛坊治郎 ズーム そこまで言うか!防災スペシャル（ニッポン放送、14:00 - 15:30。出演：辛坊治郎 ほか。）[1510]
- 10月24日
  - サタデーミュージックスペシャル 矢沢永吉・天野ひろゆき ルート830（ニッポン放送、13:00 - 14:00。出演：矢沢永吉、天野ひろゆき（キャイ〜ン）。）[270]